# كتاب الأرواح
·        كتاب الأرواح The Spirits Book للطبيب الفرنسي آلان كاردك Allan Kardec كتاب يعتبر من أمهات الكتب الروحية. أنشأ المؤلف مذهباً روحياً انتشر في أرجاء العالم هو الأرواحية Spiritism.  وقام بتأليف العديد من الكتب التي بنت أصول المذهب
يبحث الكتاب في مبادئ تعاليم الأرواح فيما يخص بقاء النفس بعد الموت وطبيعة الأرواح والحياة الحاضرة والحياة القادمة ومستقبل البشرية وفقاً للتعاليم الصادرة من الأرواح السامية على أيدي وسطاء عديدين. والكتاب من ترجمة جورج حداد وترجمتة من الغة العبرية إلى الغة العربية )    

## سيرة حياة المؤلف ألن كاردك
·        ولد ليون دنيزار هيبوليت ريفاي المعروف بآلان كاردك في مدينة ليون بفرنسا سنة 1804 م من عائلة تخصصت في المحاماة. منذ حداثته انجذب للعلوم والفلسفة، درس المرحلتين الأولية والثانوية في فرنسا، وأتم باقي دراساته في سويسرا إلى جانب الاستاذ الشهير بستلوزي حتى أصبح مساعده البصير والمخلص، ثم حصل على شهادة الأستذة وشهادة دكتور في الطب، وبعد مضي سنوات قليلة استقرٌ في باريس حيث فتح معهداً للتعليم، وألف كتباً عديدة في النحو واللغة نالت الاهتمام والثناء من الناقدين والدوائر الثقافية. في سنة 1858 أنشأ جريدة باسم «المجلة الأرواحية» ما زالت تنشر حتى اليوم وهي أهم الصحف الأرواحية في فرنسا.

## بداية معرفة آلان كاردك بعالم الأرواح
·        في سنة 1854 م سمع ريفاي لأول مرة عن الموائد الدوارة وحين دعاه بعض أصدقائه لحضور الجلسات كي يشهد الظواهر بنفسه لم يتردد بل إنه حضر تلك الموائد وشرع حينئذ يهتم بالأمر بشغف. على أنه تسلم في يوم من الأيام إبلاغاً من روح يحميه يخبره بأئه عرفه في حياة سابقة في الغاليا القديمة اسم فرنسا أيام الرومان) وأنه كان يدعى ألن كاردك في ذلك الزمان العتيق ووعده أنه سيساعده في عمل مهم جداً كُلِّفَ به. هكذا التقط ريفاي المعلومات أثناء الجلسات وجمعها في كتاب سماه (كتاب الأرواح) وقّعه باسم ألن كاردك. خاض المعارضون هجوماً ضد الأرواحية من جميع الجبهات، ولم يفلت من محرقة المحاكم الدينية في ميدان عام. كانت المهمة شاقة للغاية إذ برغم كل التهم والافتراءات التي تعرّض لها والحملات المديدة التي وُجّهت ضده والسخرية به، واصل العمل ماضياً في الطريق إلى الأمام واتصل يجميع الأرواحيين في العالم بأسره وجمع كل الإشارات الصادرة عن الأرواح ثم نشر بالتتابع «كتاب الوسطاء» و«الإنجيل وفقا للأرواحية» و«سِفْر التكوين» و«السماء والجحيم» والتي أصبحت الكتب الأساسية التي تشرح الأرواحية، ويجمعها ويلخصها كتاب الأرواح. أصيب بمرض خطير في القلب بعد أن أضناه التعب الشديد من المجهود الجُبّار الذي بذله توفي يوم 31 مارس عام 1869 عن 65 سنة.

## أهمية الكتاب
·        ظهر كتاب الأرواح في أواسط القرن الماضي حينما كان التقدم البشري يجتاز مرحلة حاسمة مرحلة النضج العقلي والروحي، وهاجمته الثقافة الإلحادية آنذاك بسبب تعرضه لعالم الغيب، ثم انتصر الكتاب في النهاية وانتشرت الحركة الأرواحية في جميع أنحاء العالم. وكانت تعرف في العالم العربي في القرن الماضي بـ (الروحية الحديثة) وكان العامة يطلقون عليها (تحضير الأرواح) وتنصرف أذهانهم – جهلاً بها – إلى عالم الجن والشياطين يشكل حصري، ولا زالت الثقافة الشعبية حتى الآن تحصر الأرواح التي تتواصل مع البشر في الأرواح الناقصة فقط. ولعل إحياء ونشر تعاليم هذا الكتاب تساهم في ارتقاء الوعي البشري، ونشر السلام على الأرض. وبالفعل فقد ظهر وسطاء بين البشر والأرواح، على درجة عالية من المهارة والوعي، واشتهرت أسماء بعض الوسطاء في الولايات المتحدة الأمريكية مثل: نيل دونالد وولش وإستر هيكس. قطع كتاب الأرواح مرحلة حاسمة في الارتقاء البشري مرحلة نضوج الإنسان عقلياً وروحياً، فهذا الكتاب علامة حددت مسار التغيير في فهم الحياة والعالم، ويعتبر خطاً فاصلاً وعلامة فارقة في الثقافة الإنسانية، فقبل نشره كان الماضي الأسطوري يغلب على المفهوم الروحي وعلى الرؤية الكونية الخرافية واللاهوتية، وأما بعد ظهوره فصار كل شي مفهوماً قدر الإمكان، وتمت الإجابة على الأسئلة الوجودية الكبرى وحل الألغاز والمعضلات الفلسفية بأسهل الطرق مما ساهم في التقدم العلمي والثقافي. قسم التقدم العلمي العالم الثقافي إلى قسمين متعارضين: العلمي واللاهوتي، وطرحت الثقافة الروحانية القديمة للمناقشة واهتزت أسسها وتصدعت، واعلن أصحاب العقول المفكرة سيطرة الفهم البشري على الفكر اللاهوتي ونُفِيَ الإيمان إلى مخازن الخرافات، ونسب العقل لذاته سيادة الكون، وجا كتاب الأرواح كمنهج ثالث يهدف إلى توحيد العالم الثقافي. وهكذا فإن إعادة النظر في فهم الإيمان التي قام بها ألن كاردك أظهرا للعالم الثقافي خطأ معارضي الدين. أعاد الكتاب وحدة المعارف على نحو وثيق بحيث يتوافق الإيمان مع العقل. ترك كتاب الأرواح تأثيراً محسوساً في المعارف البشرية وإدراك العالم، فقبل نشره كان الإنسان يبني معرفته عن العالم الروحي على التخيلات والخرافات، وكانت تلك النظرة الخرافية واللاهوتية إلى المخلوقات والخلائق تهدّد الإيمان والدين بفعل نهضة الشعوب العلمية وبد تنورها، وبعد نشره أصبح الإنسان يستند إلى العقل وإلى الاختبار العلمي والتجريبي للعالم الروحي، وبواسطة هذه المعرفة ساهم الكتاب حركة التقدم.
يتمم هذا الكتاب أربعة كتب إضافية تُتمّم سجل الأرواحية وهي:
(كتاب الوسطاء) الذي يطوّر نظرية الاختبار الأرواحي
(الإنجيل وفقاً للأرواحية) الذي يفسّر المذهب الأرواحي وقوانينه الخلقية الأدبية
(الملكوت والجحيم) الذي يعالج شرح النصوص المقدسة على ضو الاختبارات الوساطية
(كتاب التكوين) الذي يوضّح مبادئ تكرين المخلوقات والوقائع غير الطبيعية وفقاً للفهم الأرواحي، أما كتاب الأرواح فهو المركز الذي ترتبط به الكتب الأخرى، والمحور الذي تدور حوله الكتب الأرواحية.

## مسألة العودة للتجسد
·        تعتبر مسألة العودة للتجسد أحد أعمدة الكتاب وأفكاره الرئيسية، بل تعتبر النقطة الأكثر أهمية وقطب الرحى الذي يدور حوله الكتاب كله. وسبب عودة الروح للتجسد هو تطور الروح من خلال تنمية معرفته بنفسه واكتشاف قدرات وصفات جديدة لا يمكنه معرفتها إلا من خلال التجارب والتحديات التي يواجهها، وتعود الأرواح كذلك لإصلاح ما أفسدته في تجسد سابق، وليذوق ما فعله بالآخرين لكي يعرف ويدرك ما ذاقوه فيكف عن الظلم بعد أن عرف طعمه. وحينما يحصل قارئ الكتاب على تلك المعلومات لا شك أن سلوكه يتغير بالكلية وتتحسن أخلاقه كثيراً، وتقل أطماعه وشهواته ورغباته، لأن فلسفة الحياة تتغير لديه وتتحول من مجرد السعي على الرزق والمكاسب المادية إلى محاولة الخدمة وتقديم المساعدة للإنسانية قدر المستطاع قبل الرحيل للعالم الآخر. ويقول الكتاب أن الإنسان كائن ثنائي الطبيعة، هو جسد وروح، ومن ثم فهو غيب وشهادة، وليس من الصواب تجاهل نصف حقيقته، وهي الحقيقة الغيبية، بزعم عجز العلم التجريبي عن فهمها، مع أن العلم قد قطع مراحل كبيرة في فهم هذا الجانب من الإنسان، (ويكفي الإطلاع على أبحاث جامعة فرجينيا حول تناسخ الأرواح، أو قرا كتب د. مايكل نيوتن حول استكشاف الحيوات السابقة، لا سيما كتاب رحلة الأرواح Journey of souls أو كتاب الذاكرة الأزلية Memories of soul وسوف تخرج بنتيجة مفادها أن عالم الأرواح موجود بيننا، ونحن نعيشه بالفعل، وغاية ما هنالك أن الجسد حجاب بيننا وبينه، وأن المادة تحول بيننا وبين الإتصال به، ولكن كثير من الناس استطاعوا التواصل مع أرواحهم بعد أن تحرروا من سحب المادية التي كانت تحجب عنهم رؤية ما ورائها. وستخرج أيضا بنتيجة أخرى وهي أنه بإمكاننا التواصل مع الأرواح التي فارقت هذا العالم المادي، والإستفادة منها بمعلومات قيمة حول نصفنا الذي نجهله، وهو طبيعتنا الروحية). فالبشرية مازالت في طور الطفولة، ولا زالت تتعرف على نفسها وتستكشف حقيقتها وتتتلمسها، إذ يقول العلما أننا لو افترضنا أن عمر هذا الكون 24 ساعة، فإن ساعة خلق الإنسان بالصورة التي هو عليها حالياً تكون 11:45 مسا، أي أننا جئنا في مرحلة متأخرة جداً في آخر 15 دقيقة في هذا اليوم الكوني.
العودة للتجسد عند المسيحيين
·        ولذلك فمن الطبيعي تماماً أن نكون – إزا المعارف الروحية – في طور الطفولة والسذاجة المعرفية، ويكون من الطبيعي أيضا أن الرسل في العهد القديم كانوا يجسدون المعاني الروحية في قوالب ورموز مادية، كما ورد على سبيل المثال حول أشراط الساعة، كعودة المسيح مثلاً، فلا زال كل من المسلمين والمسيحيين يؤمنون بأنه سيعود بجسده الذي كان منذ ألفي سنة، وأنه لا زال حياً حتى الآن بنفس هذا الجسد وأن عمره ألفي سنة، بالضبط كما يعتقد الشيعة في الإمام المهدي (الإمام الإثنى عشر السيد محمد بن الحسن العسكري) بينما العودة لا تعدو عودة الحقيقة الروحية في جسد يولد من جديد، وأن عودة الحقيقة الروحية ليست حكراً على المسيح ولا على المهدي، ولكنها سنة من سنن الله تعالى في خلقه، تسمى (العودة للتجسد) أو (تناسخ الأجساد) وليس تناسخ الأرواح. لأن مصطلح تناسخ الأرواح سي السمعة في التراث الإسلامي إذ هو مقترن في الأذهان بإنكار الجنة والنار، بينما لا علاقة بين هذا وذاك من قريب ولا بعيد، فالعودة للتجسد – لحكمة ربانية عليا هي تطور الروح أو أداء رسالة معينة لمساعدة الناس – حق، وكذلك الجنة والنار حق، وأما مسألة الخلود فيهما فهذه مسألة أخرى لا علاقة لها بما نحن فيه. فالعودة للتجسد سنة من سنن الله تعالى تسري على الكل، وليس المسيح وحده.
العودة للتجسد عند المسلمين
·        يعتقد الشيعة الإمامية عودة الأرواح للتجسد ويسمونها عقيدة (الرجعة) ولكنهم يحصرون هدف الرجعة في القصاص لأهل البيت عليهم السلام من أعدائهم الذين ظلموهم وعذبوهم وسلبوهم الخلافة الراشدة واستبدلوه بالملك العضوض، ويعتقدون أنه لا يعود إلا من محّض الخير ومحّض الشر. واستدلوا بقوله تعالى (في أي صورة ما شاء ركبك) وقوله (ولو شئنا بدلنا أمثالكم تبديلا) وقوله (على أن نبدل أمثالكم وننشئكم فيما لا تعلمون) وقوله (ثم يعيدكم فيها ويخرجكم إخراجا) وضمير (فيها) يرجع إلى الأرض، أي أن العودة للأرض حقيقة بنص القرآن، ولكن هذه النصوص عامة ولم يحصرها القرآن في أهل البيت وأعدائهم كما يعتقد الشيعة.
·        وتعتقد بعض طوائف المسلمين عودة رسول الله محمد صلى الله عليه وآله وسلم في تجسدات جديدة، ولكن في ثوب الولاية لا النبوة، ويقولون أنه ألمح بهذا عن نفسه، وأخبر عن عودته في جسد جديد في قوله (حسين مني وأنا من حسين) وقوله لفاطمة يا (أم أبيها)، وأنه سيظهر في رجل صالح من أهل بيته في كل عصر، ويكون هذا الرجل هو (الإمام) لهذا العصر، واتدلوا بقول النبي ص: (بعث الله لهذه الأمة على رأس كل قرن من يجدد لها أمر دينها، ويفسرون بهذا قوله تعالى: (يوم ندعو كل أناس بإمامهم) ويقولون لو لم في في كل عصر إمام واحد لأهل هذا العصر لكان القرآن غير صحيح، ولذلك سماه القرآن رحمة (للعالمين) وليس لفئة محددة من الناس في زمن محدد. ومن ثم كان حقاً أن لا تغيب شمسه عن أمته، حتى لا يحرم الناس من أنوار الرسالة.

## بداية الإتصال مع عالم الأرواح
أول تواصل مع الأرواح كان بواسطة الموائد الدوّارة أي الموائد التي تدور ثم ترتفع في الهواء دون تدخل الإنسان، وكذلك بواسطة اللوحة والسبلة ثم تطور الأمر إلى حروف الهجاء (اكتشف المشاهدون أن تلك الأشياء الجامدة لم تكن تدفعها قوة آلية عمياء بل كان فيها أثر لسبب ذكي كان هذا الاكتشاف بمثابة باب فُتِح ورفع الستار عن كثير من أسرار الحياة وراح الناس يتسالون هل تلك الحركات ذات أصل ذكي؟ وإذا كانت هناك قوة ذكية فما هي؟ وما هو كنهها ومصدرها؟ وكانت تلك السلة تتحرك على الورقة بواسطة نفس القوة الخفية التي تحرك الموائد ولكن بدلاً من الحركة السابقة المنتظمة بدا القلم يكتب حروفاً ثم كلمات ثم سطوراء فَخُطباً كاملة عديدة الصفحات متناولاً أعلى مسائل الفلسفة وآمور الأدب والخلّق والعلوم النظرية والعلوم النفسية الخ وكانت الكتابة سريعة ككتاية اليد. وأحياناً كان الوسيط يأخذ القلم بيده ويكتب، ويده مندفعة بقوة خارجة عن إرادته وبسرعة فائقة، وكان هناك أمر غريب يؤكد الظاهرة وهو تغيير الخط تغييراً كاملاً طبقاً للروح المخاطب الذي يحفظ خطه الأصلي. تتعلق النقطة الثانية بطبيعة الأجوبة ذاتها، خصوصاً حينما تكون الأسئلة مجردة صعية الفهم، أو خارجة عن دراية الوسيط وعن مقدرته العقلية أحياناً، وفوق ذلك فهو - عادة - ليس على علم بما يكتب، وكثيراً ما لا يسمع الأسئلة ولا يفهم فحواها لكونها أحياناً منطوقة بلغة أجنبية يجهلها، أو تكون مجرد فكرة تدور في خُلد أحد الحاضرين، ويأتي الجواب بتلك اللغة الأجنبية) ولم يطل الوقت حتى بدأت الإشارات تتحول إلى عبارات ناطقة بواسطة وسطاء يتجسد فيهم الروح الملكلم (وتُعرف هذه العملية الآن في الغرب باسم channeling). أشهر نجومها من الوسطاء حالياً: إستر هيكس، وداريل أنكا المعروف بـ (بشار)، ونيل دونالد والش،

## خلاصة تعاليم الأرواح
هذه الكائنات المذكورة التي تتخاطب معنا وصفت نفسها هي بذاتها، كما قلنا سابقاً بأنها أرواح، وقالت إن البعض منها على الأقل كانوا قد عاشوا سابقاً على الأرض، وأنهم يكوّنون العالم الروحي كما نحن نكوّن العالم الجسدي طيلة حياتنا على الأرض. وسنقدم فيما يلي تلخيصاً للنقاط الهامة من تعاليمهم التي أفضوا بها إلينا: الله أزلي ولا يتغير، وهو لا مادي ووحيد وقادر على كل شي وسامي العدالة والطيبة إلى أعلى درجة. خلق الكون الذي يشمل كل الكائنات المتمتعة بالحياة والمجردة من الحياة الكائنات المادية واللامادية تكوّن الكائنات المادية العالم المنظور أي الجسدي، أما الكائنات اللامادية فهي تكوّن العالم اللامنظور أي العالم الروحي، الذي يعني عالم الأرواح (هو لا منظور بالنسبة للعالم الجسدي، وأما بالنسبة له فهو منظور وناظر، ونظره حاد ومطلق عن حدود المكان). العالم الروحي هو العالم الأصلي والخالد، ووجوده سابق لكل الأشياء وباق بعد كل الأشياء العالم الجسدي ثان وفي الأهمية، لا فرق لو كف عن الوجود أو لم يوجد البتة، دون أن يؤتر ذلك على جوهر العالم الروحي تكتسي الأرواح مؤقتاً بكساء مادي وفاني، وانحلال هذا الكساء بالموت يعيد إليها حريتها اختار الله الجنس البشري من بين مختلف أجناس الكائنات الجسدية، لتتجسد فيه الأرواح التي بلغت درجة ما من الارتقاء مما يجعلها متفوّقة أخلاقياً وعقلياً على الكائنات الأخرى نفس الإنسان هي روح متجسدة ولا يعدو الجسد أن يكون غلافاً لها.
في الإنسان ثلاثة عناصر:
الأول: هو الجسد، أي الكائن المادي، نظير جسد الحيوانات، ويحييه المبدأ الحيوي
الثاني: الذي هو النفس، أي الكائن اللامادي، أو الروح المتجسدة في الجسد
والثالث: هو الصلة التي تريط الروح إلى الجسد والتي هي العنصر المتوسط بين المادة والروح
```
 هكذا يكون للإنسان طبيعتان: بجسده يشارك طبيعة الحيوانات وغرائزها، وبروحه يشارك طبيعة الأرواح. الصلة، أو غلاف الروح، الذي يصل الجسد بالروح: هو عبارة عن غلاف نصف مادي، وبالموت ينحل الغلاف الغليظ أي الجسد، فيحتفظ الروح بالغلاف الثاني، أي الذي يكوّن له جسماً أثيرياً لا نراه في حالته العادية، ولو أنه في بعض الحالات الخصوصية يستطبع الروح أن يكون مرثياً وحتى أن يلمس كما يحدث في ظاهرة ظهور الأشباح. الروح إذن ليس كائناً مجرداً ومبهماً وغير محدد، لا يدرك إلا في تخيل الإنسان بل هو كائن حقيقي محدد ومتعين يمكن في أحوال خاصة التحقق من وجوده بواسطة حواس النظر والسمع واللمس. للأرواح درجات مختلفة وليسوا متساويين في القدرة ولا الذكاء أو في المعرفة أو في الأخلاق: فأرواح الدرجة الأولى هم الأرواح السامية الذين يمتازون عن الآخرين بالكمال وباتساع معارفهم ومجاورتهم لله وسموٌ مشاعرهم وحبهم للخير هؤلاء هم الملائكة أي الأرواح الطاهرة. أما الدرجات الأخرى، فهي تبتعد أكثر فأكثر عن هذا الكمال وأما الدرجات السفلى فهي تحمل أغلب شهواتنا البشرية كالحقد والحسد والغيرة والكبرياء الخ، وتُسَرُّ بالشر، وداخل هذه الدرجات أيضا أرواح ليست كثيرة الخير ولا كثيرة الشر بل هي مزعجة ومضايقة ودساسة أكثر مما تميل إلى الشر وأهم طابع فيها هو ميلها إلى الخبث وعدم المسؤولية وهؤلا هم الأرواح الطائشة (التي يسميها القدماء بالعفاريت). لا تبقى الأرواح على الدوام في نفس الدرجة بل يرتقي جميعها مجتازاً درجات التدرج الأرواحي على اختلافها، أما ارتقاؤهم فيتم بواسطة التجسد (أي التأنس) الذي يُفرض على البعض منهم كتكفير وعلى البعض الآخر كرسالة. إن الحياة في المادة تجربة يتحتم عليهم احتمالها مرات عديدة إلى أن يصلوا إلى الكمال المطلق فالحياة في المادة تعمل يمثابة مصفاة للتنقية يخرج الروح منها مطهرا إلى حد ما. بعد هجرها الجسد تعود النفس - أي الروح المتجسدة - إلى عالم الأرواح من حيث أتت عندما ابتدات وجوداً جديداً في المادة، وتبقى في عالم الأرواح برهة طويلة أو قصيرة نسبياً وتكون خلالها في حالة روح جوالة. نظراً إلى أن على الروح أن تتجسد مرات عديدة فهذا يعني أنا جميعاً عشنا حيوات عديدة وسنعيش حيوات أخرى في درجات مختلفة من التقدم إما على هذه الأرض أو في عوائم أخرى. يحصل تجسد الأرواح دائماً في الجنس البشري فمن الخطأ الظنّ بأن النفس أي الروح المتجسدة قد تتجسد في جسد حيوان. الحيوات الجسدية المختلفة التي يعيشها الروح في الجسد هي دائماً تقدّمية ولا يمكن ابداً أن تكون تراجعية لكن سرعة التقدم متناسية مع اجتهادنا للوصول إلى الكمال. صفات النفس هي صفات الروح المتجسد فينا فالإنسان الصالح هو تجسد روح صالحة والإنسان الشرير هو تجسد روح نجسة. الروح قبل أن يتجسد كان له فرديته وبعد انفصاله عن الجسد يحتفظ بتلك الفردية. حينما يعود إلى عالم الأرواح يلتقي الروح بجميع الذين عرفهم على الأرض، وتبسط أمام ذاكرته كافة حيواته السابقة فيبصر كل الخير وكل الشر الذي فعله تسيطر المادة على الروح المتجسد، لكن الإنسان الذي يتحرر من تلك السيطرة بواسطة الاجتهاد للصعود بروحه والعمل لتتقيتها يتقرّب من الأرواح الصالحة، ويصبح فيما بعد واحداً منها. أما الإنسان الذي يدع نفسه يسقط تحت سيطرة الأهواء الدنيثة ويمعن إشباع شهواته البذيئة يقترب من الأرواح النجسة، وتسود فيه طبيعته الحيوانية. الأرواح المتجسدة تسكن عوالم الكون على اختلافها . الأرواح اللا متجسدة أو المتجولة لا تمكث في مكان معين ومحدود بل هي موجودة في كل مكان في الفضاء وإلى جانبنا، فهي ترانا وتختلط بنا على الدوام، وهي تشكل شعبأ لا يرى يتحرك حولنا. تؤثر الأرواح تأثيراً مستديماً على الحياة الخلقية وحتى على الحياة المادية، ونؤثر على المادة وعلى الأفكار، إذ أنها إحدى قوى الطبيعة والمسبب الفعال لظواهر عديدة كانت أسبابها إلى هذا الحين مجهولة أو مفسرة تفسيرا سيئاً، وأمكن إيضاحها بنحو معقول في الأرواحية فقط علاقات الأرواح مع الناس مستديمة فالآرواح الصالحة تحاول قيادتنا إلى الخير وتقوينا تجارب الحياة وتعيننا على احتمالها بشجاعة وتجلد، أما الأرواح الشريرة فتُغوينا بالشر، وتتلذذ بمشامدة سقوطنا وتماثلنا بحالتها التعسة. مخابرات الأرواح مع اليشر قد تكون خفية أو علنية. تحدث المخابرات الخفية بواسطة تاثير الأرواح علينا، وهو يدفعنا نحو الخير أو الشر دون أن ندري به، وعلينا التمييز بين الإيحا الصالح والإيحا السيئ الآتي إلينا 
يقول النبي محمد صلّى الله عليه وسلم: «في القلب لمتان لمة من الملك إيعاد بالخير وتصديق بالحق، ولمة من العدوّ إيعاد بالشر وتكذيب بالحق ونهي عن الخير») أما المخابرات العلنية فهي تحدث بواسطة الكتابة أو الكلام أو انكشافات مادية أخرى أغلبها عن طريق الوسطاء الذين يمثلون أداة للأرواح. تحضر الأرواح تلقائياً أو بالاستدعاء. من الممكن استدعاء أي روح من الأرواح لا فرق فيما إذا كانت سابقاً روح أحقر الناس أو أشهرها ومهما كان البلد الذي عاش فيه أو إذا كان من أقاربنا أو أصدقائنا أو أعدائنا، ونطلب منها أن تخاطبنا بالكتابة أو بالصوت، وأن تقدّم لنا إرشاداتها ومعلومات عن حالتها بعد موتها وعن آرائها نحونا، ويمكن أيضا أن تبيح لنا بما يسمح لها إباحته. ما يجذب الأرواح إلى مستحضريهم هو انجذاب الأرواح نحو صفات مستحضريهم الأدبية فالأرواح السامية تسر بالاجتماعات الجادة حيث تجد نزعة الخير بين المجتمعين والرغبة الصادقة لدى مستحضريها بأن يتعلموا ويحسنوا أنفسهم. غير أنه من اجتماعات كهذه تنفر الأرواح الواطئة الدرجة التي هي بالعكس تجد الاقتراب سهلاً والحرية كاملة للعمل بين الأشخاص الطائشين أو المجتمعين لمجرد الرغبة في النظر وفي أي مكان تتواجد النزعات الشريرة. فمن العبث أن ننتظر من تلك الأرواح إرشادات أو معلومات نافعة إذ أن كل ما تأتي به هو سفاسف وأكاذيب والاعيب سخيفة وخداع، وكثيراً ما تلقّب نفسها بأسما محترمة لتشجع سامعيها على الضلال. التمييز بين الأرواح الصالحة والشريرة سهل جداً، فالأرواح الرفيعة تلكلم دائماً كلاماً وقوراء جليلاً مليئأ بأسمى المبادئ التهذيبية وخالياً من الأهواء الدنيئة وتتجلى في إرشاداتهم أعلى درجات المعرفة والتوجيه الدائم إلى صالحنا وإلى خير الإنسانية. أما مخاطبات الأرواح المتدنية فهي على عكس ذلك إذ تمتلئ بالتناقض وتفاهة المعنى وحتى الخشونة فلو حدث أن رغبت أحياناً بأشياء نافعة وحقيقية فإنها في أغلب الأحيان لا تنطق إلا بالأكاذيب والأمور غير المعقولة وذلك إما عن سو نية أو عن جهل، وهي تستهزئ من تصديق الحاضرين السريع لها وتتسلى بأسئلتهم وتتملق زهوهم وتخدع رغباتهم بوعود مزيفة، وباختصار لا تحدث المخاطبات الجادة المفيدة - بتمام معنى هذه الكلمة - إلا الاجتماعات الجادة الرصينة الثي يكون أعضاءؤها متحدين اتحاداً تامأ وبتفكير واحد موجه إلى الخير. يتلخص التعليم التهذيبي للأرواح العليا في القاعدة القائلة: نفعل للآخرين كما نريد أن يفعل الآخرون لنا، أحب لأخيك ما تحب لنفسك. أي بعبارة أخرى لتفعل الخير ولنبتعد عن الشر وهذا مبدأ شامل لسلوك الإنسان ينطبق على أصغر الأمور وأكبرها. تعلمنا الأرواح أن الأنانية والكيرياء والانهماك بالملذات الجسدية الشهوانية، هي أهواء تقربنا من الطبيعة الحيوانية وتربطنا بالمادة، وأن على الإنسان في هذه الحياة أن يتحرر من سيطرة المادة ويصون نفسه متجنباً الميل إلى التوافه الدنيوية ويحافظ على المحبة للقريب، حتى يقترب من الطبيعة الروحية، ويتوجب على كل منا أن يكون نافعاً في حياته بحسب المقدرات والوسائل التي أعطاه الله إياها لتجربته. وأن واجبات الأقوياء وذ وفي السطوة هي مساعدة الضعفاء وحمايتهم، لأن من يسي استعمال قوته ونفوذه لاضطهاد نظيره من البشر يخالف ناموس اللّه. وهي تعلمنا أخيراً أنه لا يمكن إخفاء أي شي عن عالم الأرواح، حيث ينكشف خبث المرائي ويرفع الستار عن إثمه، وأن من القصاص الذي يتحتم علينا احتماله معاينتنا المستديمة للذين أسأنا إليهم، وأن هناك أنواعاً من المحن عند الدرجات السفلى والعليا من الأرواح ما لا نظير لها على الأرض. لكنها تعلمنا أيضا أنه ليس هناك أخطاء لا تغفر ولا تمحى بالتكفير عنها. لذلك فقد أعطيت للإنسان الوسيلة لإمعان التفكير بواسطة تعدد التجسدات الجسدية لكي يتقدم طبقاً لإرادته وجهوده طريق الارتقاء نحو الكمال، الذي هو هدفه الأكبر.
```

هذا هو ملخّص تعاليم الأرواح كما أتت بها الأرواح السامية.

## تلخيص لأهم الأسئلة والأجوبة الصادرة عن الأرواح السامية

### المحدثات الأولية
• أين الدليل على وجود الله؟ موجود في القاعدة التي تطبقونها في أبحائكم العلمية لكل محدَث محدثه، ابحثوا عن مُحدِث لكل ما هو ليس من صنع الإنسان فيقدم لكم عقلكم الجواب. • شعورنا البديهي بوجود الله لا يكون نتيجة التربية والأفكار التي تلقناها، وإلا إن كذلك فكيف يفسّر وجود هذا الشعور بين المتوحشين بيننا؟ لو كان الشعور بوجود كائن أسمى من الكل هو من أثر التعليم فقط لما كان شعور يشمل الأرض كلها ولا عرف إلا بين الذين تحصلوا على المعارف العلمية. • ألا يكون شعورنا البديهي بوجود الله نتيجة التربية والأفكار التي تلقيناها؟ إن كان الأمر كذلك، فكيف يفسّر وجود هذا الشعور بين المتوحشين بينكم؟ • هل بوسع الإنسان أن يفهم كُنْه الله؟ كلا لأنه لا يملك الحاسة التي تمكنه من ذلك. • هل يتاح للإنسان يوماً ما أن يفهم سر اللاهوت؟ عندما يتحرر روحه من حجاب المادة ويقترب بكماله من اللآهوت سيستطبع حينئذ أن يراه ويفهمه. • أمِن الممكن للإنسان معرفة مبدأ الأشياء؟ كلا لأن الله لا يسمح بإباحة كل شي للإنسان على الأرض. • هل يستطبع الإنسان يوماً ما اكتشاف أسرار الأشياء التي هي محجوبة عنه؟ يُرفع الحجاب عنه بقدر ما يتتقى ولكن هناك بعض أشياء يحتاج الإنسان لفهمها إلى قدرات لم يملكها بعد. • ما هي الروح؟ هي المبدأ الذكي في الكون. • ما هو كنه الروح؟ يصعب تعريف الروح بلغتكم فأنتم تعتبرونها لا شي لأن الروح ليست ملموسة أما نحن فتعتبرها شيئاً، وليكن في علمكم أن (لا شي) يعني العدم وأن العدم غير موجود. • أيجوز القول بأن الروح مرادفة للذكاء؟ الذكاء هو خاصية الروح الأساسية ولكن كلاهما يندمجان في مبدأ مشترك، بحيث أنهما من وجهة نظركم شي واحد.

#### تكوين العوالم
```
• هل خلق الكون أم هو موجود منذ الأزل كالله؟ لاشك أن من المستحيل أن ينخلق الكون من نفسه وإذا كان موجوداً منذ الأزل كالله فلا يمكن أن يكون إلا صنيعة اللّه. يقول لنا العقل إن من المستحيل أن يخلق الكون نفسه بنفسه ويما أنه ليس من عمل الصُدفة فلا بد أنه من عمل اللّه. • هل نستطبع أن نعرف مكيف تكوّنت العوالم؟ كل ما يمكن أن يقال وتستطيعون فهمه هو أن العوالم تتكون بتكائف المادة المبعثرة في الفضاء. • أمن الممكن لعالم كامل التكوين أن يزول وتتبعثر المادة التي يتركب منها في الفضاء ثانية؟ أجل لأن الله يُجَدّد العوالم مثثما يُجِدّد الكائنات الحية. • متى بدأت الآرض تُسكن؟ في البدء كانت الفوضى شاملة وكانت الأركان غير واضحة ثم بدأ كل شيء يستقر شيئاً فشيئاً في مكانه حينئذ ظهرت الكائنات الحية الملائمة لحالة كوكبكم. • أين كانت العناصر العضوية قبل تكوين الأرض؟ يجوز القول بأنها كانت في حالة مائعة في الفضاء بين الأرواح أو كواكب أخرى منتظرة خلق الأرض لتبدأ وجوداً جديداً على كوكب جديد. • هل نشأ الجنس البشري من رجل واحد فقط؟ كلا إذ أن من تدعونه يآدم لم يكن الإنسان الأول ولا الوحيد الذي جاء لإسكان الأرض. • هل إمكاننا أن نعرف أي زمن عاش آدم؟ الزمن الذي ننسبونه إليه وهو على وجه التقريب 8000 سنة قبل الميلاد.
```

#### تعدد العوالم
• هل الكواكب التي تسير في الفضاء مسكونة؟ أجل وليس سكان الأرض هم الأكثر ذكاء ومحبة وكمالاً كما يظنون هم، ومع ذلك يوجد خلق بينكم يعتقدون بأنهم عظما ويتصورون أن الأرض -هذا الكوكب الصغير- يمتاز وحده بكائنات عاقلة تسكنه يا للكبرياء والغرور! إنهم يظنون أن الله خلق الكون لهم وحدهم.

### العالم الأرواحي

#### تقسيم الأرواح كما وضعه ألن كاردك
هذا هو تقسيم الأرواح كما وضعه ألن كاردك بإلهام من الأرواح السامية:
```
• 
الدرجة الثالثة: الأرواح الناقصة
 مميزاتهم العامة: تغلب أثر المادة على الروح، الميل إلى الشر، الجهل والكبرياء وحب الذات وجميع الأهواء الرديئة التي تنجم عنه. إنهم يشعرون بديهياً بوجود الله ولكنهم لا يفهمونه، ليسوا بأجمعهم آشراراً في جوهرهم، ويوجد لدى البعض منهم استخفاف بالأمور وتلاعب وتخابث آكثر من رداءة جوهرهم، بعضهم لا يفعل الخير ولا الشر ولكن لكونهم لا يفعلون الخير فهذا دليل على تأخرهم، وآخرون منهم على العكس يُسرون يعمل الشر ويغتبطون عندما تسنح لهم الفرصة للإيذاء، قد يقرنون الذكاء بالشر أو الخداع ولكن مهما كان مقدار تطورهم العقلي فإن أفكارهم قليلة السمو، ّ ومشاعرهم دنيئة نسبياً، ما يعلمونه عن أمور عالم الأرواح محدود، والقليل الذي يعرفونه عنه يختلط بالأفكار والتحيزات التي تعودوا عليها في حياتهم الجسدية فهم لا يستطيعون إعطائنا إلا معلومات كاذبة وناقصة عن ذلك العالم، لكن المراقب الذي يُمعن النظر قد يجد في مناسيات عديدة مخاطباتهم ولو أنها ناقصة إثباتأ للحقائق العظمى التي تنطق بها الأرواح السامية. تنكشف طباعهم من كلامهم، لأن الروح يفضح أفكاره خلال مخاطبته باستخدام تفكير رديء يمكن وضعه في الدرجة الثالثة ومن ثم فإن أي تفكير ردئ يصل إلينا يكون مصدره روحاً من هذه الدرجة. وهم يرون سعادة الأرواح الصالحة، وهذه الرؤية تُقلقهم قلقاً داثماً إذ أنهم يشعرون بكل أشكال القلق الناتجة عن الحسد والغيرة، ويتذكرون عذابات الحياة الجسدية ويشعرون بها، وهذا الشعور كثيراً ما يكدّرهم أكثر مما يكدرهم الواقع، ونتيجة لذلك فهم يتعذبون فعلاً عذابات أقسى من التي عانوها، ومن التي جعلوا الآخرين يقاسونها، ويما أنهم يتعذيون زمنا مديداً، فهم يعتقدون بأن عذابهم دائم وهذا الاعتقاد هو ما يشاءه الله لمعاقبتهم بغية إصلاحهم وتهذيبهم وعلاجهم 
 يمكن تقسيم هذه الأرواح إلى خمس طبقات رئيسية:
```

الأرواح النجسة: وهم الذين يميلون إلى الشر ويجعلون عمل الشر هدف أفكارهم، كارواح فهم يعطون نصائح خادعة، ويثيرون الفتنة والريية، ويتنكرون بكل الوسائط لينجحوا في خداعهم، يلتصقون بضعفاء الخلق ليجعلوهم يذعنون لإغوااتهم وليدفعوهم إلى الهلاك، ويُسرون إذا تمكنوا من تأخير تقدمهم من خلال التجارب التي يعانونها. في المخاطبات تعرف هذه الأرواح من كلامها، فبين الأرواح مثلما هو الحال بين البشر، تدلّ الأساليب الابتذالية والعبارات الغليظة دائما على انحطاط أخلاقي وربما انحطاط عقلي أيضاً، تكشف خطاباتهم عن ميولهم الدنيثة، وإذا حاولوا أن يخدعوا من خلال التحدث بطريقة عاقلة فليس بوسعهم أن يستمروا طويلاً في موقفهم الخادع وسرعان ما يتعثرون ويفضحون أصلهم. لقد جعلت بعض الشعوب من تلك الأرواح آلهة مؤذية، بينما تسميها شعوب أخرى بالشياطين والجنيات الشريرة وأرواح الشر. عندما يكونون متجسدين كبشر في عالم المادة فهم يميلون إلى جميع الآفات التي تسبيها الأهواء الدنيئة والمنحطة، مثل حب الملذات الشهوانية والجور والخبث والنفاق والطمع والبخل الشديد وهم يفعلون الشر لمجرد اغتباطهم بالإيذاء دون أن يكون هناك داع لذلك غالباً، ومن كرههم لكل ما هو صالح يختارون في أغلب الأحيان ضحاياهم من بين الصالحين، لذلك فهم يمثلون آفات للإنسانية بصرف النظر عن المرتبة التي يشغلونها في المجتمع لأن طلائهم بالتمدن لا يقيهم من المذلة والعار.
الأرواح الطائشة: وهي أرواح جاهلة وماكرة وعديمة الالتزام وساخرة، تتدخل في كل الأمور وترد على جميع أنواع الأسثلة غير مبالية بالحقيقة، وتسرٌ بإحداث المضايقات الصغيرةٍ والمسرات التافهة والإزعاجات، وفي الحض بخبث على الخطأ، عن طريق المخاتلات والشيطنات، تشمل هذه الطبقة الأرواح المسماة عامة بالجن المهرج والعفاريت اللعوبة والغيلان وهي تحت سلطة أرواح أعلى درجة منها تستخدمها عادة كما نستخدم نحن الخدام، مخاطباتهم مع البشر يستعملون أحياناً كلاماً فكِهاً مازحاً، ولكنه عديم العمق في أغلب الأحيان. وهم يدركون عيوب الأشخاص ويسخرون منها ويعلقون عليها بتنكيت لاذع وهجائي، وإذا اتخذوا أسماء مفترضة فهم يفعلون ذلك عادة على سبيل المزاح الخبيث أكثر مما هو للإساءة.
الأرواح العالمة المزيّفة: معارفهم لا بأس بها ولكنهم يعتقدون بأنهم يعرفون أكثر بكثير مما هو في الواقع، ولكونهم أنجزوا بعض التقدم في جهات متعددة، فثمة في كلامهم شي من الوقار يخدع السامع بصدد قدرتهم ومعارقهم، ولكنه كثيرا ما يكون مجرد انعكاس للتحيزات والأفكار المنظّمة التي كانوا يميلون إليها في حياتهم الأرضية، وكلامهم خليط من بعض الحقائق مع أشدٌ الأباطيل، يبرز فيها الإعجاب بالذات والكبرياء والحسد والتشبث بالرأي معائب كهذه لم يتمكنوا من التخلص منها.
الأرواح المحايدة: وهم ليسوا صالحين كفاية ليفعلوا الخير ولا أردياء كفاية ليرتكبوا الإثم، فهم يميلون إلى الخير كما إلى الشر على السواء، ولا يرتقون عن مستوى البشرية العادي أدبياً أو عقلياً، وهم شديدو التعلق بأشياء هذه الدنيا ويتشوقون إلى ملذاتها البذيئة.
الأرواح الضاجة والمشوشة: هذه الأرواح لا تكون بالتحديد درجة منفصلة بالنظر إلى صفاتهم الشخصية فقد ينتسبون إلى جميع طبقات الأرواح الناقصة، وكثيراً ما يُعرّفون وجودهم بأفعال محسوسة وفيزيقية كأصوات القرع وتحرّك الأجرام الصلبة وانتقالها اللا اعتيادي أو رجة الهوا الخ. ويبدون أكثر من غيرهم تعلّقاً بالمادة، ويظهر أنهم هم العملاء الرئيسيون للتقلّبات التي تحدث في أركان الطبيعة، إما بتأثيرهم على الهواء والماء والنار والأجرام الجامدة أو في باطن الأرض، من المعلوم أن هذه الظواهر لا تنتج عن أسباب صدفوية أو مادية طالما تتميز بطايع العمد والذكاء، لأن بقدرة جميع الأرواح إثارة هذه الظواهر، ولكن الأرواح السامية تتركها لتكون ضمن خواص الأرواح المرؤوسة، لأن هؤلاء أكثر أهلية للأمور المادية مما هم للشؤون العقلية. وهكذا فكلما رأت الأرواح العليا منفعة لإثارة مظاهر من هذا النوع، هي تستخدم تلك الأرواح كمساعدين لإثارتها.
·        • الدرجة الثانية: الأرواح الصالحة مميزاتهم العامة: تغلب تأثير الروح على تأثير المادة، وابتغاء الصلاح، صفاتهم وقدرتهم على عمل الخير متناسبة مع درجة التقدم التي بلغوها، بعضهم تقدم في العلم، وغيرهم في الحكمة والطيبة، والأكثر تقدماً بينهم يجمعون بين المعارف والصفات الأخلاقية ولكونهم لم يتحرروا بعد بالتمام من آثار المادة فهم يحتفظون - قل ذلك أو جل بالتسبة إلى درجتهم - بآثار حياتهم الجسدية إما في صيغة كلامهم أو عاداتهم التي تح وفي بعض غراباتهم، وإلا لكانوا يُعدون من الأرواح الكاملة. بلغوا درجة الفهم لفكر الله اللا محدود، وبدأوا يتمتعون بسعادة الصالحين، وهم يُسرون لكونهم يعطون الخير ويمنعون الشر، والمودة التي تريطهم تجلب لهم اغتباطاً لايوصف، ولا تربكهم الغيرة، ولا الندم ولا أي من الأهواء الرديثة التي تقلق الأرواح السفلية، رغم أنهم جميعاً ما يزالون بحاجة إلى الاضطلاع بالتجارب إلى أن يصلوا إلى الكمال المطلق. وكاأرواح غير متجسدة فهم يوحون إلى الناس بالأفكار الصالحة ويصدونهم عن طريق الشر ويحمون في الحياة أولئك الذين يستحقون حمايتهم، ويبعدون تأثير الأرواح السفلية عن الذين لا يروقهم أن يتحملوا هذا التأثير عندما يكونون متجسدين خلال حياتهم، فهم طيبون وعطوفون على نظرائهم في الإنسانية، ولا يدعون الكبرياء والأنانية والطموح تتحكم بأفمالهم ولا يشعرون بالبغض أو الضغينة أو الغيرة أو الحسد، ويفعلون الخير لمجرد عمل الخير. تنتسب إلى هذه الدرجة الأرواح المشار إليها الاعتقادات العامية بأنهم هم الجان الصالحون أو الجان الحارسون أو أرواح الصلاح، وفي عصور الخرافات والجهل اعتبروا آلهة خيرة. يمكن تقسيمهم إلى أريع طبقات رئيسية هي:
الأرواح العاطفة: سجيتهم السائدة هي اللطف والطيية، يطيب لهم إعاثة الناس وحمايتهم، لكن معرفتهم محدودة، إذ أنهم أحرزوا تقدما الميدان الخلّقي الأدبي أكثر من الميدان العقلي.
الأرواح العالمة: يتميزون يوجه خاص باتساع معارفهم، واهتمامهم بالمسائل الأدبية أقل من اهتمامهم بالمسائل العلمية التي هم أكثر أهلية لها، على أنهم لا ينظرون إلى العلوم إلا من وجهة نظر فائدتها، ولا يدخلون فيها الأهواء الدنيئة التي تميز الأرواح التاقصة.
الأرواح الحكيمة: يتميزون بمزايا أدبية غاية في السمو، رغم أنه ليس لديهم معارف واسعة النطاق فهم موهوبون قدرة عقلية تعطيهم حكماً سليماً على الناس والأشياء.
الأرواح السامية: يجمعون مزايا العلم والحكمة والطيبة معاً، كلامهم يتجلى فيه الرفق دائماً، علاوة على أن حديثهم رصين وجليل كل حين، وغالبا ما بكونون بالغي الرفعة، سمو مستواهم يجعلهم مؤهلين أكثر من غيرهم لإعطائنا أصح المعلومات عن أمور العالم اللاجسدي، حدود ما يُسمح للإنسان معرفته، وهم يتخابرون بطيبة خاطر مع الذين يبغون معرفة الحق بقلب سليم وقد تحرروا من القيود الأرضية بنحو كاف ليفهموا الحق ولكنهم بعيدون عن الذين يحركهم الفضول فقط أو الذين بسبب تأثير المادة عليهم ينحرفون عن ممارسة الخير. عندما يهبطون اسثنائياً على الأرض يفعلون ذلك لإتمام رسالة الرقي والتقدم وعندئد يُقدّمون لنا نموذج الكمال الذي يمكن للإنسانية أن تسمو إليه في هذه الدنيا.
·        • الدرجة الأولى: الأرواح الطاهرة مميزاتهم العامة: لا تأثير للمادة عايهم، تفوّق عقلي وأدبي مُطلق قياساً إلى أرواح الدرجات الأخرى، اجتازوا جميع دزجات الارتقاء، وتخلّصوا من كل تلوّثات المادة ولكونهم وصلوا إلى اقصى الكمال الذي بوسع المخلوقات الوصول إليه فهم محررون من مكايدة التجارب والتكفير عن الأخطاء، ولكونهم لا يحتاجون إلى التأنس في أجساد فانية فإنهم ينعمون بالحياة الأبدية في حجر الله، يتتعّمون بغبطة دائمة لا تفسد، فهم ليسوا معرضين لحاجات الحياة المادية ولتقلباتها، على أن هذه السعادة ليست سعادة البطالة المملة التي تمضي تأمل ومعاينة أبدية، فهم رسل الله ووكلاؤه، ينفذون أوأمره لحفظ الوئام في الكون، يقودون جميع الأرواح الأدنى منهم درجة ويعينونهم على السعي نحو الكمال، ويدعمون مهماتهم. وهم يعتبرون كأعمال أثيرة لديهم مساعدة البشر في شدتهم، وحثهم على الصلاح أو على التكفير عن الأخطاء التي تبعدهم عن السعادة العليا. وتدعى هذه الأرواح أحياناً بالملائكة أو رفعاء الملائكة أو الساروفيم. يستطبع بني البشر الاتصال بهم ولكن يضلّ غروره من يظن أنه يستطبع مناجاتهم في أي وقت يشاء.

#### عالم الأرواح
```
• هل الأرواح كائنات متميزة عن اللاهوت أم هي انبعائات أو أجزاء منه ولهذا السبب تدعى أبناء الله أو أولاده؟ غفرانك يا الله الأرواح مي صنبعته تماما كالصائع الذي يصنع مكنة، فتكون هذه المكنة صنيعته وليست هي الصانع، أنت تعلم أن الإنسان عندما يصنع شيئاً حسناً ونافماً فهو يدعوه ابنه أو ابتداعه وهذه هي الحال بالنسبة لله إذ اننا أولاده لكوننا صنيعته. • هل للأرواح يداية ام هم موجودون منذ الأزل كالله؟ لو لم يكن لهم بداية لكانوا معادلين لله إلا انهم خليقته وخاضعون لمشيئته. الله موجود من الأزل وهذا لا نزاع فيه إنما كيف خلقنا فلا نعرف شيئاً بتاتأ عن ذلك. يجوز لك أن تقول إننا ليس لنا بداية إذا قصدت بهذا القول أن الله لكونه أزلياً خلق ويخلق حتماً دون انقطاع، ولكن متى وكيف صنعنا فأكرر لك مرة أخرى ذلك مالا يعرفه أحد لأنه سر عميق. • هل حَلَقُ الأرواح مستديم أم أنه لم يحصل إلا في بدء الدهور؟ هو مستديم، وهذا معناه أن الله لم يتوقف ابد عن عملية الخلق. • هل يصح القول إن الأرواح لا مادية؟ كيف يمكن تعريف شي حين تكون كلمات المقارئة ناقصة عندكم واللفة قاصرة؟ هل يستطبع من وَلِدّ أعمى أن يُعرّف ما هو النور؟ وكلمة لا مادية ليست الكلمة الصائبة، فد يكون القول أصح بأنها لا جسدية إذ يجب عليك أن تفهم أن الروح بسبب كونها خليقة يتحتم أن تكون شيئاً، فهي مادة منقّاة إلى درجة الخلاصة، وليس هناك ماذة مجانسة لها عندكم، وهي أثيرية جداً إلى درجة أنها لا تُدرك بحواسكم. • هل تُكوّن الأرواح عالماً على حدة خارج العالم الذي نبصره؟ أجل هو عالم الأرواح أي عالم الذكاءات اللاجسدية. • أي من العالمين عالم الأرواح أم عالم الجسد هو الأهمٌ في نظام الأشياء؟ عالم الأرواح فهو سابق الوجود على كل شي وباقٍ بعد زوال كل شيء. • أمن الممكن لعالم الجسد أن يكف عن الوجود أو الا يكون قد وُجد أصلاً دون أن يتفيّر بذلك جوهر عالم الأرواح؟ أجل فَهُما مستقلان الواحد عن الآخر ومع ذلك فالعلاقة بينهما دائمة إذ أنهما يؤثران الواحد على الآخر كل حين. • هل تقطن الأرواح مكان معين ومحدّد بالفضاء؟ الأرواح موجودة في كل مكان والأفضية اللانهائية خاصة بها إلى ما لا نهاية، وهى ي تحيط بكم كل حين وتراقبكم وتؤثر عليكم دون علمكم بذلك، إذ أن الأرواح هي إحدى قوى الطبيعة، والأدوات التي يستعملها الله لإنجاز اغراضه، على انها لا تستطبع كلها أن تذهب إلى كل الأرجاء لأن هناك مناطق محرّمة على الذين هم أقل ارتقاء. • هل تستفرق الأرواح وقتأ ما لتخترق الفضاء؟ أجل ولكنه وقت سريع كالفكر. • اليس الفكر هو النفس ذاتها التي تنتقل؟ حيث يكون الفكر تكون النفس أيضا إذ أن النفس هي التي تفكر، فالفكر هو إحدى خاصياتها. • هل المادة هي عائق للأرواح؟ كلا، لأن بوسع الأرواح اختراق كل شيء، فكل من الهواء والأرض والمياه والنار ليست بحاجز لهم. • هل لأرواح موهبة الوجود في كل مكان في آن واحد؟ أو بعبارة أخرى أمن الممكن لروح يعينه أن يتجزأ أو أن يكون في عدة أمكنة وقت واحد؟ لا يمكن للروح أن يتجزأ ولكن كلا منهم هو مركز يُسْعٌ في كل جانب، ولذلك يبدو أنه موجود في عدة أمكتة في آن واحد، أنت ترى الشمس مثلاً ومع ذلك فهي تشع في كل الجهات حولنا وتبعث أشعتها بعيداً جداً، وبرغم ذلك فهي لا تتجزأ. • هل نُشْعٌ جميع الأرواح بنفس القدرة؟ هناك فرق كبير بينهم هذا القبيل فقدرتهم متناسبة مع درجة صفائهم. • هل الروح دون غلاف؟ ام هو كما يزعم البعض مُحاط بمادة ما؟ الروح مغلف بمادة يخارية بالنسية لك ولكنها لا تزال غليظة جداً بالنسبة إلينا ومع ذلك فهي بخارية كفاية كي يستطبع الروح أن يرتفع ويطوف الجو وينتقل إلى حيث يشاء. • من أين يستمد الروح غلافه نصف المادي؟ من المائع الكوني المحيط بالكوكب الذي هو فيه لذلك فإن هذا الغلاف ئيس واحداً في جميع العوالم ومن ثم فعندما ينتقل الروح من عالم إلى آخر يُغيّر غلافه كما أنتم تغيرون ثيابكم. • هل يتخذ الغلاف نصف المادي أشكالاً معينة؟ وهل من الممكن أن نشعر به بالحواس؟ نعم فإن شكله على حسب رغبة الروح وهكذا قد يظهر لكم الروح أحياناً إما في الأحلام وإما قي اليقظة، ويستطبع أيضا أن يجعل نفسه مرثياً وحتى ملموساً. • هل الأرواح متساوية أم يوجد بينها تدرّج المراتب؟ الأرواح على درجات مختلفة يحسب درجة الارتقاء الذي بلغته. • هل هناك عدد معين من درجات الكمال أو مراتب الارتقاء في عالم الأرواح؟ العدد لا حدّ له، إلا إذا اعتبرنا سجاياها العامة فيجوز حصرها في ثلاث درجات رئيسية: الدرجة الأولى: يمكن وضع الأرواح التي بلغت أوج الكمال، أي الأرواح الطاهرة. والدرجة الثانية: توحد تلك الأرواح التي وصلت إلى منتصف تدرج الارتقاء، وهي تبفي الخير كهدف ثابت لها، وتتميز بتغلب تأثير الروح فيها على المادة، ويرغبتها في عمل اليرّ، وهؤلا هم الأرواح الصالحة. وفي المرتبة الأخيرة: الأرواح التي لا تزال أسفل المراتب، أي الأرواح الناقصة، التي تتميز بجهلها وبتغلب تأثير المادة على الروح وبحبها وميلها للشر ولجميع الأهواء السيئة التي تؤخر ارتقائها. • أرواح الدرجة الثانية التي لا تبغي إلا الخير هل بوسعها عمل الخير الذي تبغيه؟ قدرتها على عمل الخير متناسية مع درجة تقدمها، فبعضها تقدم في العلوم والأخرى في الحكمة والطيبة، ولكنه جميعها لا تزال تحتاج إلى أن تتحمل التجارب. • هل جميع أرواح الدرجة الثالثة أردياء وأشرار في جوهرهم؟ كلا، فبعضهم لا يقدمون لا الخير ولا الشر، والبعض الآخر على التقيض يُسرون بالشر، ويغتبطون عندما يجدون فرصة للإيذاء، وهناك أيضا أرواح يميلون إلى الاستخفاف أو التهريج ويرغيون بإثارة التشويش أكثر من إثارة الأفعال الرديئة ويُسرون بالتخابث أكثر مما في الإساءة، ويتسلون بالخداع وبخلق المضايقات التي تضحكهم. • بين الأرواح كما بين الناس فإن بعضهم شديد الجهل ولسنا نبالغ لو حذرنا من الميل إلى الاعتقاد بأن جميع الأرواح يعرفون كل شي لمجرد كونهم ارواحاً، فإن أولئك الذين تكون معارفهم محدودة هم مثل جهلا هذه الدنيا الذين ليس بوسعهم إدراك نظام التبويب بمجعله أو وضع أقيسة له، فهم يرون بأن جميع الأرواح الأسمى منهم هم من الدرجة الأولى، دون أن يستطيعوا تقدير الفوارق في المعارف والقدرة والفضائل التي تميزهم، مثلما يحدث بيتنا على الأرض، حيث يعجز الرجل الخشن التمييز إزاء سجايا المتمدنين. • هل تكون الأرواح صالحة أو رديئة بطبيعتها؟ أم هي نفس الأرواح تتحسن من درجة إلى درجة؟ هي نفس الأرواح التي تتحسن وبتحسنها تصعد من درجة دنيا إلى درجة أعلى. • هل خلقت الأرواح بعضها صالحة وبعضها رديثة؟ خلق الله جميع الأرواح يسيطة وجاهلة أي عديمة المعرفة وأعطى لكل منها سائل لتتنور بواسطتها وتصل تدريجياً إلى الكمال بمعرفة الحقيقة ولتتقرّب منه وذلك الكمال تجد السعادة الأبدية التي لا تشويها شائبة. والأرواح يكتسبون هذه المعارف بتحملهم للتجارب التي يفرضها الله عليهم، فبعضهم يقبل تلك التجارب مذعناً لله فيَصِلون بوقت أسرع إلى هدف مصيرهم، أما غيرهم فيتحملونها بتذمر ولذلك فهم يظلون غارقين بذنبهم بعيدين عن الكمال وعن السعادة الموعودة. • هل هتاك أرواح تبقى في الدرجات السفلية إلى أبد الدهور؟ كلا فجميعها ستبلغ الكمال لأنها تتغير ولو بعد أمد طويل وكما سبق لنا القول فإن أباً عادلاً وشفوقاً لا ينفي أبنائه إلى الأبد، فهل تريد إذن أن يكون اللّه تعالى في سمو عظمته ورأفته وعدله أسوأ منكم! • هل بوسع الأرواح أن تُعَجّل في تقدمها نحو الكمال؟ لا شك في ذلك، وهي تبلغ هدفها بسرعة أو ببط بحسب مقدار رغبتها في التقدم واستسلامها لمشيئة اللّه، يتعلم الولد اللين الطبع في وقت أقل من الولد العاصي. • أمن الممكن أن تتحط الأرواح؟ كلا، لأن الأرواح كلما تقدمت توعت ما كان يبعدها عن الكمال، عقب اختتام تجربة يُكَوّن للروح عبرة لا ينساها. قد يتوقف تقدمه ولكنه لا يتراجع إلى الوراء. • أما كان في قدرة الله تعالى أن يعفي الأرواح من تحمل التجارب اللازمة للوصول إلى المرتبة الأولى؟ لو كانوا قد خلقوا كاملين لما كان لهم استحقاق في التمتع بنعم ذلك الكمال، هل هناك استحقاق دون جهود؟ زد على ذلك أن عدم التسا وفي بينهم ضروري لارتقاء شخصيتهم وأن المهمة التي ينجزونها عبر هذه الدرجات على اختلافها تقع مقاصد العناية الإلهية لوئام الكون. • هل تسلك الأرواح حتماً طريق الشر لتصل إلى الصلاح؟ ليس طريق الشر بل طريق الجهل. • لماذا سلك بمض الأرواح طريق الصلاح وغيرهم طريق الشر؟ أليس لهم حرية الاختيار! لم يخلق الله الأرواح أشراراً بل خلقهم بسطاء وجهلة، أي مؤهلين لعمل الخير كما لعمل الشر، أما الأشرار منهم فصاروا أشراراً بإرادتهم. • كيف يمكن للأرواح في بدايتهم حينما لم يتوعوا بعد لأنفسهم أن يكون لهم حرية الاختيار بين الخير والشر؟ هل يوجد فيهم مبدأ ما أو ميل يدفعهم إلى طريق بدلا من الآخر؟ تنمو حرية الاختيار بقدر ما يتوعى الروح لنفسه، ليس هناك حرية إذا كان الاختيار محرّضاً بدافع لا ينبع من إرادة الروح، وليس الدافع في الروح بل خارج الروح أي في التأثيرات التي يُذعن إليها الروح بموجب حرية إرادته. هذه هي الصورة الرمزية المعروفة بسقوط الإنسان وبالخطيئة الأصلية ومعناها أن البعض قد استسلم للإغواء والآخرين قاوموه. • من أين تأتي التأثيرات على الروح؟ من الأرواح الناقصة التي تحاول إحاطته والتسلّط عليه والتي تسرٌ بسقوطه. هذا هو المقصود بتقديم صورة الشيطان المعروفة. • هل يحدث هذا التاثير على الروح بدايته فقط؟ هذا التأثير يلاحقه طيلة حياته كروح، إلى حين يتمكن الروح من أن يسيطر على نفسه كفاية حتى تكف الأرواح الرديئة عن التضييق عليه. • الأرواح التي سلكت طريق الشر هل تفلح في الوصول إلى نفس الدرجة السامية كالأخرى؟ أجل ولكن الأبديات ستكون أطول بالنسبة لها (يُقصد بكلمة الأبديات الفكرة السائدة عند الأرواح السفلية عن تأبّد آلامهم، لأنه لا يُعطى لهم استشفاف نهايتها ولأن هذه الفكرة تتجدد في كل تجربة يسقطون فيها). • الأرواح الذين وصلوا إلى الدرجة العليا بعد أن امضوا وقتاً في الشر أيكون لهم عند الله استحقاق أقل من استحقاق الآخرين؟ ينظر الله إلى الضالين بنفس النظرة الذي ينظر بها إلى الآخرين ويحبهم بنفس الحنان، وهم يعتبرون أردياء لكونهم سقطوا في الشر ولكن قبل سقوطهم كانوا مجرد أرواح فقط. • هل تخلق الأرواح متساوية في قدراتها العقلية؟ يخلقون متساويين ولكن بما أنهم لا يعلمون من أين أتوا قلا بد من أن يطلق السبيل لحرية اختيارهم فيتقدمون بسرعة أو ببطء في الذكاء كما في الأخلاق.
[
13
]
```

#### الملائكة والشياطين
```
• هل تكون الكائتات التي نسميها بالملائكة أو رفعاء الملائكة أو الساروفيم فثة خصوصية ذات طبيمة مختلفة عن الأرواح الأخرى؟ كلا لأن هذه الكائتات هي الأرواح الطاهرة التي بلغت أسمى درجة في التدرج الروحي وتجمع في سمو تقدّمها جميع صفات الكمال. • هل اجتازت الملائكة كل درجات الصعود؟ اجتازت كل الدرجات ولكن كما سبق لنا القول فبعضهم قبلوا مهمتهم دون تذمّر فوصلوا بسرعة وأما الآخرون فاحتاجوا إلى وقت أطول نسبياً للوصول إلى الكمال. • إذا كان الرأي الذي يُسِلّمْ بوجود كائنات مخلوقة في درجة الكمال ومتفوقة على سائر الكائنات الأخرى هو رأي خاطئ؟ فكيف يُعلل وجود هذا الاعتقاد بين تقاليد جميع الشعوب تقريياً؟ يجب أن تعلم أن عالمك ليس منذ الأزل، فقبل وجوده يزمن مديد كان هناك أرواح بلغت الدرجة العليا، ولذلك ظن الناس بأنها كانت في تلك الحالة الأزلية. • هل هناك شياطين بالمعنى المعتاد لبذه الكلمة؟ لو كان هناك شياطين لكانوا من صنيعة الله، فهل يكون من عدل الله ورافته أن يخلق كائنات مكرسة للشر وشقية إلى الأبد؟ لو كان هناك شياطين فهم يقطنون عالمك المتأخر وعوالم أخرى ممائلة له، وهم أولئك المراؤون الذين يجعلون من الله العادل إلهاً قاسياً وحقوداً، ويظنون أنهم يتقربون إليه بالفظائع التي يرتكبونها باسمه. (فعل الناس بشأن الشياطين ما فعلوه بشأن الملائكة، فكما ظنوا أن الملائكة كائنات في درجة الكمال منذ الأزل ظنوا أيضا أن الأرواح السفلية كائنات سيئة على الدوام، وبناء على ذلك فإن ما يسمى بالأباليس أو الشياطين يشير إلى الأرواح النجسة التي غالبا ليست أقل رداءة من التي يُشار إليها بتلك التسمية ولكن مع الفرق بأن حالتها موقتة فقط، فهي أرواح ناقصة تتذمر من التجارب التي تضطلع بها، ولذلك فهي تعانيها لأمد أطول، إلا انها ستصل بدورها إلى الكمال وقتما تعزم على ذلك. يجوز إذن استعمال كلمة الشيطان بهذا التحفظ في المعنى ولكن المعنى الخاطئ الذي استقرت فيه الآن العقول قد يقود استعماله إلى التضليل، بجعل الناس يعتقدون بوجود كائنات خصوصية خُلقت للإيذاء.
[
14
]
```

#### الغرض من التجسد
```
ما هو الغرض من تجسّد الأرواح؟ فرض الله التجسّد عليهم ليجعلهم يبلغون مرتبة الكمال:
```

فالبعض يتجسّد للتكفير عن أخطاء سالفة، تحقيقاً لعدل الله في الأرض.
والبعض الآخر لإتمام مهمة أو رسالة، غير أنه لبلوغ ذلك الكمال يتحتم عليهم تحمل كل تقلبات الحياة الجسدية ومن خلال التحمّل يكون التكفير.
وهناك غرض آخر في التجسّد وهو تمكين الروح من تحمل قسطها في تشكل الخليقة. ولإنجاز هذا الفرض تتخذ الروح في كل عالم جهازاً جسدياً يتوائم مع المادة الأساسية الخاصة بذلك العالم لتنفذ من تلك الوجهة أوأمر الله في ذلك العالم. وهكذا فبينما هي تساهم في العمل العام فإنها تتقدم أيضاً. • هل تحتاج إلى التجسد الأرواح التي سلكت منذ البداية طريق الصلاح؟ تخلق جميع الأرواح بسيطة وجاهلة، وهي تكتسب المعرفة في معارك الحياة الجسدية وشدائدها، لا يعقل أن الله في عدله يخلق بعضها سعيدة دون مشقة ودون اجتهاد، ومن ثم دون أن تستحق هذه السعادة. • إن كان كذنك فماذا تستفيد الأرواح من سلوكها طريق الصلاح إن لم يعصمها هذا السلوك من مشقات الحياة الجسدية؟ يصلون إلى هدفهم بسرعة. وفضلاً عن ذلك فإن مشقّات الحياة ناتجة عادة من عيوب الروح، إذ بقدر ما تقل عيوبه يقل عذابه فمن كان دون حسد ولا غيرة ولا بخل ولا طمع لا يكابد العذاب الذي يتأتى من هذه المعائب.

#### النفس
```
• ما هي النفس؟ هي روح حين تكون متجسدة • ماذا كانت التفس قبل اتحادها مع الجسد؟ كانت روحاً • إذن فإن النفوس والأرواح هي شي واحد بذاتها؟ أجل، النفوس هي الأرواح قبل اتحادها مع الجسد، فقد كانت النفس إحدى الكائنات الذكية التي تقطن العالم اللأمرئي والتي تلبس مؤقتاً بالتجسّد غطاء. • كيف تُرى يكون جسدنا إن لم يحكن فيه روح؟ يكون كتلة لحم دون عقل أو ما يخطر ببالك ما عدا إنسان. • هل بإمكان الروح أن يتجسد بذ جسدين مختلفين في نفس الوقت؟ كلا، لأن الروح لا تنقسم ولا تستطبع أن تحيي كائنين مختلفين في آن واحد. (انظر في كتاب الوسطاء فصل ازدواج الأجسام وتغير البيثة). • هل هناك شي من الحقيقة في رأي الذين يعتقدون بأن الروح خارجية وأنها تحيط الجسد؟ ليست الروح داخل الجسد كالعصفور في القفص، بل هي تشع إلى الخارج كما الضوء يُشع خلال كرة زجاجية أو كالصوت من حول مصدر صوتي، وبهذا المعنى يجوز القول بأن الروح خارجية ولكنها ليست لذلك السبب غلافاً للجسد. إن للروح غلافين: الأول دقيق وخفيف، والذي يسمى بإطار الروح، والثاني غليظ ومادي وثقيل وهو الجسد، والروح هي المركز لجميع هذه الغلافات، مثل البذرة في نواة الثمرة. • ما رايكم في النظرية الأخرى القاثلة بأن روح الطفل تستكمل في كل طور من اطوار الحياة؟ الروح واحدة فقط، وهي كاملة في الطفل مثلما في الشخص البالغ، ولكن الأعضاء أي أدوات إظهار الروح هي التي تنمو وتستكمل. • ما تفسير ما يسمى بروح العالم؟ هو المصدر الكوني للحياة والذكاء من حيث تولد الفرديات.
[
16
]
```

#### الروح بعد الموت
```
• ماذا يحدث للروح ساعة الموت؟ تعود إلى حالتها الحقيقية كروح، أي ترجع إلى عالم الأرواح الذي هجرته مؤقتاً فقط. • كيف تتيقّن الروح من فرديتها ما دام ليس لها جسد مادي؟ لا يزال لديها مائع خاص تأخذه من جو كوكبها، وهو الذي يبين مظهرها في تجسدها الأخير، وهذا المائع هو إطارها. • ألا تأخذ الروح شيثاً معها من هذه الدنيا؟ لاشي سوى تذكار حياتها، ورغبتها في الذهاب إلى عالم أحسن، ويكون ذلك التذكار شديد العذوبة أو المرارة يحسب ما فعلته في الحياة ، وبمقدار ما تكون طهارتها يكون إدراكها بتفاهة ما تركته على الأرض. • ما قيمة الرأي القائل بأن الروح بعد الموت تعود إلى الكل الكوني؟ ألا يبشكل مجموع الأرواح كلا شاملا أليس هو عالماً بأسره؟ فعندما تكون في مجمعـ تكون جزءاً متمماً من ذلك المجمع، ومع ذلك تحفظ فرديتك كل حين. • ما المعنى المقصود بالحياة الأبدية؟ المقصود هو حياة الروح، التي هي حياة أبدية، أما حياة الجسد فهي عابرة ومؤقتة. فبعد أن يموت الجسد تعود الروح إلى الحياة الأبدية.
[
17
]
```

#### انفصال الروح عن الجسد
```
• هل يشعر الإنسان بألم تدى انفصال روحه عن جسده؟ كلا بل كثيراً ما يتألم الجسد أثناء الحياة أكثر مما يتألم ساعة الموت، ذلك أن الروح عندئذ لا تشعر ولا تدري بأي شيء، والشعور بالآلام أحيااناً ساعة الموت يجلب للروح اغتباطاً إذ ترى نهاية منفاها على الأرض. • كيف تنفصل الروح عن الجسد؟ بانحلال الأريطة التي كانت تمسكها تتخلص الروح من الجسد. • هل تشعر الروح أحياناً في لحظة الموت بتوق أو انخطاف روحي يجعلها تستشفّ العالم الذي أوشدكت أن تدخل فيه؟ كثيراً ما تشعر الروح بانحلال القيود التي تربطها بالجسد فتبذل حينداك كل جهدها لتفكها كلها، وحينما تكون منفصلة جِزئياً عن المادة ترى المستقبل منبسطاً أمامها، فتتمتع سلفأ بحالتها كروح. • ماذا يشعر الروح حينما يتين أنه في عالم الأرواح؟ يتوقف ذلك على حالة الروح، فإن فعلت الشر برغية الإساءة فستجد نفسك خجلاً جداً من أول لحظة لكونك أسات، أما البار فإن حالته مختلفة جداً لأن الروح يشعر بأنه استراح من حمل ثقيل ولأنه لا يخشى أي نظر يُحَدِّق فيه. • هل يتلاقى الروح حالاً بالذين عرفهم على الأرض وماتوا قبله؟ أجل بحسب وده لهم وودهم له، وكثيراً ما يأتون لاستقباله لدى رجوعه إلى عالم الأرواح ويساعدونه على التخلص من لفائف المادة. كما يتلاقى أيضا بأناس كثيرين ضاعوا عن نظره أثناء إقامته على الأرض، ويرى الذين يسعون جوالين (الأرواح التجوالية هي التي تتجوّل تائهة في الظلمة دون اتجاه عالم الأرواح هذا التجوال قد يدوم أشهرا أو سنين أو مئات الستين إلى حين تلقى إعانة الرحمة الالهية)، أما معارفه المتجسدون فهو يذهب لزيارتهم.
[
18
]
```

#### اضطراب الأرواح بعد اللوت
```
• هل تعي الروح حالاً نفسها وقتما تهجر الجسد؟ تعي حالاً ليس هو التعبير الصحيح، لأن الروح تبقى في حالة اضطراب وقتاً ما. • هل تشمر جميع الأرواح بذلك الاضطراب على نفس الدرجة وطوال نفس المدة لدى انفصال الروح عن الجسد؟ كلا فذلك يتوقف على درجة الارتقاء الروحي، فالروح الذي تطهر يكاد يعود له إدراكه على الفور، لأنه قد تحرر من المادة خلال حياته الجسدية بينما الإنسان الشهواني الذي يكون ضميره مُعكراً بالشهوات فهو يحتفظ بتأثير المادة فيه مدة أطول بكثير. • هل معرفة الأرواحية لها تأثيرعلى طول أو قصر مدة الاضطراب؟ تأثير كبير جداً، لأن الروح كان يفهم مسبقاً حالته، ولكن ما له تأثير أقوى هو ممارسة البر وصفاء الضمير. (في لحظة الموت يشعر الروح أول الأمر بحالة ارتباك كبير ولذلك فهو يحتاج إلى بعض الوقت ليتيقن من حالته. الاضطراب الذي يلي الموت قد يكون طويلاً أو قصيراً وقد يدوم ساعات فليلة أو أشهراً طويلة أو حتى سنين عديدة، قأقصر اضطراب هو عند الذين تطابقت حياتهم على الأرض مع حياتهم المقبلة، لأنهم حينئذ يفهمون حالتهم حالاً. ويتعلق هذا الاضطراب بظروف خصوصية بحسب طباع الأشخاص وعلى الأخص بحسب أنواع الموت، ففي حالات الموت الأحمر (موت الفجأة بأي سبب) يبهت الروح ويستغرب ولا يعتقد بأنه مات، ويتشبث بتأكيده بأنه حي، إذ أنه رغم كل شي يرى جسده ويعلم أن هذا الجسد هو جسده، ولكنه لا يفهم بأنه منفصل عنه، فيذهب إلى الذين يتودّد إليهم ويكلمهم فلا يفهم لماذا لا يسمعونه، ويطول هذا الوهم إلى حين يتم تخلص الإطار بكامله وحينذاك فقط يتيقن الروح ويفهم بأنه ليس من الأحياء. يمكن تفسير هذه الظاهرة بسهولة: فعندما يفاجأ الروح بالموت بغتة ينصعق من التغير الفجائي الذي طرأ على كيانه، لأن فكرة الموت لا تزال تعني التلف والتلاشي، لكن بما أنه ما زال يفكر ويرى ويسمع فهو يجزم بأنه لم يمت وما يزيد وهمه هو أنه يرى نفسه جسماً مشابهاً للجسم الآخر بالشكل ولكن لم يتسنّ له الوقت ليفحص طبيعته الأثيرية فهو يظنّه متيناً وكثيفاً كجسمه الأول وعتدما ينتبه إلى هذا الأمر يتعجب من كونه لا يستطبع أن يجسّه. هذه الحالة تحدث أيضا للذين لا يفكرون بالموت حتى ولو كانوا مرضى، فنرى منظراً غريباً وهو أن الروح يحضر جنازته كما لو كانت جنازة شخص آخر ويلكلم عنه كأمر لا شأن له فيه إلى حين يدرك حقيقة حالته. والاضطراب الذي يعقب الموت لا ألم فيه بتاتاً للرجل الصالح فهو هادئ ويشبه من كل النواحي مشاعر من يستيقظ من نوم ساج، أما من له ضمير غير صاف فْصَحُوه شديد القلق والأهواءل والمشاعر الأليمة تزداد بقدر ما يتيقن بحائته).
[
19
]
```

#### التجسد المتكرر
```
• الروح الذي ثم يبلغ الكمال أثناء الحياة الجسدية كيف يستطبع إتمام تنقيته؟ باحتمال التجارب في حياة جديدة. • كيف ينجز الروح هذه الحياة الجديدة؟ هل بتحوله كروح؟ لا شك أن الروح يتحول بتتقية نفسه، ولكن لا بد لهذا التحول من تجارب الحياة الجسدية. • يعيش الروح إذن حيوات جسدية عديدة؟ أجل، جميعتا نعيش حيوات عديدة، والذين ينكرون ذلك يريدون أن تظلوا جهلاء مثلهم، فهذا هو ما يرغبون به. • هل عدد الحيوات الجسدية محدود؟ أم أن الروح يعود إلى التجسيد على الدوام؟ في كل حياة جديدة يخطو الروح خطوة على طريق التقدم وحينما يتجرد من ميغ أدناسه فلا يعود بحاجة إلى تجارب الحياة الجسدية، فبعد تجسده الأخير يصبح من الأرواح الطاهرة الطوباوية. • هل عدد التجسدات هو ناته لكل الأرواح؟ كلا فالذي يتقدم بسرعة يقي نفسه من كثير من التجارب، غير أن هذه التجسدات المتوالية عديدة دائماً، لأن التقدم يكاد لا يكون له نهاية. • على ماذا يرتكز التجسد المتكرر؟ على عدالة الله وما يُكشف لكم، فإنا نكرر ونكرر بأن الأب المحب يترك باب التوبة مفتوحاً دائماً لأولاده الضالين، ألا يقول لك العقل بأن هناك ظلماً في أن يحرم من السعادة الأبدية أولئك الذين لا يتوقف تقويم أتفسهم على إرادتهم؟ أليس جميع البشر أبناء اللّه؟ إن الجور والبغض اللدود والمعاقبات بلا شفقة لا توجد إلا بين الأنانيين.
[
20
]
```

#### التجسد في مختلف العوالم
```
• هل نعيش جميع حياواتنا الجسدية على الأرض؟ كلا ليس كلها، وإنما في عوالم مختلفة، فحياتكم في هذه الدنيا ليست هي الأولى ولا الأخيرة، وهي إحدى التجسدات الأكثر مادية والأكثر ابتعاداً عن الكمال. • هل يرحل الروح في كل حياة جسدية جديدة من عالم إلى آخر أم بإمكانه أن ينجز حيوات عديدة في نفس العالم؟ قد يعيش مرات عديدة في نفس العالم إن لم يرتق كفاية لكي ينتقل إلى عالم أرقى مما كان فيه. • إذن قد نعود مرات عديدة لنعيش على الأرض؟ هذا مؤكد • أمن الممكن أن نرجع إليها بعد أن نعيش في عوالم أخرى؟ بكل تأكيد ومن المحتمل أنك عشت سابقاً عوالم أخرى وعلى الأرض أيضاً. • أمن الضروري أن نعيش ثانية على الأرض؟ كلا ولكن إذا لم تتقدم فريما تذهب إلى عالم آخر ليس أصلح من الأرض، وقد يكون أردأ منها. • هل هناك منفعة في الرجوع والسكنى على الأرض؟ ليس هناك منفمة خاصة إلا إذا كان من أجل إتمام رسالة قفي هذه الحالة يرتقي الروح على الأرض كما يترقي في أي مكان آخر. • أليس من الأفضل البقاء كروح؟ كلا كلا إذ بذلك يتوقف الارتقاء، بينما ما يراد هو التقدم نحو اللّه. • من هم الذين يضطرون إلى أن يعينوا نفس الحياة السابقة؟ الذين يفشلون مهمنهم أو تجاربهم. • هل وصلت كل الكائنات التي تسكن العوالم الأخرى إلى نفس درجة الكمال؟ كلا فإن الحالة فيها هي نفسها على الأرض هناك من هم متقدمون أكثر منكم ومن هم أقل منكم. • أيجوز للروح أن يختار العالم الجديد الذي سيسكن فيه؟ لا على الإطلاق، ولكن يجوز له أن يطلبه وقد يليى طلبه إن كان يستحق، فإن دخول الأرواح في العوالم يتوقف على درجة رقيهم. • هل حالة الكائنات الحية تستمر على الدوام على ماهي جسدياً وادبياً في كل كوكب؟ كلا، فإن العوالم تخضع أيضا لسنّة التقدّم، كل العوالم ابتدأت مثل عالمكم في حالة سفلية، وسوف يطرأ على الأرض ذاتها تحول على مثال العوالم الأخرى وتصبح بناء على ذلك فردوساً أرضياً، حينما يصبح سكانها صالحين. (بناء على ذلك، ستنقرض في يوم من الأيام الأجناس الحاضرة التي تقطن الأرض الآن، ويحلّ محلها كائنات أخرى أكثر كمالاً، هذه الأجناس المتطورة ستخلف الإنسانية الحالية مثلما أن الإنسانية الحالية خلفت غيرها ممن كانوا أخشن منها). • هل مواد إطار الروح واحدة في كل الكواكب؟ كلا فهي أثيرية بمقدار كبير أو قليل حسب الكواكب، لأن الروح عند انتقاله من عالم إلى آخر يكتسي بالمادة الخاصة بذلك العالم ويتم ذلك بسرعة البرق • أتسكن الأرواح الطاهرة عوالم خاصة، أم هي موجودة في الفضاء الكوني ولا ترتبط بعالم معين؟ تسكن الأرواح الطاهرة عوالم معينة ولكنها ليست محجوزة فيها كالبشر على الأرض، بل تستطبع أن تكون في كل مكان بشكل يفوق غيرها من الأرواح
[
21
]
```

#### ارتحال الأرواح لارتقائها وتدرجها
```
• أيتمتع الروح بتمام قدراته منذ بدء تكويته؟ كلا فإن الروح له طفولته كالإنسان كحالة الطفولة الحياة الجسدية وذكاء يكاد ينفتح، ليس للأرواح بدايتهم إلا حياة غريزية وهم لا يبكادون يدرون بأنفسهم وبأقعالهم، إذ أن قواهم العقلية لا تتمو إلا شيئاً فشيئا • إذا سلك الإنسان سلوكاً صالحاً جداً في حياته الحاضرة هل يستطبع أن يتخطى كل الدرجات ويصبح روحاً طاهراً دون أن يمر بالدرجات المتوسطة؟ كلا فإن ما يظنه الإنسان أنه الكمال هو بعيد جداً عن الكمال. هناك مزايا لا يعرف عنها شيئاً ولا يستطبع فهمها، قد يفلح أن يكون كاملاً ضمن حدود طبيعته الأرضية ولكنه لا يزال يعيدا جداً عن الكمال المطلق، فحالته أشبه بحائة الطفل الذي لا بد له من المرور بالصبا قبل أن يبلغ سن الرشد، أو كالمريض الذي يجتاز أولأ دور النقاهة قبل أن يسترد تمام صحته. زد على ذلك أنه يجب على الروح أن يتقدم في المعرفة والخلق، وإذا لم يتقدم إلا لفي اتجاه واحد ققط فيتحتم عليه أن يرتقي في اتجاه في آخر لكي ببلغ ذروة سلم الكمال ولكن بقدر ما يتقدم الإنسان حياته الحاضرة بقدر ما تقلّ وتخفّ مشقة تجاريه المقبلة. • هل يمكن للإنسان أن يضمن لنفسه في حياته الحاضرة عيشة مقبلة أقل مرارة من هذه؟ دون شك بوسعه أن يختصر الطريق الطويل وصعوباته والغافل مقط هو الذي لا يتقدم. • أمن الممكن أن يسقط الإنسان حيواته القادمة إلى درجة أدنى مما كان؟ نعم في المركز الاجتماعي ولكن ليس كروح • أمن الممكن لروح إنسان صالح أن تحيا في جسد مجرم في تأئّس جديد؟ كلا مادام لا يمكن للروح أن تتنكس • أمن الممكن لروح إنسان فاسد أن يصبح روح إنسان صالح؟ نعم إذا تاب وحينئذ يكون تجسده الجديد مكافأة لتوبته. • بما أن الأرواح لا تستطبع أن تتقدم إلا بتحمل شدائد الحياة الجسدية فهل يترتب على ذلك أن الحياة في المادة هي عبارة عن مُنَقٍّ أو مُصفّ حيث يتحتم على كائنات عالم الأرواح المرور به لكي تبلغ الكمال؟ هو كذلك وهي تتحسن من خلال هذه التجارب بتجنبها الشر وبمزاوئتها الخير ولكنها لا تصل إلى البدف الذي تسمو إليه إلا بعد عدة تجسدات أو تنقيات متتابعة مدتها قد تكون طويلة أو قصيرة بحسب اجتهادها • أهو الجسد الذي يؤثر على الروح أم هي الروح التي تؤثر على الجسد؟ الروح هي الكل في الكل، جسدك هو لها س سَيْبْلى وهذا هو الأمر كله • روح الولد الذي يموت في طفولته هل هي متقدمة كروح البالغ السن؟ بل هي احياناً أكثر تقدماً منه إذ من المحتمل أنها عاشت أكثر بكثير وكان لها أكثر من اختبار، ولا سيما إن كانت قد تقدمت تجسداتها السابقة • إذن قد تكون روح ولد أكثر تقدماً من روح أبيه؟ ذلك يحدث كثيراً جدأ ألا تراه بنفسك في أحيان كثيرة على الأرض • لماذا تنتهي الحياة في أحيان كثيرة في الطفولة؟ فد تكون مدة حياة الولد للروح المتجسدة فيه تكملة لحياة سابقة انقطعت قبل إتمام غرضها، وقد يكون موت الولد تجربة أو تكفيرا تلأبوين.
[
22
]
```

#### الجنس المذكر والمؤنث عند الأرواح
```
• هل للأرواح جنس مذكر وجنس مؤنث؟ لا كما تفهمونه على الأرض إذ أن التكوين الذكوري والتكوين الأنت وفي يرتبطان بالجسد المادي فقط، يوجد بين الأرواح الود والانجذاب ولكنهما مينيان على تشايه المشاعر بينهما • هل بقدرة الروح الذي تجسد في جسد رجل أن يتجسد في حياة جديدة في جسم رجل؟ أجل، فإن نفس الأرواح تتجسد كرجال وكنساء. يعني ذلك أن الروح قد يتجسد في حياة ما كذكر وفي حياة أخرى كأنثى. • حينما تكون الروح في عالم الأرواح هل يفضل أن يتجسد في جسم رجل أم في جسم أمرأة؟ تلك مسألة لا تهم الروح، فالأمر يتوقف على التجارب التي يجب عليه أن يتحملها
[
23
]
```

#### المشابهات الجسدية والمعنوية
```
• يعطي الأبوان عادة إلى أولادهما شبهاً جسدياً فهل يعطيان أيضا لهم الشبه المعنوي؟ كلا لأن لهم أرواحاً مختلفة، ينبئق الجسد من الجسد، أما الروح فلا ينبثق من الروح • من أين تأتي المشابهات المعنوية التي توجد احياناً بين الأبوين وأولادهم؟ من أنهم أرواح ودودة انجذبت إلى بعضها بدافع تشابه ميولهم • هل لروح الأبوين تأثير على روح الولد بعد ولادتهم؟ لها تأثير كبير كما قلنا، إذ يجب على الأرواح أن تساهم مساعدة بعضها بعضاً على التقدم. لذلك فإن مهمة روح الوالدين هي إعانة روح أولادهم على التقدم بالتأديب، وهذه المهمة هي واجب عليهما، فإن فشلا فيها يكون الذنب عليهما • لماذا ينجب ابوان صالحان وفاضلان أحياناً أولاداً فاسدي الجبلة؟ وبعبارة أخرى لماذا لا تجذب المزايا الحسنة في الأبوين دائما طبقاً لسنة الانجذاب روحاً صالحة لتتجسد كولد لهما؟ قد يطلب روح شرير أبوين صالحين آملاً أن نصائحهما ترشده إلى صراط الاستقامة وكثيراً ما يلبي الله طلبه ويأتمنه عليهما • ما سبب الطابع المميز الذي نشاهده في كل شعب في ذاته؟ تجتمع الأرواح أيضا في عائلات مكونة بدافع التشابه بميولها المنفّاة كثيراً أو قليلاً بحسب درجة ارتقائها. فكل شعب هو عيارة عن عائلة كبيرة تجتمع فيها أرواح متجاذبة، ومن نزوع أفراد تلك العائلات للاجتماع سوياً ينشأ التشابه الذي تشاهدونه في الطابع المميز في كل شعب. أتظنون أن أرواحاً صالحة ورؤوفة ترغب في التجسد بين شعب عديم الرحمة وفظ؟ كلا لأن الأرواح تنجذب عاطفياً إلى الجمهور مثلما تنجذب إلى الأفراد لكونها تشعر بأنها ستكون في بيئتها بين ذلك القوم
[
24
]
```

#### الأفكار الفطرية
```
• الا تحفظ الروح المتجسدة آثاراً لما اكتسبته من الأحاسيس والمعارف في تجسداتها السابقة؟ يظل لديها ذكريات غامضة تظهر فيها تسمّونه بالأفكار الفطرية • إذن فإن ما يقال عن الأفكار الفطرية ليس من الأوهام؟ كلا إذ أن المعارف المكتسبة في كل تجسد لا تضيع والروح عقب تحررها من المادة تتذكرها دائماً وفي أثناء تجسدها قد تنسى موقتاً بعضاً منها، ولكن ما يبقى لديها فطرياً يساعدها في تقدمها، ولو لم يكن الأمر هكذا لكان عليها أن تعود دائماً من البداية وهكذا في كل تجسد جديد تنطلق الروح في سيرها من حيث وصلت إليه في تجسدها السابق • هل يتأصل في ذاكرة الإنسان وحتى حالته الهمجية شعوره البديهي يوجود الله واستشماره بالحياة المقبلة؟ أجل إنه تذكار يحفظه مما كان يعرفه كروح قبل أن يتجسد ولكن الكبرياء أكثر الأحيان يخمد هذا الشعور • هل يعود إلى هذا التذكار نفسه بعض العقائد المتملقة بتعاليم الأرواح والتي نجدها عند جميع الشعوب؟ هذا التعليم قديم قدم العالم ولهذا السبب نجده في كل مكان ووجوده هذا برهان لحقيقته. إن الروح المتجسدة تعلم علماً بديهياً بحالتها كروح وتشعر غريزياً بالعالم اللأمرئي ولكن هذا الشعور كثيراً ما ينحرف بتأثير تحيز الأفكار الموجودة في البيئة ويتشوه بالخرافات الناتجة من الجهل. • هل تعود الروح إلى التجسد على الفور بعد انفصالها عن التجسد؟ على الفور في بعض الأحيان، إنما غالباً بعد فترات من الزمن طويلة أو قصيرة نسبياً، ففي العوالم السامية تكاد تكون عودتها للتجسد مباشرة في الغالب بما أن المادة الجسدية في تلك العوالم ليمست كثيفة، فتحتفظ الروح المتجسدة فيها بكل مقدراتها كروح تقريباً، وحالتها العادية تشيه حالة المروبصين الصاحين • ماذا تصير الروح في فترة الزمن بين تجسد وتجسد آخر؟ تصير روحاً جائلة تتوق إلى معرفة مصيرها الجديد فهي حالة انتظار وترقب. • كم تطول مدة هذه الفترات؟ من ساعات قليلة إلى عد آلاف من القرون، فضلاً عن ذلك وبحصر المعنى: لا يوجد حد أقصى للحالة التجوالية التي قد تطول أزمنة مديدة جدأ. ولكن مع ذلك فهي ليست أبدية، إذ أن الروح تجد دائماً فرصة عاجلاً أوآجلا لتعود مرة أخرى إلى حياة جسدية تنتفع منها لتتطهّر من سيئات حيواتها السابقة • أتكون هذه المدة بإرادة الروح أم أنها تُمَرض عليه ليكفر عن سيثاته؟ هي نتيجة حرية الاختيار إذ أن الأرواح يعلمون تماماً ما يفعلون ولكن هناك أرواحاً تكون المدة عقاباً لهم ينزله الله بهم ويطلب غيرهم تمديد الزمن لمواصلة دروس لا يمكنهم أن يقوموا بها بنجاح إلا في حالتهم كروح • أيكون التجوال بذاته علامة تآخْر عند الأرواح؟ كلا إذ أن هناك أرواح جائلة من جميع الطبقات والتجسد حالة عايرة وسبق أن قلناه لك بأنه في حالته العادية يكون الروح متحرراً من المادة. • أيصح لنا اعتبار جميع الأرواح التي ليست متجسدة أرواحاً تجوالية ؟ أجل فيما يخص الذين يجب عليهم أن يعودوا إلى التجسد، أما الأرواح العليا التي بلغت الكمال فهي ليست تجوالية يل هي حالتها النهائية . • بأية طريقة تتعلم الأرواح الجائلة؟ لا ينتظر بالطبع أن يتعلموا كما نحن نتعلم! تدرس الأرواح ماضيها وتبحث عن الوسائل لترتقي، فهي تبصر وتراقب كل ما يحدث في الأماكن التي تمر بها، وتصغي إلى ما ينطق به رجال مستتنيرون وإلى نصائح الأرواح الأعلى منها، وهكذا تكتسب أفكاراً جديدة لم تعرفها من قبل. • هل تحتفظ الأرواح ببعض الأهواء البشرية؟ الأرواح السامية بانفصالها عن غلافها الجسدي تترك الأهواء الرديئة وتحتفظ بميلها إلى الخير فقط. اما الأرواح المتدنية الدرجة فهي تحتفظ بالشهوات الجسدية لأنها لو لم تحتفظ بها لكانت من الدرجة الأولى. • لماذا لا تترك الأرواح كل شهواتها الرديثة عندما تبرح الأرض نظراً إلى انها ترى أضرارها لها؟ يوجد بينكم أناس بالغو الحسد مثلاً، فهل تعتقد أنهم حالما ييرحون العالم المادي يتخلصون من هذا العيب؟ كلا فهو يبقى معهم بعد ذهابهم منه وعلى الأخص أولئك الذين كان لهم شهوات معينة شديدة التأثير، وأعني أنه كان لهم جو نفساني يحيط بهم يح وفي كل هذه الميول الرديئة. إذ أن الروح لم يتخلص تماماً من تأثيرالمادة، ولا يستشف الحقيقة إلا بعض الأحيان كأنها تريه السبيل السوي.
[
25
]
```

#### الأرواح المجردة من حجاب المادة
```
• هل يتقدم الروح خلال حالته التجوالية؟ يمكنه أن يتحسن كثيراً وذلك دائماً بمقدار قوة إرادته وشدة رغبته بالتقدم، لكنه بحتاج إلى الحياة الجسد ليطيق خلالها الأفكار الجديدة التي اكتسبها. • هل الأرواح الجائلة سعيدة أم تعيسة؟ حالتهم متناسبة مع استحقاقهم، فهم إما يعانون من الأهواء التي احتفظوا بأثرها فيهم، أو يغتبطون بقدر ما تحرروا من تأثير المادة فيهم. في الحالة التجوالية يستشف الروح ما يعوزه كي تزيد سعادته ويبحث حينئذ عن الوسائل اللازمة ليصل إليها، إلا أنه قد لا يسمح له دائماً أن يعود إلى التجسد كما يشاء وإذ ذاك يكون هذا عقاباً له. • في الحالة التجوالية هل بوسع الأرواح الذهاب إلى جميع العوالم الأخرى؟ يتوقف ذلك على درجة الأرواح إذ أن الروح بمفارقته لجسده لا يتخلص من جراء ذلك من تأثير المادة بالتمام ولا يزال متعلقاً بالعالم الذي عاش فيه أو بعالم آخر من نفس الدرجة إلا إذا ارتقى أثتاء حياته، وهذا هو الهدف الذي يجب عليه أن يتوق إليه والذي من دونه لن يبلغ الكمال أبداً. على أنه يستطبع الذهاب إلى بعض عوالم سامية ولكنه يفي هذه الحال سيرى نفسه كغريب فيها وبذلك نعني أنه يستشفها فقط فسوف يثير ذلك فيه الرغبة ليتحسن ويكون أهلاً للسعادة التي يتمتع بها سكانها، وليستطبع أن يسكنها فيما بعد. • الأرواح التي أتمت تنقيتها هل تزور العوالم المتأخرة؟ كثيراً ما يذهبون إلى هذه العوالم نيساعدوها على الارتقاء. إذا لم يكن الأمر هكذا فستظل هذه العوالم متروكة وشأنها دون مرشدين لهدايتها.
```

#### أحاسيس الأرواح ومشاعرهم
• هل تحفظ الروح بعد عودتها إلى عالم الأرواح بالأحاسيس التي كانت تشعر بها أثناء حياتها على الأرض؟ أجل واحاسيس أخرى لم تكن تحس بها لأن جسدها كان يعمل كحجاب يخفيها، والذكاء خاصية من خصائص الروح ولكنه يتجلى بحرية حينما لا يكون مقيداً. • هل لأحاسيس الأرواح ولمعارفها حدود؟ أو باختصار هل تعرف الأرواح كل شيء؟ بقدر ما تتقرب من الكمال تزداد معارفها، فإن كانت ارواحا سامية فهي تعرف الكثير أما الأرواح المتدنية فهي جاهلة نسبياً في كل شيء.

#### علم الأرواح
```
• هل تعرف الأرواح مبدأ الأشياء؟ يتوقف ذلك على درجة رفعتها وطهارتها فإن الأرواح الواطئة لا تعرف أكثر مما يعرفه البشر. • أتدرك الأرواح الزمن كما نحن ندركه؟ كلا وذلك هو ما يجعلكم أحياناً لا تفهموننا حالة تحديد التواريخ أو العصور. • هل للأرواح فكرة عن الحاضر أدق وأصح مما لنا عنه؟ تقريباً كمن يرى بعينيه بوضوح، فإن له فكرة عن الأشياء أصح مما للأعمى. ترى الأرواح ما لا ترونه أنتم ولذلك فهم يحكمون الأشياء بآراء مغايرة لآرائكم، لكن نذكركم بأن ذلك يتوقف على درجة سموهم. • كيف تعلم الأرواح الماضي وهل علمهم به بلا حد لهم؟ عتدما تلتفت إلى الماضي يصبح كأنه الحاضر، تماما مثلما أنت تتذكر شيئاً أثر عليك خلال منفاك، لكن حين يسقط عنك الحجاب المادي الذي يحجب ذكاءك فأنت تتذكر الأشياء التي انمحت من ذاكرتك. على أن الأرواح لا يعرقون كل الأشياء وأولها كيف خلقوا. • هل تعلم الأرواح المستقبل؟ يتوقف ذلك أيضا على درجة رقيّهم فهم كثيراً ما يستشفونه ولكن لا يسمح لهم دائماً بإعلانه وعندما يرونه يلوح لهم كأنه الحاضر. يرى الروح المستقبل بوضوح بمقدار ما يقترب من الله بعد الموت، كما يرى الروح بنظرة شاملة كل ترحّلاته الملاضية، ولكنه لا يستطبع أن يرى ماذا ين وفي الله له، ولمعرفة المستقبل يجب على الروح أن يندمج اندماجاً كليا الله بعد الكثير من التجسدات. • الأرواح الذين وصلوا إلى الكمال المطلق هل لهم علم كامل بالمستقبل؟ كامل ليست هي الكلمة الصائبة، إذ أن الله تعائى هو العليم الوحيد، ولا يستطبع أحد أن يعادله. • هل تعاين الأرواح الله؟ السامون من الأرواح وحدهم يعاينونه ويفهمونه. أما الذين هم في الدرجات الواطئة فهم يشعرون بوجوده ويتكهنون به. • عندما يقول روح من درجة واطئة أن الله يسمح بشي أو لا يسمح بشيء كيف نعرف أن ذلك يأتي من الله؟ لا يرى الروح الله بل يشعر يسلطانه وعندما يواجه شيئاً لا يُسمح يعمله أو قولاً لا يُسمح بتصريحه، يشعر يما يشابه إدراكا بديهياً أو إنذاراً خفياً يأمره بألا يفعله. ألا تدركون أنتم ذاتكم أحياناً أن قلبكم يحدثكم بشي ما كإنذار خفي لكي تفعلوا أولا تفعلوا هذا أو ذاك؟ يحدث نفس الشيء لنا وإنما بدرجة أقوى. وأنت تعرف أن جوهر الأرواح لكونه أكثر رقة من جوهركم فإن بوسعهم أن يدركوا الإنذارات الإلهية بقوة كبيرة. 
```

#### عمل الأرواح
```
• أيرسل الله الأمر رأساً إلى الروح أم بواسطة أرواح أخرى؟ لا يأتي الأمر رأساً من الله، فللاتصال به يجب على الروح أن يكون أهلاً لذلك. إن الله يرسل أوأمره بواسطة أرواح وصلت إلى الدرجات العليا من الكمال والمعارف. • هل البصر عند الأرواح متموضع في مكان معين كما في الكائنات المتجسدة؟ كلا لأنه يقيم فيهم • هل تحتاج الأرواح إلى الضوء لترى؟ يرون بأنفسهم ولا يحتاجون إلى الضوء الخارجي ففي حالتهم لا يوجد ظلمات ما عدا التي قد يكونون فيها بمقتضى التكفير. • هل يسمع الروح الصوت؟ أجل ويسمع حتى الأصوات التي لا تسمعها حواسكم الغليظة. • هل تقيم قدرة السمع في كل كيان الروح كما هي الحال في قدرة البصر؟ جميع الأحاسيس هي خاصيات الروح وهي جزء من كيانه. عندما يكون مغلفاً يجسد مادي تصل الأحاسيس إليه عن طريق الأعضاء ولكن عندما يكون متحرراً من الجسد لا تعود أحاسيسه مموضعة في أعضاء. • بما أن الأحاسيس هي خاصيات الروح نفسه، فهل باستطاعته عدم استعمالها إذا شاء؟ يرى الروح ويسمع فقط ما يريد أن يراه ويسمعه وهذا القول بوجه عام يخص الأرواح العليا، أما فيما يخص الأرواح الناقصة فهي ترى وتسمع عادة برغم إرادتها، وذلك قد يكون مفيداً لتقدمه. • أتأبه الأرواح بالموسيقى؟ أتقصد موسيقاكم الأرضية؟ كيف يمكن مقارنتها بالموسيقى السماوية! ذلك الإيفاع الذي لا شيء على الأرض يقدر أن يعطيكم فكرة ولو ضثيلة عنه؟ فالموسيقى الأرضية هي بالنسبة إلى السماوية كغناء المتوحشين الغليظ بالنسية إلى أعذب الأنغام الرقيقة. على أن أرواحاً خشنة قد تشعر ببعض السرور سماع موسيقاكم لأن لم يُعطُ لها بعد أن تفهم موسيقى أخرى أرفع منها. تفتتن الأرواح بالموسيقى افتتاناً لا حدّ له من جراء صفاتها الحاسية الشديدة التطور، وأعني بذلك الموسيقى السماوية التي هي أجمل وأرخم ما يمكن للتصور الروحي أن يتخيله. • هل تقاسي الأرواح مثلتا الحاجات الجسدية والآلام؟ هم يعرفونها لأنهم كابدوها ولكنهم لا يشعرون بها ماديا لأنهم أرواح • هل تشعر الأرواح بالتعب وهل تحتاج إلى الراحة؟ لا يمكن أن يشعروا بالتعب مثلما أنتم تفهمونه ومن ثم فهم لا يحتاجون إلى نفس استراحتكم الجسدية، إذ ليس لهم أعضاء بحاجة لاسترداد قواها، ولكن يجوز القول بأن الروح يستريح بمعنى أنه لا يقوم بنشاط متواصل، وأنه لا يعمل مادياً إذ أن نشاطه كله عقلي واستراحته كلها معنوية. ومعنى ذلك أن هناك لحظات يكف فكره خلالها عن عمل نشيط ولا يتوجه إلى شيء معين وهذا كله استراحة حقيقية له ولو أنها لا تتشابه مع استراحة الجسد. ونوع التعب الذي قد تشعر به الأرواح منناسب مع درجة تأخرهم- إذ أنه يمقدار ما يرتقون يقل احتياجهم للاستراحة. • عندما يقول روح إنه يتألم ما هو نوع الألم الذي يشمر به؟ أهواءل معنوية تؤلم أكثر من الآلام الجسدية • لماذا إذن اشتكت بعض أرواح بأنها تعاني البرد أو الحر؟ هذا تذكر نا تحملوه أشا الحياة وقد يكون هذا التذكر في احيان أليماً كالمعاناة الحقيقية وأحيان كثيرة نوعاً من المقارنة ليعبروا بها عن حالتهم عندما يتذكرون جسدهم يشعرون شعوراء مماثلاً كما يشعر به أحد عندما يخلع رداءه ويعتقد أنه ما زال يليسه زمناً بعد خلعه
[
27
]
```

#### اختيار التجارب
```
• في الحالة التجوالية وقبل أن يبدأ حياة جسدية جديدة هل يدرك الروح الأحداث التي ستطرا عليه وهل يتوقعها؟ يختار هو نفسه نوع التجارب التي يريد أن يقاسيها ويفعل ذلك بموجب حرية اختياره • إذن ليس الله هو الذي يفرض مشقات الحياة كقصاص للروح؟ لا يحدث شيئاً بتاتا دون إذن الله، إذ إن الله هو الذي أقام جميع السنن التي تتحكم بالكون. ربما تسألون لماذا أقام الله تعالى هذا القانون وليس غيره، عندما أعطى اللّه للروح حرية الخيار جعل مسؤوليته عن أفعاله وعن عواقبها كاملة فلا شيء يقيّد مصيره إذ له الخيار بين طريق الصلاح وطريق الشر، ولكنه إذا سقط يبقى له تعزية وهي إن سقوطه ليس نهاية كل شيء بالنسبة له، وأن الله في رأفته يمنحه الحرية ليعيد ثانية ما أساء إنجازه، وفضللاً عن ذلك يجب التمييز بين ما يأتي من إرادة اللّه وما يأتي من إرادة الإنسان، فمثلاً إذا وجدت نفسك أمام خطر يهدّدك فلست أنت الذي اختلقت ذلك الخطر وإنما الله هو الذي أوجده ولكنك تريد أن تُعرّض نفسك له لأنك رأيت فيه وسيلة للتقدم سمح الله بها. • ما السبب الذي يجعل الروح يرغب يذ أن يولد بين اناس سيّئي السيرة؟ طبعأ لا بد من إرساله إلى بيئة تتيح له تحمل التجربة التي طلبها، ولذلك فلا بد من التجانس مع تلك البيئة. فليتغلب على غريزة قطع الطرق التي تكمن فيه لا بد من أن يعيش بين خلق من هذا النوع • إذا لم يكن على الأرض اناس سيئو السيرة إذن فلن يجد الروح البيئة اللازمة لبعض التجارب؟ أهذا سبب لنشتكي منه؟ هذا هو ما يحدث في العوالم السامية حيث لا يصل الشر إليها لذلك هي مقر لأرواح صالحة فقط فاجتهدوا لتصبح أرضكم مثلها في القريب العاجل • التجارب التي يجب على الروح احتمائبا ليصل إلى الكمال هل تتضمن اختبار جميع أنواع الغوايات والمرور بجميع الأحوال التي قد تثيرفيه الكبرياء والحسد والبخل والشهوات الجسدية؟ كلا على الإطلاق وأنتم تعلمون ان هناك أناساً يسلكون من البداية طريقاً بيقيهم العديد من التجارب، أما الإنسان الذي يتقاد إلى طريق الضلال فهو يتعرض لجميع أخطاءر ذلك الطريق. فمثلاً قد يطلب الروح الرخاء وقد يلبى طلبه وحينئذ بحسب نزعاته قد يصيح بخيلاً أو مسرفا أنانيا أو سخيا وربما ينفمس في جميع الملذات الشهوانية، لكن ذلك لا يعتي أنه سيضطر حتماً إلى المرور بجميع هذه التصرفات ليصل إلى الكمال. • كيف يستطبع الروح الذي في بدايته يدكون بسيطاً وجاهلاً ودون خبرة أن يختار حياة عن دراية وأن يكون مسوولاً عما يختاره؟ يُعَوَض الله عن عدم خبرته يبرسم الطريق الذي ينبغي عليه أن يسلكه كما أنت تفعل للطفل منذ المهد لكن يدعه يصبح تدريجياً صاحب الأمر ليختار بنفسه بقدر ما تتطور حرية اختياره فيه، وعندئذ غالبا ما يضل الروح وينتهج السبيل السيئ، فلا يصغي إلى نصائح الأرواح الصالحة وذلك هو ما يمكن تسميته بسقوط الإنسان. • حينما يتمتع الروح بحرية اختياره أيتوقف اختيار الحياة الجسدية دائماً على إرادته دون تاثير آخر أم من الممكن أن يفرضها الله عليه كتكفير عن ماضيه؟ الله حليم ولا يُعجَل بالتكفير ومع ذلك قد يفرض على الروح حياة عندما لا يكون الروح - من جراء تأخره أو عدم نيّته للتقدّم - أهلاً ليفهم ما قد يكون الأفضل له وحينما يرى اللّه أن هذه الحياة قد تساعده على تطهيره وتقدمه، بينما يجد فيها تكفيراً عن ماضيه • هل يختار الروح الحياة فورا بعد الموت؟ كلا لأن عددا كبيرا من الأرواح يعتقد بأبدية المحن وقد قلنا سابقا لك إن هذا الاعتقاد عقاب لهم • ما الذي يوجه الروح في اختيار التجارب التي يريد احتمالها؟ يختار الروح التجارب التي قد تكون له تكفيراً عن سيئاته بحسب نوعها والتي تعجّل تقدمه، وبناء على ذلك قد تفرض بعض الأرواح على نفسها حياة فقر وعوز لتتحملها بشجاعة، وتود أرواح أخرى اختبار نفسها بإغراء الثروة والقدرة والشوكة التي هي ذات خطر كبير من جراء الإفراط بها عادة وسوء استعمالها ومن الأهواء السيئة التي تثيرها الناس، وأخيراً قد تود أرواح أخرى اختبار نفسها بالنضال في بيئة الفساد
[
28
]
 •	إذا اختارت بعض الأرواح بيئة الفساد لاختبار نفسها ألا توجد أرواح تختار تلك البيئة بدافع اتجذاب عاطفي لأنها ترغب أن تعيش وسط ملاثم لميولها أو لتتمكن من إطلاق العنان لأهواء مادية؟ توجد تلك الأرواج دون شك ولكن ذلك مقتصر على التي لم تتطور سريرتها بعد، تأتي المنحة من ذات المحنة وتعانيها تلك الأرواح زمناً أطول من المعتاد ولكنهم عاجلاً أو آجلاً يفهمون أن إرضائهم لأهوائهم البهيمية عواقبه محزنة، سوف يتحملونها زمناً طويلاً يلوح لهم أبديا، وقد يدعهم الله يظلون في تلك الحالة إلى أن يفهموا خطأهم ويطلبوا من تلقاء نفسهم أن يعوضوا عنه بتجارب مفيدة.
```

• ألا يبدو من الطييعي اختيار التجارب الأقل شقاء؟ أجل من وجهة نظركم لا من وجهة نظر الروح، فعقب تخلصه من المادة يزول الوهم وتتغير نظرته إلى الأشياء. الإنسان أثناء وجوده على الأرض وعندما يكون تحت تأثير الأفكار الشهوانية لا يرى في تلك التجارب الصعبة سوى الناحية الشاقة منها فيبيدو له من الطبيعي اختيار التجارب التي حسب نظره تستطبع أن تقترن بالملذات المادية، لكنه في الحياة الروحية يقارن بين تلك الملذات الزائلة الغليظة وبين السعادة الثابتة التي يستشفها، وبسبب ذلك يدرك كم هو فليل بعض الشقاء المؤقت مقابل تلك السعادة. وبناء عليه قد يختار التجربة الأشد قساوة والحياة الأشد شقاء على أمل أن يصل سريعاً إلى حالة أحسن من التي هو فيها. مثلما يفضل المريض أقبح دواء ليحصل على الشفاء سريعاً. لأنه يعلم أنه لن يتمتع بتلك الحياة الخالية من المرارة طالما يظل في حالته المطبوعة بالنقائص (الإنسان ولد ناقصاً يسعى للكمال، وكماله هو تحليه بالأسماء والصفات أو الأخلاق الإلهية من الحِلم وكظم الغيظ والعفو والكرم والحب اللامشروط) إنه يستشف تلك الحياة وإذ ذاك يحاول أن يتحسن لأنه يرغب بالوصول إليها.
تقول جميع الأرواح بأنها خلال حالتها التجوالية تبحث وتدرس وتراقب لتختار نوع حياتها، ونحن عندنا مثال من هذا النوع في الحياة الجسدية، ألا نسعى أحياناً سنوات عديدة وراء الشغل الذي تختاره بإرادتنا لأننا نظن أن ذلك الشغل هو الأفضل لمستقبلنا؟ من يكد بلا ملل ولا توقف طيلة حياته ليجمع ما يحتاج لراحته المستقبل أليس ذلك الكد مجهوداً يفرضه على نفسه بقصد مستقبل حسن؟ لا يصل أحد إلى أي مركز اجتماعي سام في العلوم أو القنون أو الصناعة إن لم يجتز واحداً بعد الآخر من المراكز السفلى والتي هي تجارب أيضاً. هكذا نرى أن حياة الإنسان هي صورة مطابقة تماماً للحياة الروحية، فإن كنا خلال الحياة الأرضية نختار عادة التجارب القاسية في سبيل هدف عال فلماذا تريدون من الروح الذي هو أكثر بصيرة من الجسد في الأشياء ويعتبر الحياة الجسدية كحادث عابر لماذا تريدونه ألا يختار حياة شاقة ومتعبة ولكنها ستوصله إلى سعادة أبدية؟ أما الذين يقولون لو كان للإنسان الحق في اختيار نوع حياته لطلبوا أن يكونوا أمراء أو أغنياء أو أصحاب ثروة طائلة، فهؤلاء كقصيري النظر الذين لا يرون إلا ما يلمسونه أو كأولاد الشوارع الذين إن سئلوا عن الصنعة التي يفضلون أن يشتغلوا فيها، يجيبون صانع القطائف أو حلواني. إن هدف المسافر هو الاستراحة بعد مشقة الطريق وهدف الروح هو الحصول على السعادة العليا بعد الشدائد والتجارب.
•	هل يستطبع الروح أن يختار خلال حياته الجسدية؟ ذلك يتوقف على نيته، إلا انه في حالته كروح غير متجسد يرى الأشياء عادة بصورة مختلفة جداً. الروح وحده هو من يختار، لكن يجوز له أن يختار وهو في الحياة المادية إذ أن للروح دائماً برهات يتحرر أثنائها من تأثير المادة التي يسكن فيها.
•	هل يجب على الروح أن يتحمل تجارب على الدوام إلى أن ييلغ حالة الصفاء التام؟ أجل ولكن ليست التجارب كما تفهمونها إذ أنكم تعتيرون المشقات المادية تجارب، إلا أن الروح الذي يبلغ مقداراً حسناً من الرقي الروحي دون أن يبلغ الكمال لا يحتاج إليها، ولو أنه لا يزال عليه واجبات لا شقاء فيها تساعده على الارتقاء مثل مساعدة الآخرين ليرتقوا بأنفسهم.
• أمن الممكن أن يخطئ الروح في فاعلية التجارب التي يختارها؟ قد يحدث أن يختار تجربة تتعدى حدود قواه، وحينئذ يسقط تحت الحمل، وقد يختار أيضا تجربة لا نفع له فيها، كأن يختار حياة كسولة وعديمة الفائدة، لكنه في هذه الحال وعقب عودته إلى عالم الأرواح يرى أنه لم يستفد منها بشي مطلقاً، فيطلب أن يُعوّض الوقت الذي ضيعه.

#### العلاقات يبن الأرواح بعد الموت
•	هل تقيم الطبقات المختلفة للأرواح تدرّجاً في السلطة بينها؟ هل هناك بينها من يطبع ومن يأمر؟ أجل سلطة كبيرة مبنية على التدرج إذ تسيطر الأرواح على بعضها بعضاً سيطرة متناسبة مع تفوقها الروحي وتمارس تلك السيطرة يواسطة هيمنة أدبية ومعنوية لا تقاوم.
•	هل تقدر الأرواح الواطئة الدرجة أن تتملص من سيطرة الأرواح الأعلى منها؟ قلت إنها سيطرة لا تقاوم.
• الجاه والاعتيار اللذان كان الإنسان يحظى بهما على الأرض هل يعطيان تفوقاً له في عالم الأرواح؟ كلا إذ سيُرفع الصغار ويُحط الكبار اقرأ المزامير (في القرآن الكريم (إذا وقعت الواقعة ليس لوقعتها كاذبة خافضة رافعة) (ونريد أن نمن على الذين استضعفوا في الأرض ونجعلهم أئمة ونجعلهم الوارثين).
•	كيف يجب أن نفهم هذا الرفع وهذه الحط؟ ألا تعلم أن الأرواح هي من طبقات مختلفة حسب استحقاقها؟ إذن فإن صاحب الحل والربط على الأرض قد يكون أدنى درجة بين الأرواح، بينما يكون عبده في الدرجة الأولى.
•	من كان عظيماً على الأرض ثم وجد نفسه في درجة واطتة بين الأرواح ألا يشعر بالذل؟ كثيراً ما يشعر بذل شديد جدأ وبالأخص إذا كان متكبراً وحسوداً.
• هل تخلط أرواح مختلف الطبقات بين بعضها؟ أجل وكلا أي أنها ترى بعضها بعضاً ولكنها تتميز عن بعضها، تتهرب أو تتقرب من بعضها بحسب تجانس أو نتافر مشاعرها، مثلما يحدث بينكم، إنه عالم بأسره، وعالمكم هو صورة له مصغرة ومعتّمة. فمن هم من نفس الدرجة يقتربون من بعضهم بعضاً بدافع ما هو عبارة عن تجانس ويكونون جماعات أرواح أو عائلات أرواح يجمعها الانجذاب والغرض الذي يقصدونه، فالأرواح الصالحة تجمعها الرغية في عمل الخير، والأرواح الشريرة: الرغية في عمل الشر أو الخجل من سيثاتها أو احتياجها لتكون بين أرواح تمائلها.
•	هل جميع الأرواح على اتصال ببعضها بعضاً؟ تذهب الأرواح الصالحة أينما تشاء، ويجب أن يكون الأمر هكذا لكي تتمكن من التآثير على الأرواح الرديئة، إلا أن المناطق التي تسكنها الأرواح الصالحة محرمة على الأرواح الناقصة لكي لا تجلب البلبلة بأهوائها السيئة إلى هذه المناطق.
• ما نوع العلاقات بين الأرواح الصالحة والأرواح الشريرة؟ تجتهد الصالحة محاربة الميول السيئة في الأرواح الأخرى لتعينها على صعودها، وهذه الإعانة هي رسالتها.
• لماذا تسر الأرواح السفلى بتحريضنا على الشر؟ من الحسد. لكونها لم تستحق أن تكون بين الأرواح الصالحة، فهي تريد بقدر إمكانها أن تمنع الأرواح التي ما زالت قليلة الخبرة من الوصول إلى السعادة العليا، وتريد أن تتحمل الأرواح الأخرى الشقاء الذي تتحمله هي، ألا ترى ذلك بينكم أيضأ؟
• كيف تستقبل الروح لدى عودتها إلى عالم الأرواح؟ روح البار كأخ حبيب منتظر منذ أمد مديد، وروح الأثيم كشخص محتقر.
•	بماذا تشعر الأرواح النجسة عندما ترى روحاً سيئة أخرى تصل إليها؟ تسر الأرواح الشريرة برؤية أرواح مشابهة لها ومحرومة مثلها من السعادة اللامحدودة تماماً كما هي الحال على الأرض عندما يصل اللص التصاب بين أمثاله.
• هل يحضر أقارينا وأصدقاؤنا احيائاً لاستقبالنا عندما نيرح الأرض؟ أجل يأتون لاستقبال الروح الذي يشعرون بالمودة نحوه ويهنئونه كمن عاد من سفر بعد أن نجا من أخطار الطريق، ويساعدونه على التخلص من الروابط الجسدية. وهذا الترحيب هو لطف للأرواح الصالحة عندما يأتي الذين توددوا إليهم لاستقبالهم، بينما من تدنّس يظل في العزلة ولا يحاط إلا بأرواح مشابهة له، وذلك هو قصاص له.
• هل يلتقي الأقارب والأصدقاء بعد موتهم دائمأ؟ يتوقف ذلك على درجة رقيهم الروحي وعلى الطريق الذي يسلكونه لتقدمهم. إذا كان أحدهم أكثر تقدماً من صديقه وأسرع منه في تقدمه فلن يستطيعا أن يظلا مع بعضهما، قد يتقابلان أحياناً ولكنهما لن يعودا إلى الاجتماع الدائم طالما أنهما لا يستطيعان السير جنباُ إلى جنب، أو لم يبلغا المساواة في الارتقاء.
•	علاوة على الانجذاب العام بسبب التشابه هل تشعر الأرواح بمودة خاصة بين بعضها؟ أجل كما هو الحال بين البشر، لكن العلاقة التي تجمع الأرواح أمتن لدى انعدام الجسد، لأنها لا تعود معرّضة لتقليات الأهواء.
• هل تشعر الأرواح بالبغض بين بعضها بعضاً؟ لا يوجد بغض إلا بين الأرواح النجسة وهي التي تدس العدوات والفتن بينكم.
•	في حالة عدوّين كانا يتباغضان على الأرض هل يحفظان ضغينتهما في عالم الأرواح؟ كلا لأنهما سيفهمان أن تباغضهما كان من الحماقة وأن سببه تافه. الأرواح المتأخرة وحدها هي التي تحتفظ بما يشبه عداء يطول حتى يتم تنقيتها، فإذا كان سبب شقاقها مجرد مصلحة مادية فسوف تنساها تماماً قبل تحررها الكامل من تأثير المادة. إذا ما كان بينها تنافر وزال سبب الخلاف فهي ستتقابل ثانية بيسرور.
•	ماذا يشعر بعد الموت أولئك الذين أسأنا إليهم في هذه الدنيا؟ إن كانوا صالحين يسامحون بحسب ندمكم، أما إن كانوا أشراراً فمن الممكن أن يحتفظوا بضغينتهم ويطاردونكم أحياناً حتى في حياة أخرى على الأرض، وقد يسمح الله بذلك كعقوبة للمسيء.
• هل من الممكن أن تتغير المودّات الشخصية بين الأرواح؟ كلا إذ من المستبعد أن يخطئوا، فما عاد لهم القناع الذي ورءاه يتوارى المراءون، ولذلك لا تتغير موداتهم إن كانوا مطهرين، والود الذي يجمعهم هو مصدر سعادة فائقة لهم.
• أتستمر حتى في عالم الأرواح المودة التي تبادلها شخصان على الأرض؟ أجل دون شك إذا كانت تستند إلى انجذاب حقيقي، اما إذا كان باعث المودة أسباباً جسدية أكثر من الانجذاب، فيزول الانجذاب مع زوال الجسد الذي يسببه، والمودات بين الأرواح أمتن وأثبت مما هي على الأرض لكونها لا تتوقف على تقلب المصالح المادية وعلى حب الذات.
• النفوس التي تتأهب لتقترن هل لكل واحد منا في مكان ما في الكون قرينته التي سيلحق بها حتماً يوماً ما؟ كلا ليس هناك افتران خاص ومحتم بين روحين، الاتحاد موجود بين جميع الآرواح ولكن على درجات مختلفة، بحسب المرتبة التي يشغلونها أي بحسب درجة الرقي الروحي الذي أحرزوه، فبقدر ما يزداد رقيهم تزداد ألفة القلوب بينهم. فمن الشقاق تأتي سيئات البشرية، ومن الوفاق تنجم السعادة التامة.
• ما معنى عبارة «النصف الآخر» التي تستعملها بعض الأرواح للإشارة إلى الأرواح المتجاذية؟ العبارة غير صحيحة، فلو كان لروح ما نصفاً لروح آخر منفصل عنه، لكان كلاهما ناقصاً.
• عقب التحاق روحين متجاذيين جداً ببعضهما هل تدوم هذه الحالة إلى الأبد أم من الممكن أن يقترقا ويلتحقا بأرواح أخرى؟ كل الأرواح متحدة قلبياً ببعضها وأعني هنا أولئك الذين بلغوا الكمال، أما في الدوائر الروحية السفلية فعندما يرتقي روح لا يعود له نفس الانجذاب نحو الذين فارقهم.
• في حالة روحين متجاذبين هل الواحد منهما هو تكملة الآخر أم أن هذا التجاذب المتبادل هو نتيجة المطايقة التامة بينهما؟ الانجذاب الذي يجعل روحاً يميل إلى روح آخر هو نتيجة وفاقهما التام في ميولهما وغرائزهما، فإذا كان أحدهما مكمّلاً للآخر ضاعت شخصيته.
• أليست المطابقة اللازمة للتجاذب التام نتيجة مشابهة الأفكار والمشاعر، أم انها أيضا نتيجة التشابه في المعارف التي أحرزوها؟ نتيجة المساواة في درجات الرقي.
• أمن الممكن لأرواح لا تتجاذب في الوقت الحاضر أن تتجاذب فيما بعد؟ أجل ستصبح جميع الأرواح متجاذبة، وبناء عليه فإن الروح الذي هو الآن في منطقة سفلية، سيصل بتطوره إلى المنطقة التي يقطن فيها روح سام وسيحدث الالتقاء سريعا، بينما لا يحدث ذلك إذا ظل الروح بلا تقدم من جراء عدم تحمله التجارب التي قبلها سابقاً.
•	أمن الممكن لروحين متجاذبين أن يصبحا لا متجاذبين فيما بعد؟ دون شك إذا كان أحدهما كسولاً ولا يرتقي.

#### تذكر الحياة الجسدية
•	هل يتذكر الروح حياته في الجسد؟ أجل، وأعني أنه لكونه عاش مرات عديدة كإنسان يتذكر ما كان في الماضي، وصدقني أنه أحياناً يضحك بأسف من حماقة تصرفه. كالإنسان الذي بلغ سن الرشد يضحك من جنون شبابه أو من أعماله الصبيانية في طفولته.
• هل يستشفّ الروح غرض الحياة الأرضية بالنسبة إلى الحياة المقبلة؟ لا شك أنه يراه ويفهمه بشكل أوضح مما كان خلال وجوده في الجسد، فهو يفهم أن تنقيته ضرورية للوصول إلى اللانهاية، ويعلم أنه في كل حياة يتطهر من بعض الدنس.
• كيف تنبسط الحياة الماضية أمام الروح في ذاكرته؟ هل بمجهود من خياله أم كصورة أمام عينيه؟ الأثنان، فإن كل الأفعال التي من صالحه أن يتذكرها تبدو له كما لو كانت في الحاضر، أما الأفمال الأخرى فتبقى في غيوم الفكر أو ينساها تماما، وبقدر ما يزداد تحرره من أثر المادة تقل الأهمية التي يعطيها للأشياء المادية. وقد يكون روحاً برح الأرض حديثاً ولا يتذكر أسماء الأشخاص الذي كان يحبهم ولا تفاصيل تبدو لك مهمة، فهو لا يكترث كثيراً لها، فذلك يطويه النسيان. ما يتذكره جيداُ هي الوقائع الرئيسية التي تساعده في تقدمه.
•	كيف ينظر الروح إلى الجسد الذي فارقه منذ قليل؟ كلباس كان يضايقه ويغتبط بالتخلص منه.
•	ماذا يشعر الروح لدى مشاهدة جسده وهو ينحل؟ يشعر بلا مبالاة في أغلب الأحيان وكشيء لا يعود يهمه.
•	ألا تتذكر الأرواح العذابات التي عانتها أثناء حياتها الأخيرة؟ كثيراً ما يتذكرونها، وتذكارها هذا يجعلهم يقدرون ثمن السعادة التي في إمكانهم أن يتمتعوا بها كأرواح.
•	من كان سعيداً في هذه الدنيا أيتحسر على المتع التي يتركها بعد أن ييرح الأرض؟ الأرواح السفلية هي الوحيدة التي قد تتحسر على أفراح تطابق طبيعتها النجسة، والتي تكفر عنها بالعذاب، أما الأرواح السامية فالسعادة الأبدية ألف مرة أفضل لها من الملذات الأرضية الزائلة.
•	من بدأ أعمالاً هامة لغرض مفيد ويراها متوقفة يموته هل يأسف في العالم الآخر من كونه تركها دون أن يتممها؟ كلا لأنه يرى أن آخرين خُصّصوا لإتمامها. بالعكس سيحاول أن يؤثر على أرواح بشرية أخرى لتواصل العمل فيها، لقد كان مقصده على الأرض العمل لصالح الإنسانية وهذا المقصد هو ذات مقصد عاتم الأرواح.
• أيهتم الروح بعد بالأعمال التي تنجز على الأرض وبتقدم الفتون والعلوم؟ يتوقف ذلك على درجة رقيه الروحي أو على نوع المهمة التي قد يضطر إلى إنجازها. ما يبدو لك عظيما قد يكون في أحيان كثيرة قليل الأهمية في نظر بعض الأرواح، وهم يجدون روعة تلك الأعمال مثلما يجد الأستاذ العلّامة روعة تاليف تلميذ المدرسة، فما يهم الروح هو ما يثبت رقي الأرواح المتجسدة وتقدمها.
• هل تداوم الأرواح على حبها للوطن بعد الموت؟ على نفس المبدأ أي أن للأرواح السامية وطنها هو الكون، أما على الأرض فوطنها هو حيث لها أكبر عدد من الأشخاص المتجذبين إليها.
يعلق آلان كاردك هنا ويقول: حالة الأرواح وكيف ينظرون إلى الأشياء تختلف إلى ما لا نهاية له بمقدار درجة تطورهم الأدبي والعقلي، وعادة لا تمكث الأرواح الرفيعة الدرجة على الأرض إلا مدة قصيرة، إذ ترى أن كل أعمال الإتسان تافهة وخسيسة إزا عظمة اللائهاية وبهجتها، والأشياء التي يعطيها الإنسان أهمية كبيرة هي صبيانية جدأ في نظرهم إلى درجة أنهم لا يجدون فيها أي شي يجذبهم إليها إلا إذا كانوا مدعوين ليساهموا تقدم الإنسانية.
أما الأرواح المتوسطة الدرجة فعددها على الأرض أكبر من الأولين ولو أنهم ينظرون إلى الأشياء بنظرة أعلى مما كانوا ينظرون إليها خلال حياتهم.
وفيما يخص الأرواح العامة فهي تبدونوعا ما كأنها مقيمة على الأرض تُكوّن سواد الشعب اللأمرثي المحيط بنا وتحفظ إلا قليلاً نفس الآراء ونفس الميول ونفس الأفكار التي كانت لها تحت غلافها الجسدي، فهي تتدخل في أعمالنا وتخلط باجتماعاتنا وإلهياتنا وتشترك فيها بالفعل إلى حد ما يحسب طباعها، وبما أنها لا تستطبع إرضاء أهوائها فهي تسر من الذين يستسلمون لأهوائهم وتشجعهم عليها، وفي عدادها يوجد أرواح جادة تشاهد وتراقب لتتعلم وتتحسن.
•	هل تتغير أفكار الأرواح في حالتهم كأرواح؟ كثيراً، إذ يطرأ عليهم تغيير كبير جداً بقدر ما يقل تأثير المادة على الروح. قد يبقى الروح أحياناً بنفس الأفكار مدة طويلة لكن شيئا فشيئاً يزول تأثير المادة ويرى الأشياء بوضوح، وعندئذ يبحث عن الوسائل ليرتقي.
•	هل تأبه الأرواح يتذكار الأشخاص الذين أحبتهم على الأرض؟ أكثر بكثير مما تظنون وهذا التذكار يزيد سعادتها إذا كانت سعيدة وإذا كانت شقية يخفف شيئاً من شقائها.
• هل ليوم ذكرى الأموات معنى احتفالي للأرواح؟ هل يستمدون لزيارة أولثك الذين يذهبون ليصلوا قدام قبرهم؟ تأتي الأرواح تلبية لنداء الفكر في ذلك اليوم وفي أي يوم آخر.
•	وهل يشيرون بأسف لهدم وجود صديق يتذكرهم؟ ماذا تعني الأرض لهم! لا يتعلق أحد بها إن لم يكن بالقلب. إذا لم يكن الود موجودا قلا يوجد شيء يريط الروح بها، وله الكون بأسره أمامه.
• هل تجلب زيارة القبر للروح سرورا أكبر من الصلاة لأجله في البيت؟ زيارة القبر هي طريقة الناس ليظهروا أنهم يفكرون في الروح الغائب، لكن الصلاة هي التي تقدس إحياء الذكرى، لا يهم المكان طالما الصلاة تأتي من القلب.
• أرواح الأشخاص الذين يقام لهم تماثيل أو أنصاب هل تحضر حفلات تدشيتها وهل تسر برؤيتها؟ يأتى عدد كبير منهم إليها إذا استطاعوا لكنهم يأبهون بالتكريم أقل مما يأبهون بالتذكار.
• ماذا يجعل بعض الأشخاص يرغيون أن يدفنوا في مكان بدلاً من آخر، هل يعود ذلك عليهم بسرور بعد وفاتهم؟ هذه الأهمية التي تعطى لأمر مادي أهي دلالة على تأخر الروح؟ ميل الروح إلى بعض الأماكن يدل على التأخر الأدبي، ماذا يعني تفضيل قطعة أرض على غيرها للروح السامي الدرجة، ألا يعلم أنه سيجتمع مع من يحيهم حتى لو كانت بقاياهم مشتتة!
•	هل يعتبر جمع البقايا الجسدية لجميع أفراد أسرة ضريح واحد فكرة تافهة؟ كلا لأنه عرف تقَيْ وبرهان على المودة للذين أحببتموهم، ولكن هذا الجمع يعني قليلاً للأرواح. فهو ينفع الناس لأن تذكار الذين رحلوا يبعث على الخشوع.
• هل يحضر الروح جنازته؟ يحضرها في حالات كثيرة جداً، لكنه في بعض الأحوال لا يدري بما يحدث فيها إذا كان ما يزال بعد في الاضطراب.
•	روح الشخص الذي مات عن قريب هل يحضر اجتماعات الوارثين؟ يحضر في أغلب الأحيان، ويشاء الله ذلك لتعليم الروح ولمعاقبة المذنبين، في هذه الاجتماعات يقَدّر قيمة عباراتهم السابقة في التعبير عن وفائهم وصداقتهم له، وتنكشف له جميع مشاعرهم الحقيقية، والخيبة التي يشعر بها حينما يرى شراهة الذين يتقاسمون ماترك تطلعه على مشاعرهم الحقيقية نحوه، ولكن سيأتي دورهم أيضاً.

#### الاستعداد للعودة إلى التجسد
•	هل تعرف الأرواح متى ستعود إلى التجسد؟ تشعر بدنو الأوان مثلما يشعر الأعمى بالنار عندما يقترب منها. تعلم بضرورة الانضمام إلى جسد جديد، مثلما أنتم تعلمون انكم ستموتون يومأ ما ولكنكم تجهلون متى ستموتون.
• إذن هل العودة للتجسد هي من ضرورات الحياة الأرواحية مثلما أن الموت هو من ضرورات الحياة الجسدية؟ أكيد هو كذلك!
•	هل تكترث جميع الأرواح لعودتها إلى التجسد؟ هناك أرواح لا تفكر في الأمر بتاتاً وحتى لا تفهم شيئاً عنه إذ يتوقف ذلك على مقدار تقدمها.
• هل يستطبع الروح تعجيل أو تأجيل أوان تجسده؟ قد يستطبع تعجيله إذا رغب بشدة، وقد يستطبع أيضا تأخيره إذا تراجع أمام التجربة، إذ أن بين الأرواح يوجد أيضا جبناء والذين لا يبالون بشيء، ولكن الروح لا يفعل ذلك بلا عقاب، إذ أنه يتعذب من جراء موقفه كالمريض الذي يرفض الدواء الناجع الذي قد يكون فيه شفاؤه.
• إذا كان الروح سعيداً بحالة متوسطة بين الأرواح التجوالية ولا يطمح أن يرتقي هل يستطبع إطالة حالته هذه على الدوام؟ لا على الدوام، لأن الارتقاء ضرورة يشعر بها الروح عاجلاً أو آجلا ولأنه يجب على جميع الأرواح أن يصعدوا، لأن الصعود هو مصيرهم.
• هل اتحاد الروح مع جسد معين أو مع جسد ما هو أمر مقدّر سلفاً أم يحدث الاختيار في آخر لحظة فقط؟ يحدد الروح سلفاً جميع الأحوال باختياره للتجربة التي يرغب في احتمالها فهو يطالب أن يتجسد، والله لكونه يعلم كل شي ويرى كل شيء يعلم ويرى سلفا أن ذلك الروح سيتحد مع ذلك الجسد.
• هل يتاح للروح أن يختار الجسد الذي سيدخل فيه أم يختار فقط نوع الحياة التي تصلح للتجربة اللازمة له؟ يجوز له أيضا اختيار الجسد، لأن نقائص ذلك الجسد هي تجارب تساعده ليرتقي، إذ يتغلب على العراقيل التي تتصدى له، إلا أن الاختيار لا يتوقض على إرادته دائماً ولكن يجوز له أن يطلب ذلك.
• هل يجوز للروح أن يرفض، في آخر لحظة الدخول الجسد الذي اختاره؟ إذا فعل ذلك فسوف يشقى أكثر بكثير من الروح الذي لم يطلب أية تجربة.
• لو حدث أن عدة أرواح تقدمت للتانس جسد واحد أوشك أن يولد، كيف يخصص لواحد منهم؟ من الممكن أن تطلب أرواح عديدة ذلك التأنس، في هذه الحالة الله هو الذي يقرر من هو الأكفأ لإنجاز المهمة المخصصة لذلك الولد ولكن سبق لي القول إن الروح يعيّن الأوان الذي سينضم فيه إلى الجسد.
• هل يرتبك الروح ساعة تجسده ارتباكاً مماثلاً للذي يحدث عند خروجه من الجسد؟ يعاني ارتباكا أشد منه وأطول منه فعند الموت يخرج الروح من العبودية، أما عند الولادة فيدخل فيها.
• هل الحين الذي يوشك فيه الروح على التجسد هو حين مهيب له؟ هل يقوم بهذه العملية كمن يفعل شيئاً خطيراً وهاماً لنفسه؟ هو كالمسافر الذي يركب البحر سفرة خطيرة ولا يعلم إذا كان سيجد فيها حتفه بين الأمواج التي سيواجهها.
يعلق آلان كاردك ويقول: يعرف المسافر الذي يركب البحر الأخطاءر التي يتعرض لها، ولكنه لا يعرف إن كان سيغرق أم لا. هكذا هي حال الروح، فهو على علم بنوع التجارب التي رضي بها، ولكنه على جهل إذا كان سيفشل أم لا تحت حملها. مثلما أن موت الجسد هو عبارة عن عودة الروح إلى الحياة كذلك فإن العودة للتجسد هي عبارة عن موت أو احتضار الروح أو بالأحرى نفيه أو احتجازه، فهو يبرح عالم الأرواح ليدخل في العالم الجسدي مثلما بيرح الإنسان العالم الجسدي ليدخل عالم الأرواح
•	حيرة الروح إزا احتمال فشله في التجارب التي سيتحملها في الحياة هل تحدث قلق فيه قبل تجسده؟ قلقاً كبيراً جداً إذ ان تجارب حياته سوف تعجّل أو تؤجل ارتقائه تبعاً لاحتماله لها حسناً أو سوءاً.
• هل يصحب الروح بعض أصدقائه الأرواح إبان تجسده؟ وأعني هل يأتون لحضور ذهابه من العالم الأرواحي كما يأتون لاستقباله عند عودته إليه؟ يتوقف ذلك على الدائرة التي يسكنها الروح فإذا كان من الدوائر التي تسود فيها الموذة فستصحبه حتى آخر لحظة الأرواح التي تحبه لتشجعه والتي عادة تتبعه في الحياة
• الأرواح الصديقة التي تتبعنا في الحياة أهي أحياناً تلك التي نراها في احلامنا
والتي تعبر عن مودتها لنا وتظهر لنا بوجوه لا نعرفها؟ أجل هي ذاتها في أغلب الأحيان فهي تأتي لزيارتكم كما أنتم تذهبون لزيارة شخص محبوس السجن.

#### اتضمام الروح إلى الجسد
•	في أي وقت ينضم الروح إلى الجسد؟ يبدأ هذا الانضمام عند الحمل، لكنه لا يتم إلا في لحظة الولادة. منذ لحظة الحمل يقترب الروح المعين ليسكن ذلك الجسد ويتصل به بواسطة صلة مائعية تتوثق أكثر فأكتر على مر الأيام حتى اللحظة التي فيها يبصر الطفل النور الصرخة التي تنطلق من الطفل حيتَئَد تعلن أنه صار واحداً من الأحياء ومن عباد الله
• هل اتحاد الروح مع الجسد هو اتحاد نهائي منذ لحظة الحبل؟ وخلال هذه الفترة الأولى هل يجوز للروح أن يعرض عن السكنى في الجسد المعين له؟ الاتحاد نهائي بمعنى أن لا يجوز لروح آخر أن يأخذ مكان الروح المعين لذلك الجسد، لكن بما أن الصلات التي تصله به ضعيفة جدأً فمن الممكن أن تقطع يسهولة، وقد يحدث ذلك يإرادة الروح الذي يتراجع أمام التجربة التي اختارها وفي هذه الحالة لا يعيش الطفل
• مادا يحدث للروح إذا مات الجسد الذي اختاره قبل الولادة؟ يختار جسداً آخر.
•	ما منفعة هذه الميتات الباكرة؟ نواقص المادة هي في أغلب الأحيان سبب هذه الميتات الباكرة
• هل يعلم الروح سلقاً أن الجسد الذي يختاره لم يقّدر له أن يعيش؟ يعلم ذلك أحيانا إلا أنه إذا اختار ذلك الجسد لهذا السبب فلأنه يتراجع أمام التجربة.
•	بعد أن يتم اتحاد الروح مع جسد الطفل ويصير من المستحيل أن يرجع الروح عن اختياره هل يندم احياناً من كونه اختار هذا الجسد؟ إذا كان سؤالك هو هل يشتكي كإنسان من الحياة التي يعيشها وإذا كان يود أن تكون مختلفة عما هي؟ فالجواب نعم. أما إذا كنت تعني أنه يندم من اختياره، فالجواب هو كلا، لأنه لا يعلم أنه هو الدي اختاره ولأن من المستحيل على الروح بعد تجسده أن يندم على اختيار لا يدري به. على أنه قد يجد الحمل ثقيلاً جداً، وإذا اعتقد أنه أشقّ مما يستطبع أن يحتمله فيلجأ حينئذ إلى الانتحار.
•	في الفترة بين الحبل والولادة هل يحتفظ الروح بجميع قدراته؟ بعضها أو كلها، تبعاً لطور الحبل لأن الروح ليس متجسداً بعد بل مرتيطاً فقط، ومنذ لحظة الحبل يبدأ الاضطراب يتسلط على الروح بعد أن حان الأوان ليبتدئ حياة جديدة، ثم يزيد هذا الاضطراب تدريجياً حتى الولادة. وفي هذه الفترة فإن حالته تقريباً كحالة الروح المتجسد أثناء نوم الجسد، وبمقدار ما يقترب أوان الولادة تنمحي أفكاره كما يزول أيضا تذكر الماضي فلا يعود له وعي به عقب دخوله الحياة المادية، إلا ان هذا التذكر يعود إلى ذاكرته شيئاً فشيئاً في حالته كروح متحرّر.
• هل يستعيد الروح حالاً عند الولادة قدراته كاملة؟ كلا لأنها تنمو تدريجياً مع نمو الأعضاء هذه هي حياة جديدة ييتدئها، ولا بد له أن يتعلم استعمال أدواته، ولكن تعود له أفكاره شيئاً فشيئاً كما يحدث لمن يستيقظ من النوم فيرى نفسه في وضع مختلف عن الوضع الذي كان فيه عشية أمس.
• ما هو تفسير الحياة داخل الرحم؟ مثل حياة النبات الراكدة، يعيش الجنين حياة حيوانية أيضا، إذ أن الإنسان يحوي في ذاته الحياة الحيوانية والحياة النباتية، ويستكملهما بالحياة الروحية عند الولادة.

#### الصفات الأخلاقية والعقلية
•	من أين تأتي للإنسان مزاياه الخلقية الحستة أو السيئة؟ هذه هي صفات الروح المتجسدة فيه، كلما ازداد الروح طهارة كلما ازداد الإنسان ميلاً إلى الخير.
•	ييدو لنا إذن أن الإنسان الصالح هو من تجسدت فيه روح صالحة والفاسق من تجسدت فيه روح شريرة؟ أجل ولكن فل بالأحرى إنه روح متأخرة، وإلا فقد يُظن أنه من الأرواح التي تداوم على الشر والتي تسمونها يالشياطين.
•	ما طبع الأفراد الذين تتجسد فيهم الأرواح المزّاحة والطائشة؟ لاهون وطائشون (عفاريت) وأحياناً أشخاص مؤذون
•	هل للأرواح أهواء غريبة عن الأهواء البشرية؟ كلا وإلا لكانوا نقلوها إليكم
•	أهو الروح ذاته الذي يعطي للإنسان المزايا الأخلاقية والعقلية؟ بلا شك أنه هو نفسه، وذلك نظراً إلى درجة الرقي التي وصل إليها، لأن للإنسان روحاً واحدة لا روحين
•	لماذا يكون أناس أذكيا جداً، وهو ما يدل على أن فيهم روح متقدمة، يكونون أيضا في بعض الأحيان فسقة جداً؟ ذلك لأن الروح المتجسدة ليست طاهرة كفاية، مما يجعل الإنسان يصغي إلى إيحاء أردأ منه، يتقدم الإنسان في سير متصاعد لا يشعر به، ولكنه لا يتقدم في كل الاتجاهات في آن واحد، ففي فترة قد يتقدم في العلم وفي فترة أخرى في الخُلُق.

#### الطفولة
•	الروح التي تحيي جسد طفل هل هي متطورة مثل روح شخص بالغ؟ قد تكون أكثر تطوراء منها، أن تقدمت أكثر منها، والأعضاء التي لم تتطور بعد هي التي تمنع الطفل من أن يعلن عن قدراته، ويتصرف الروح بقدر ما تسمح له الأداة التي يستعملها
•	ماذا يستفيد الروح بمروره بالطفولة؟ عندما يتجسد بقصد أن يرتقي، يكون الروح في هذه الفترة مفتوحاً للتأثيرات التي يتلقاها، والتي قد تساعده على تقدمه. ويجب على المسؤولين عن تربيته أن يساهموا في هذا الغرض
•	ما سبب التغيير الذي يطرأ على الطبع في وقت ما من العمر خاصة بعد اجتياز سن المراهقة؟ أهو الروح الذي يتغير؟ هو الروح الذي يستعيد فطرته ويُظهِر ما كان عليه سابقاً. أنتم تجهلون السر الذي يكون وراء سذاجة الأولاد، ولا تعلمون من هم في الواقع، ولا من كانوا في الماضي، ولا ما سوف يصيرون في المستقبل، ولذلك تحبونهم كما لو كانوا جزءاً منكم، إلى حد ان حب الأم لأولادها يعتبر أكير حب يشعر به أحد لشخص آخر. ما مصدر هذا العطف وهذا الحنان الذي يشعر به حتى الغرباء نحو الأولاد؟ أتعرفون مصدره؟ لا تعرفون، دعوني أشرح لكم سببه: الأولاد هي الكائنات التي يرسلها الله في تجسدات جديدة، ولكي لا تشتكي من قسوة كبيرة نحوها، يعطيها الله كل مظاهر السذاجة، حتى الولد السيئ الطبع، فإن سيئاته تخفى بعدم الوعي بأفعاله، ليست هذه السذاجة تفوقاً حقيقياً على ما كانوا سايقاً، كلا، يل هي صورة ما يجب عليهم أن يصيروا، وإذأ فهم ليسوا كما يجب أن يكونوا، وعليهم وحدهم يقع الجزاء. ولكن لم يعطهم الله هذا المظهر تقديراً لهم، بل أيضاً وبالأخص من أجل الوالدين، لأن حبهم لازم لأولادهم من جراء ضعفهم، هذا الحب قد يقل إلى درجة خطيرة أمام طبع شرس وعنيد، ولكن حين يِظن الأبوان ان أولادهم طيبون وودعاء سيعطونهم كل مودتهم وسيحيطونهم بعنايتهم وحنانهم، أما حينما لا يحتاج الأولاد إلى هذه الحماية وإلى هذه العناية التي أعطيت لهم طوال خمسة عشر أو عشرين سنة، فإن طبعهم الشخصي الحقيقي يبدو مُعرَى، فيبقى الولد صالحاً إذا كان صالحاً في أصله، لكنه يتلوّن دائماً بمسحات كانت تخفيها سنوات الحداثة. أنتم ترون إذن أن تدابير الله هي أفضل التدابير دائماً، وعندما يكون الإنسان صالح القلب يسهل عليه أن يفهم سبل الله الحكيمة، فكروا جيدا فيما سأقوله لكم: أرواح الأولاد الذين يولدون بينكم قد تكون آتية من وسط تعوّدوا منه على عادات مختلفة جداً عن عاداتكم، فماذا تنتظرون أن يكون هذا الكائن الجديد الذي يأتى إليكم مصحوباً بشهوات مختلفة جداً عما في بيئتكم وبقرائح وميول متعاكسة مع نزعاتكم؟ كيف تريدون أن يندمج وسطكم إذا ما كان كما أراد الله قد مرّ بغريال الطفولة، في هذا الغريال تختلط جميع أفكار وطباع وأنواع الكائنات في هذه البيئات المختلفة التي فيها يلد ويكبر الأشخاص. وأنتم أيضاً عندما تموتون ستجدون أنفسكم في نوع من الطفولة بين إخوان جدد وفي كيانكم الجديد اللا أرضي ستكونون في حالة جهل بعادات وأعراف وعلاقات ذلك العالم الجديد لكم. ستستعملون بصعوبة لغة لن تكونوا معتادين التكلم بها، وهي لغة حيّة أكثر مما يكون فكركم حيًاً في الحاضر. للطفولة منفعة أخرى أيضاً وهي ان الأرواح تدخل الحياة الجسدية لترتقي وتتحسن، فإِنَ ضعف الحداثة يجعلهم مرنين ومنفتحين لنصائح الخبرة ولتوجيه المسؤولين عن تهذيبهم، قفي الطفولة بمكن إصلاح طبعهم وكبح ميولهم السيئة، هذا هو الواجب الذي ائتمنه اللّه لأبويهم وهي مهمّة مقدّسة سيحاسبون عنها في يوم الحساب. بناء عليه ليست الطفولة فقط نافعة وضرورية ولا غنى عنها، بل هي أيضاً التابع الطبيعي للقوانين التي أقامها الله، والتي تسود على الكون.

#### نسيان الماضي
•	لماذا يفقد الروح المتجسد ذاكرة ماضيه؟ لا يصح للإنسان أن يعلم كل شيء ومن اللازم أن يكون هكذا، وهكذا شاء الله في حكمته، إذ لو لم تحجب عن الإنسان بعض أشياء لا نبهر كمن يعبر فجأة من الظلام إلى النور، فبنسيان الماضي تزيد سيادة الإنسان على نفسه.
•	 كيف يكون الإنسان مسؤولاً عن أعمال ويُكفر عن أخطاء لا يتذكرها؟ كيف نوفق ذلك مع عدالة الله؟ خلال الحياة الجسدية إذا لم نتذكر بوضوح ما كنا، وما فعلناه من خير ومن شر في تجسداتنا السابقة فإن لدينا دراية بداهية بها ونزعاتنا الغريزية هي التذكر الذي بقي من ماضينا والتي يُحدّرنا منها ضميرنا لأنه يعبّر عن رغبتنا المضمرة فينا بأن لا نرتكب نفس الأخطاء. لدى كل تجسد جديد يزداد الإنسان ذكاء ويتحسن تمييزه بين الخير والشر، أين الاستحقاق ان كان يتذكر ماضيه كله؟ عندما يعود الروح إلى حياته الأصلية (الحياة الأرواحية) تنبسط أمامه حياته الماضية بكليتها ويرى الزلات التي ارتكبها والتي كانت سبب شقائه وما كان من الممكن أن يحول دون ارتكايها، يُدرك عدالة حالثه الحاضرة ويسعى إذ ذاك ليحصل على الحياة التي قد تُعَوّض عن الحياة التي انقضت حديثاً، يبحث عن تجارب من نفس نوع التي تحمّلها وعن المعارك التي يظنها ملائمة لارتقائه، ويطلب من أرواح أرقى منه أن تعينه على العمل الجديد الذي سيباشره، إذ أنه يعلم ان الروح الذي سيُخصص له كمرشد في هذه البداهة بالذات ضد الفكرة أو الرغبة الشريرة التي تخطر لكم في أحيان كثيرة وتقاومونها بديهيا ومعظم الأحيان تنسبون مقاومنكم لها إلى المبادئ التي أخذتموها من أبويكم بينما هي الواقع صوت الضمير الذي يكلمكم وهذا الصوت الذي هو تذكر الماضي يندركم بأن لا تقعوا الأخطاء التي ارتكبتموها من قبل وعليه فإن الروح الذي يدخل في هذه الحياة الجديدة إذا احتمل تجاربها بتجلّد وصمود فسيرتفي ويصعد في مراتب الأرواح عند رجوعه إليهم.
•	هل يمكن أن يرتكب الإنسان في تجسد ما أخطاء لم يرتكبها في التجسدات السابقة؟ يتوقف ذلك على مقدار تقدمه فإذا لم يتمكن أن يصبر أمام التجارب فقد ينجر إلى أخطاء جديدة هي نتيجة للموقف الذي يتخذه في الحياة، ولكن بوجه عام تدل تلك الأخطاء بالأحرى على حالة توقف وليس على حالة تقهقر إذ أن الروح قد يتقدم أو يتوقف، ولكنه لا يتقهقر.
•	 بما أن تقلبات الحياة الجسدية هي تكفير عن أخطاء الماضي وتجارب لتقوية الروح في المستقبل، فهل معنى ذلك أننا نستطيع - من نوع التقلبات - معرفة نوع التجسد السابق؟ ذلك ممكن في أحيان كثيرة جداً، إذ أن الإنسان يعاقب بما اخطأ فيه بالذات، ولكن ينبغي ألا نعتبر ذلك كقاعدة مطلقة، فالنزعات الغريزية هي دليل أكثر صواباً من غيرها. يختار الروح التجارب التي يريد أن يتحملها لتعجيل ارتقائه، أي يختار نوع الحياة التي يعتقد أنها الأفضل لتمده بوسائل الإرتقاء وهذه التجارب هي دائماً متناسبة مع الأخطاء التي يجب عليه التكفير عنها فإذا ظفر بها يرتقي وإذا فشل فيجب عليه أن يعيد التجسد. يتمتع الروح كل حين بحربة الإختيار وهو بمقتضى هذه الحرية كروح غير متجسد يختار تجارب الحياة الجسدية ويشاور نفسه عما سيفعله وما لا يفعله، ويختار بين الصلاح والسوء. الجحود بحرية الإختيار لدى الإنسان يعادل جعله مجرد آلة. تقلبات الحياة الجسدية هي في ان معأ تكفير عن أخطاء الماضي وتجارب لتقوية الروح في المستقبل، فهي تُنَقينا وتُرقّينا حسبما نتحمّلها بالاستسلام لمشيئة الله ودون تذمر. من نوع التقلبات والتجارب التي نتحمّلها نستطيع ان نستدل على ما كنا وما فعلناه، كما أننا هذه الدنيا نستدل على أعمال المجرم من نوع العقاب الذي يُحكم به عليه، هكذا سيعاقب فلان بسبب كبريائه بإذلاله في حياة مقبلة تحت أوامر الآخرين والغني البخيل بحياة في غاية الفقر، ومن كان قاسي القلب سيتحمل قساوة قلوب الآخرين نحوه، والظالم سيعيش العبوديية، ويعاقب الابن السيئ بأبناء ينكرون نعمه عليهم، والكسلان بالعمل المكره وهلمّ جراً. وما رتبه الله الرحيم في نظام تعدد التجسدات لارتقاء الروح يذكرنا إلى حد ما بالنظام المدرسي حيث يبتدئ طالبو العلم الفصول السفلى ثم يتقدمون رويداً بمجهودهم سنة يعدا سنة من الابتدائي إلى الثانوي وإلى الجامعي وفي هذه المقارنة فإن كل سنة دراسية هي بمثابة تجسد. ويمكن تشبيه عطلة الصيف السنوية بالاستراحة خلال الحياة العالم الروحي، أما السنوات التي يجب على التلميذ أن يعيدها ثانية من جراء فشله في الامتحان السنوي فهي التجسدات الفاشلة التي ينبغي على الروح أن يعيدها، إلى أن ينجز الهدف الذي عزم على الوصول إليه. وهكذا يصعد في التعلم سنة بعد الأخرى إلى أن يبلغ الدراسات العليا مثلما يصعد الروح الدرجات إلى أن يصل إلى درجة الكمال.

#### النوم والأحلام
•	أتسكن الروح المتجسدة بطيب خاطر في غلافها الجسدي؟ سؤالك هو كمن يسأل إذا كان يطيب للسجين أن يكون مسجوناً، تتوق الروح المتجسدة كل حين إلى تحرّرها وبقدر ما تزيد خشونة الغلاف تزيد رغبة الروح في التخلص منه.
•	 خلال النوم هل تستريح الروح كما يستريح الجسد؟ كلا، لأن الروح لا تتوقف أبداً عن العمل فضي أثناء النوم ترتخي الروابط التي تريطها إلى الجسد وبما أن الجسد لا يحتاج إليها فهي تجوب الفضاء وتتصل مباشرة بالأرواح الأخرى
•	كيف نتحقق من ان الروح تتحرر أثناء النوم؟ من الأحلام، أثناء استراحة الجسد تكون للروح مقدرات أكثر مما لديها في حالة اليقظة، فتتذكر الماضي وأحياناً تتنبأ بالمستقبل وتزداد قواها فيسعها حينناك أن تتصل بالأرواح الأخرى سواء هذا العالم أو عالم آخر. وكثيراً ما تقول إنك حلمت حلما غريباً أو حلما مخيفاً لا أساس معقولاً له البتة، ولكنك على خطأ إذ عادة ما يكون الحلم تذكر الأماكن والأشياء التي رأيتها أو سوف تراها في حياة أخرى أو وقت آخر، فبسبب كون الجسد مخدراً تحاول الروح أن تكسرفيودها لتكشف عن ماضيها وعن مستقبلها. مساكين أنتم ما أقلّ معرفتكم بأبسط مظاهر الحياة، تظنون أنكم تفهمون الأشياء بينما أبسط أشياء الحياة تُحيّركم، وعلى سؤال الأولاد لكم (ماذا نفعل وتحن نائمون؟ وما هي الأحلام؟) تندهشون. يحرر النومُ جزئياً الروحَ من الجسد، ففي النوم يكون الإنسان مؤقتاً في حالة مشابهة لما سيكون على الدوام بعد الموت، والذين يتخلصون من المادة سريعاً بعد موتهم كان لهم منامات ذكية وهؤلاء عندما كانوا ينامون يعودون إلى جماعة الأرواح الأخرى الأعلى درجة منهم يتأنسون صحيبتهم ويتثقفون وحتى أنهم يشتغلون أعمال عالم الأرواح يجدونها متممة عند وفاتهم. يُريكم ذلك أيضاً بأنه لا يضح أن تخشوا الموت إذ أنكم تموتون كل يوم كما قال أحد الأولياء. وهذا يُفسّر أيضاً اللامبالاة في بعض الحالات أننا لا نريد أصدقاء جدد لكوننا نعلم ان لدينا أصدقاء آخرين يحبوتنا. قصارى الكلام فإن للنوم أثر على حياتكم أكثر مما تظنون. بواسطة النوم تظل الأرواح المتجسدة على اتصال دائم بعالم الأرواح وذلك هو ما يجعل الأرواح الرفيعة المقام تقبل دون تردد أن تتجسد بينكم ولكن شاء الله أثناء احتكاكهم بالدنيئة أن يتمكنوا من الرجوع ليتصلوا بمنبع الخير فلا يسقطوا هم أيضاً ، هم الذين يعلّمون غيرهم أما النوم فهو الباب الذي فتحه الله لهم ليتصلوا بأصدقائهم الذين السماء وهو كالاستراحة بعد العمل بأتظار يوم الخلاص الكبير يوم التحرر النهائي الذي سيهيدهم إلى بيئتهم الحقيقية
•	يلوح لنا احياناً انا نسمع في صميمنا كلمات ملفوظة بوضوح ولا صلة لها بتاتاً بما يشغل فكرنا، ما سبب ذلك؟ فعلاً وتسمعون حتى جملاً كاملة، وبخاصة عندما تبدأ الحواس تفتر، ذلك هو أحياناً صدى ضعيف لصوت روح يود الاتصال بك
•	أثناء النوم أو الغفوة تاتي احياناً إلى خلدنا أفكار تبدو أنها حسنة جداً ثم تنمحي من ذاكرتنا يرغم مجهودنا لنتذكرها، من أين تأتي تلك الأفكار؟ هي نتيجة تحرر الروح لأن الروح تتحرر وتتمتع بمقدراتها بقدر أكبر خلال هذه الفترة، وهي أيضاً في أحيان كثيرة إرشادات آتية من أرواح أخرى 
•	 ما منفعة هذه الأفكار وهذه الإرشادات مادمنا لا نتذكرها ولا نستطيع الاتتفاع منها؟ هذه الأفكار تخص أحياناً عالم الأرواح أكثر مما تخص عالم الجسد، ولكن معظم الأحيان ان كان الجسد ينساها فالروح تتذكرها وتعود الفكرة في الوقت اللازم كإلهام يطرأ في تلك اللحظة. 
•	في اللحظات التي تكون فيها الروح المتجسدة متحررة من المادة وتتصرّف كروح، هل هي تعلم أوان موتها؟ كثيراً ما تستشعره، وأحياناً تشعر به بشكل جلي جداً، ذلك هو ما يعطيها في حالة اليقظة دراية بداهية به، وما يجعل أحياناً أشخاص يتنبأون بموتهم بدقة كبيرة
•	 من الممكن ان نشاط الروح أثناء استراحة الجسد أو أثتاء النوم يجعل الجسد يشعر بالتعب؟ أجل، لأن الروح مرتبطة بالجسد كما المنطاد مرتبط بالعمود، ويما ان هزات المنطاد تهز العمود، فإن نشاط الروح يُحدث رد فعل على الجسد، وقد يجعل الجسد يشعر بالتعب

#### زيارات أرواحية ببن الأحياء
•	من نظرية تحرر الروح أثناء النوم يبدو لنا أننا نعيش حياة مزدوجة في نفس الوقت، حياة الجسد التي تمدنا بحياة الاتصالات الخارجية، وحياة الروح التي تمدنا بحياة الاتصالات الخفية، أهذا الاستنياط صحيح؟ خلال التحرر تُخلي حياة الجسد الجو لحياة الروح، ولكنهما ليستا - بحصر المعنى – حياتان، بل بالأحرى مرحلتان من نفس الحياة، إذ أن الإنسان لا يعيش مزدوجاً
•	أمن الممكن لشخصين يعرفان بعضهما أن يزورا بعضهما خلال النوم؟ أجل، وعدد كبير غيرهم يعتقدون بأنهم لا يعرفون بعضهم، يجتمعون ويتحادثون، قد يكون لك أصدقاء في بلد آخر دون أن تدري، وهذه الزيارات أثناء النوم للأصحاب والأقارب والمعارف وللذين في إمكانهم مساعدتكم تحدث بتكرار كبير إلى درجة أنكم تكادون تقومون بها كل ليلة
•	 ما هي منفعة هذه الزيارات الليلية ما دمنا لا نتذكرها؟ عادة بعد الاستيقاظ يتبقى منها بداهة في الذهن، وكثيرا ما يكون ذلك مصدراً لبعض الأفكار التي تأتي إليكم تلقائياً دون أن تفهموا كيف أتت، والتي ليست سوى ما اقتُبِسَ من تلك المحادثات
•	هل بوسع الإنسان أن يحقق حدوث الزيارات الأرواحية إرادياً، هل بإمكانه مثلاً أن يقول عندما يرقد لينام هذه الليلة: أريد ان التقي كروح مع فلان وأتكلم معه وأقول له ذلك الشيء؟ هذا ما يحصل في الواقع، يرقد الإنسان لينام فتستيقظ روحه، ولكن ما صمم الإنسان بآن يعمله غالباً لا تمر الروح عليه، إذ أن حياة الإنسان تهمّ الروح قليلاً عندما تكون خارج المادة، ولكن يحدث هذا للذين حصلوا على ارتقاء روحي لا بأس به، أما الآخرون فيقضون حياتهم الروحية بوجه مختلف جداً، ينقطعون إلى أهوائهم أو لا يفعلون شيئاً بتاتاً. وهكذا يحسب الغرض الذي يقصده الإنسان، قد يحدث أن تذهب الروح لتزور الأشخاص الذين تريد أن تزورهم، لكن ما يرغبه الإنسان وهو يقظ ليس سبباً يلزم الروح به.

#### التروبص (الروبصة)
المروبَص لا يرى الأشياء من المكان الذي يوجد فيه جسده أو كمن يرى أشياء بعيدة بالمنظار، ولكن هو يراها موجودة أمامه كأنه موجود في ذات المكان حيث الأشياء موجودة، وذلك لأن روحه تذهب هناك فعلاً. لهذا السبب يكون جسده كأنه منعدم وييدو بلا شعور حتى تعود الروح إليه وتتملكه ثانية. هذا الانفصال الجزئي انفصال الروح عن الجسد هو حالة غير عادية قد تكون مدتها طويلة أو قصيرة نسبياً ولكن لها أجلاً، وهي سبب التعب الذي يشعر به الجسد بعد وقت خاصة عندما تقوم الروح بعمل يحتاج إلى نشاط كبير. وبما أن بصر النفس أي يصر الروح غير محدّد وليس هناك مركز معين له فهذا يفسر لماذا لا يستطيع المروبصون أن يحددوا له عضواً خاصاً، فهم يرون لأنهم يرون دون أن يعرفوا لماذا يرون وكيف يرون، إذ أن البصر ليس له بؤرة ذاتية لهم كروح. ويُرينا الاختبار ان المروبصين يتلقون إخبارات بسهولة مع الأرواح الأخرى المتجسدة أو اللامتجسدة، وينشأ هذا الاتصال من احتكاك الموائع التي تتكون منها إطارات الأرواح والتي تقوم بنقل الفكر كالسلك الكهربائي، ولذلك لا يحتاج المروبص أن يتكشف له الفكر بالكلام فهو يشعر به ويحزره.. يُشاهد ذلك في الوصفات الطبية مثلاً، ترى روح المرويص المرض ولكن روحاً آخر هو الذي يصف الدواء، وهذا العمل المزدوج في بعض الأحيان واضح جداً، ويظهر من ناحية أخرى من عبارات كهذه: (يقولون لي ان أقول) أو (لا يسمحون لي ان أقول) وفي هذه الحالة الأخيرة يوجد خطر حين يلحّ الشخص لمعرفة شيء رفض إفشاءه له، لأن الأرواح الطائشة حينذاك تُعطى الفرصة للتدخل فتتكلم في كل الأمور باستهتار ودون ميالاة بالحقيقة.
من خلال ظواهر الترويص سواء كان طبيعياً أو مغناطيسياً تُعطينا العناية الإلهية البرهان على وجود الروح واستقلالها، وتجعلنا نرى مشهداً سامياً وجليلا، هو مشهد تحرّرها. عندما يصف المترويص ما يحَدّث عن بعد فلا شك أنه يراه ولكن لا بعيني الجسد، بل يرى نفسه هناك ويشعر بأنه انتقل إلى ذلك المكان فعلاً، يوجد هناك إذن شيء ما منه في ذلك المكان، وبما أن هذا الشيء ليس هو جسده، فلا بد أن تكون نفسه أو روحه.
في الحلم والروبصة تتجول الروح في العوالم الأرضية. أما في الانخطاف فهي تدخل إلى عالم مجهول هو عالم الأرواح الأثيرية، وتتخاطب معها دون أن تتخطى مع ذلك بعض حدود لا يجوز لها أن تجتازها قبل أن تنقطع كلياً الروابط التي تقيّدها إلى الجسد، فتُحيط بها حالة بهية لم تعرفها من قبل، وتُطرِيُها ألحان مجهولة على الأرض، وتكتنهها غبطة لا تُوصف، فتتنعّم سلفاً بالسعادة السماوية، ويصح القول يأنها تضع قدما على عتبة الأبد. أثناء حالة الانخطاف يكاد انعدام الجسد يكون كاملاً ولا بيقى فيه ان صح القول إلا الحياة العضوية، فتبدو النفس كأنها مُعلقة بخيط قد ينقطع بأدنى مجهرد انقطاعا بلا عودة. في هذه الحالة تزول كل الأفكار الأرضية لتفسح المجال للشعور المطهّر الذي هو ذات كنه كياننا اللامادي، وإذا المنخطف بِرمّته في تلك المشاهدة الرائعة، يعيش الحياة كوقفة مؤقتة وأن أمتعة هذه الدنيا وشرورها وملذاتها البهيمية ونكباتها لا تعدو كونها حوادث تافهة في رحلة يُسَرُّ لدنو أجلها.

#### معرفة الأرواح لأفكارنا
•	هل ترى الأرواح جميع ما نفعله؟ يستطيعون ان شازوا إذ أنهم يحيطون بكم على الدوام إلا أن كل واحد منهم يرى فقط الأشياء التي يُوجَه إليها انتياهه إذ أنه لا يلتفت إلى الأشياء التي لا تهمّه
•	 هل تقدر الأرواح أن تعرف دخائل أفكارنا؟ كثيراً ما تعرف حتى ما كنتم تودون أن تخفوه على أنفسكم، إذ لا يمكن أن تخفوا عن معرفتهم لا أعمالكم ولا أفكاركم
•	بناء على ما تقولون، إذن فإن إخفا أمر ما عن شخص حي أسهل من إخفائه عن الشخص ذاته بعد موته؟ دون شك، وعندما تظنون أنكم تعملون شيئاً في خفاء تام كثيراً ما يكون يجانبكم عدد غفير من الأرواح يشاهدونكم
•	 ماذا تظن عنا الأرواح التي تحيط بنا وتراقبنا؟ يتوقف ذلك على نوعها فالأرواح المهرّجة تسر من الإزعاجات التي تثيرها لكم وتهزأ من قلة صبركم عليها، أما الأرواح الرزينة فهي تشفق على تخبّطكم وتحاول أن تساعدكم.

#### الأرواح وتأثيرهم الخفي على أفكارنا وأقعالنا
•	أتوثر الأرواح على أفكارنا وأفعالنا؟ نعم، أن تأثيرهم أكبر مما تظنون إذ أنهم عادة هم من يقودونكم
•	 هل تطرأ علينا أفكار آتية منا وأخرى موحاة ُإلينا؟ النفس هي روح مفكرة، وأنتم تعلمون ان عدة أفكار تأتي إليكم في ان واحد في الأمر ذاته، وكثيراً ما يكون البعض منها متناقضاء مع البعض الآخر، والسبب هو ان بعضها منكم والأخرى من الأرواح، وذلك هو ما يجعلكم ترتابون لأنكم أمام رأيين يتصارعان
•	 كيف تُميّز بين الأفكار الآتية منا والأفكار الموحاة إلينا؟ عندما توحى إليكم فكرة فهي كصوت أحد يكلمكم، أما الأفكار الآتية منكم فهي التي تخطر عادة ببالكم أولاً. على كل حال ليس هناك منفعة كبيرة لكم في هذا التمييز، ومن الأفضل للانسان أن لايعلم ذلك لآنه إذ ذاك يتصرف بحرية كبيرة فإن قَرّر أن ينتهج سلوكاً صالحاً فهو يفعل ذلك عن رضى وإن انتهج طريق الضلال تكون كل المسؤولية عليه
•	أيستلهم الأذكياء والعباقرة أفكارهم دائماً من دخيلتهم؟ تأتي الأفكار إليهم أحياناً من روحهم ذاتها، ولكن في الكثير من الأحيان توحيها إليهم أرواح أخرى تعتبرهم جديرين بفهم تلك الأفكار ومؤتمنين على إذاعتها. عندما لا يجد الأذكياء والعباقرة الأفكار فيهم ينادون الوحي فتكون مناداتهم بمثابة استحضار الأرواح دون أن يدروا
•	 كيف تُميّز إذا كانت الفكرة الموحاة إلينا تأتي من روح صالح أو من روح شريرة؟ ادرسوا الفكرة ترشد الأرواح الصالحة دائماً إلى الصلاح فعليكم أن تميّزوا
•	 لأي غرض تدفعنا الأرواح المتآخرة إلى الشر، هل ذلك يقلّل شقائهم؟ كلا، وإنما يفعلون ذلك لأنهم يغارون عندما يرون أناساً سعداء
•	 ما نوع الشقاء الذي يريدون ان نقاسيه؟ النوع الذي ينجم من كونهم من درجة دنيا ومبتعدين عن اللّه
•	 لماذا يسمح الله للأرواح أن تدفعنا إلى الشر؟ الأرواح المتأخرة هي أدوات لاختبار إيمان الناس وثباتهم في الصلاح، أنت لكونك روحاً يجب عليك أن تتقدم في علم اللانهاية، ولهذا السبب تمر بتجارب الضلال لتصل إلى الصلاح، مهمَة الأرواح الصالحة هي أن تقودك إلى السبيل الصالح، وعندما تطرأ عليك تأثيرات شريرة فلأتك تناديها برغبتك بالشر، إذ أن الأرواح الدنيا تأتي لإعانتك على الشر عندما تريد أن ترتكبه، ولا تستطيع أن تعينك على الشر إلا إذا أردت الشر. فإذا كنت ميالاً إلى القتل فسيأتي إليك سرب أرواح ليحفظوا هذه الفكرة ساخنة فيك، ولكن سيأتي إليك أيضاً غيرهم يحاولون أن يؤتروا عليك تأثيراً صالحاً، وهذا يعيد التوازن بين التأثيرين ويجعلك صاحب الإختيار. هكذا يدع الله ضميرنا يختار الطريق الذي سنسلكه ويعطينا الحرية لأن نذعن إلى أحد التأثيرين المتناقضين اللذين يؤثران علينا.
•	أنستطيع ان نتحرّر من تأثير الأرواح الذين يراودوننا على الشر؟ أجل، لأنهم يلحقون فقط بالذين يستحضرونهم بشهواتهم أو يجتذبونهم بأفكارهم
•	إن قاومنا تآثير الأرواح علينا يقوة إرادتنا هل يقلعون عن محاولأنهم؟ وماذا تريد أن يفعلوا إذن، عندما يرون أنهم لن يحصلوا على شيء يتركون المكان وينسحبون
•	 كيف نُبطل تأثير الأرواح الشريرة علينا؟ بعمل الخير، وبوضع كل ثقتكم بالله تقاومون تأثير الأرواح الدنيا، وتهدمون محاولاتهم للسيطرة عليكم، احذروا من الإنصات إلى إيعازات الأرواح التي تخلق فيكم أفكاراً سيئة وتُحرضكم على الخلاف بينكم وتُثير فيكم جميع الأهواء الرديئة، احترسوا بالأخص من الأرواح التي تُعظمكم لإثارة كبريائكم إذ تصيبكم في نقطة ضعفكم.
•	الأرواح الذين يحاولون أن يدفعونا إلى الشر ويزعزعوا ثباتنا في الصلاح، هل كُلِّفوا بهده المهمة؟ وإن كانت مهمة ينجزونها فهل هم مسؤولون عنها؟ لا يُكلف أي روح بمهمة التحريض على الشر، فعندما يُصَلل أحد فهو بإرادته الشخصية، ومن ثم سيتحمل عواقب عمله. قد يسمح الله لروح بذلك، لتجريتكم، ولكن الله لا يأمره بذلك، وعليكم أنتم أن تردّوه
•	 عندما نشعر بحالة قلق شديد وبهم لا يُفسّر نوعه أو بحالة اغتباط باطني دون سبب معروف هل ينجم هذا الشعور من حالة جسدية فقط؟ في غالبية الأحيان هي اتصالات تحدث مع الأرواح دون علمكم أو مخابرات حدثت معهم أثناء النوم
•	 الأرواح الذين يريدون أن يحثونا على الشر هل يستغنمون الظروف التي نحن فيها فقط أم يسببونها أحياناً؟ يستغنمون الظروف، ولكن كثيراً ما يثيرونها فيكم، بدفعكم نحو ما تبتغونه دون علمكم، فمثلاً إذا وجد رجل في طريقه مبلغاً من المال فلا تظن ان الأرواح هم الذين جليوا المبلغ إلى ذلك المكان، ولكن من الممكن أن يدخلوا في روعه الفكرة بأن يتجه إلى تلك الناحية وحينئد يوحون إليه فكرة الاستيلاء على المال، بينما توحي إليه أرواح أخرى بتسليمه إلى صاحبه، ويحدث نفس الحال كافة التجارب

#### تودد الأرواح إلى بعض الأشخاص
•	هل تهتم الأرواح بمصائبنا ورفاهيتنا، والذين يتمنون لنا الخير هل يحزنون ما نقاسيه من المحن أثناء الحياة؟ تفعل الأرواح الصالحة كل الخير الذي يسعها أن تفعله وتفرح في أفراحكم، لكنها تحزن في محنكم عندما لا تحتملونها باستسلام لمشيئة الله، لأنها تصبح بلا منفعة لكم، إذ أنكم كمريض يرفض الشراب المر الذي فيه شفاءه
•	ما هو نوع الشر الذي تتكذر منه الأرواح من أجلنا أكثر، أهو الشر المادي أم الشر الأدبي؟ تتكدر من أنانيتكم وقساوة قلوبكم، فمنهما يصدر كل شر، وهم يسخرون من جميع أوجاعكم الوهمية التي نتشأ من الكبرياء والرغبات والأمنيات، ويبتهجون بالتي ينتج عنها تقصير مدة تجريتكم. الأرواح لكونها تعلم ان الحياة في الجسد مؤقتة وأن الشدائد التي تصحبها هي وسائل للوصول إلى حالة أسعد، تتكدر علينا بسبب الشرور الخُلُقية التي تُبعدنا عن تلك الحالة، أكثر مما تتكدّر من المكاره المادية لأنها زائلة. تُعطي الأرواح أهمية صغيرة للمصائب التي تؤثر فقط على أفكارنا الدنيوية، مثلما نكترث نحن قليلاً من تفاهة كروب الأطفال، لكون الأرواح ترى مصاعب الحياة وسيلة لارتقائنا، فهي تعتبرها أزمة وقتية ضرورية لتعيد الصحة للمريض، فهي تشفق على شقائنا كما نحن نشفق على شقاء صديق لنا، لكن بما أنها ترى المصاعب بنظرة صائبة فهي تُقَدّرها بشكل مخالف لتقديرنا لها وبينما ترفع الأرواح الصالحة هِمّنَا لصالح مستقبلنا تحضّنا الأرواح الأخرى على اليأس بقصد تعريضنا للفشل

#### الملائكة الحارسة - الأرواح الحامية
هناك تعليم يجب أن يقنع يجماله ونطافته أجحد الناس وهو التعليم القائل بالملائكة الحارسة. والفكرة هي: بأن بقربكم كل حين كائنات أسمى منكم، موجودة معكم لترشدكم وتسندكم وتساعدكم في تسلق جبل الإرتقاء الوعر، وهم أصدقاء أخلص وأكثر انقطاعاً لكم من أوثق العلاقات التي يمكن عقدها على الأرض. أليست هذه الفكرة من التعزية بمكان؟ هذه الكائنات موجود بقريبكم بمشيئة الله الذي وضعها بجواركم، وهي في هذا المركز حباً له تتجز بقربكم مهمة رائعة، رغم أنها شاقة فعلاً. ملاككم الحارس موجود معكم أينما كنتم، سواء في الزنزانات أم في المستشفيات أم أماكن الخلاعة أم في العزلة، ولا يستطيع أي شيء أن ييعدكم عن هذا الصديق الذي لا تستطيعون أن تروه، رغم ان كيانكم يشعر بألطف بواعثه، ويسمع إرشاداته الحكيمة. لو تيقنتم من هذه الحقيقة كم تعينكم في الساعات الحرجة وكم تنقذكم من الأرواح الشريرة. سلوا ملائكتكم الحارسة وأقيموا بينكم وبينهم تلك المؤالفة الرقيقة التي تسود بين الأصدقاء المقرَيين، لا تحاولوا أن تخفوا عنهم شيئاً، إذ أن لديهم بواصر إلهية، فأنتم لا تستطيعون خداعهم، فكروا في المستقبل واسعوا لتتقدّموا في هذه الحياة، لكي تقصر تجاربكم وتسعد حيواتكم، شدوا عزمكم وادخلوا الطريق الجديد الذي ينفتح أمامكم، تقدموا، فلديكم مرشدون اتبعوهم ولن تُخطئُوا الهدف، إذ أن هذا الهدف هو الله ذاته.
•	هل توجد أرواح تتعلق بشخص معين لتحميه؟ أجل، الأخ الروحي، وهو ما تسمونه بالروح الصالح أو الجنّي الصالح
•	 ما معنى كلمة الملاك الحارس؟ معناها روح حامٍ من درجة مرتقية
•	[ما هي مهمة الروح الحامي؟ مهمة الوالد تجاه أولاده، أي قيادة محروسه في السبيل السوي، وإعانته بإرشاداته وتعزيته في شدائده وشد عزيمته في محن الحياة
•	هل يرتبط الروح الحارس بالشخص منذ ولادته؟ من الولادة حتس الموت، وفي الكثير من الأحيان يصحبه في الحياة الروحية وحتى في عدة حيوات جسدية، إذ أن هذه الحيوات هي مجرد فترات قصيرة جداً بالنسبة إلى حياة الروح
•	 هل مهمة الروح الحامي طوعية أم إلزامية؟ الروح ملتزم بأن يحافظ عليكم لأنه قَبِلَ هذه المهمة، ولكنه يختار الأشخاص الذين يشعر بانجذاب نحوهم، وهي لبعض الأرواح مهمة يقبلونها بسرور، ولغيرهم رسالة أو واجب
•	أيهجر الروح الحارس محروسه أحياناً إذا كان عاصياً لإرشاداته؟ يبتعد عنه إذا رأى ان إرشاداته غير مؤثرة وأن الرغبة بالخضوع لنفوذ الأرواح الدنيا قوية، ولكنه لا يهجره أبداً بالتمام، ويُسمعه صوته كل حين، وفي هذه الحال فإن الإنسان هو الدي يسد مسامعه، ومع دلك فحالما بناديه يرجع إليه
•	هل يصحب الروح الحارس محروسه كل حين، أهناك ظروف يبتعد فيها عنه دون أن يهجره؟ هناك ظروف حيث لا لزوم لوجود الروح الحارس بجوار محروسه
•	هل يأتي وقت لا يحتاج فيه الروح إلى ملاك حارس؟ أجل، عندما يصل إلى درجة تجعله يستطيع أن يدير نفسه بنفسه، مثلما يأتي وفت لا يحتاج التلميذ فيه إلى أستاذ، لكن ذلك لا يحدث على أرضكم
•	أيشعر بالحزن الروح الحارس الذي يرى محروسه ينهج طريقا مضلا برغم إنذاراته، أليس هذا الأمر سبباً للقلق لسعادته؟ إنه يحزن لأخطائه ويشفق عليه، ولكن هذا الكدر لا يتضمن أهوال الأبوة المعروفة على الأرض، لأنه يعرف ان هناك دواء للداء، وإن من لا يعمل اليوم سيعمل غداً.
•	أمن الممكن ان نعرف اسم الروح الذي يحمينا أي ملاكنا الحارس، كيف نستغيث به إذا لم نعرفه؟ أعطوه الاسم الذي تريدون، أو اسم روح سام تتجذبون إليه أو تُجلونه وسيلبي روحكم الحارس نداءكم، إذ أن كل الأرواح الصالحة أخوة يتعاونون بين بعضهم
•	بعد عودتنا إلى العالم الأرواحي هل سنتعرّف على روحنا الحارس؟ أجل، إذ أنكم في أحيان كثيرة كنتم تعرفونه قبل أن تتجسدوا
•	الناس الذين هم في حالة توحش أو تأخر أدبي، هل لهم أيضاً أرواحهم الحارسة، وفي هذه الحالة هل هذه الأرواح هي من درجة عالية كالذين يحرسون أشخاصاً متقدمين جداً؟ لكل شخص روح يحرسه، ولكن المهمات تتناسب مع غرضها، فأنتم لا تخصصون للولد الذي يتعلم الهجاء أستاذاً في الفلسفة. تتبع درجةُ تقدم الروح المؤنس درجةَ تقدم الروح المحروس، فمع ان لك أنت بالذات روحاً سامياً يحرسك فقد تصبح أنت بدورك الحارس لروح أدنى منك مكانة، وإعانتك له في الإرتقاء ستساهم في ارتقائك. لا يطلب الله من الروح أكثر مما في قدرة طبقته والدرجة التي وصل إليها
•	بجانب الروح الحارس هل يوجد روح سيئ مرتبط بكل فرد من أجل أن يدفعه إلى الضلال، وأن يعطيه فرصة ليكافح بين الصلاح والضلال؟ ليست كلمة «مرتبط» الكلمة الصحيحة، تسعى الأرواح السيئة لتبعد الناس عن الصراط المستقيم، كلما وجدت الفرصة ولكن عندما يرتيط روح سيئ بشخص فهو يفعل ذلك من نفسه، لأنه يأمل أن يصغي الشخص إليه وحينئذ يحصل عراك بين الصالح والسيئ، ويفوز الروح الذي يدعه الإنسان يسيطر عليه
•	أمن الممكن أن يكون لنا عدة أرواح حارسة؟ لكل إنسان أرواح ودودة ومرتقية كثيراً أو قليلاً تحبه وتهتم به، كما ان له أيضاً أرواحا يدفعونه إلى الضلال
•	نظراً إلى أن الأرواح تنجذب إلى الأفراد من جراء شبهها لهم هل تنجذب أيضاً إلى اجتماعات أفراد لأسباب خاصة؟ تُفضل الأرواح أن تذهب إلى حيث يوجد نظراؤها، إذ بجوارهم يكون الأرواح على راحتهم ومتأكدين من ان هؤلاء القوم سينصتون إليهم، يجتذب الإنسان الأرواح إليه بحسب نزعاته، سواء أكان وحده أم كان مع جماعة، مثل جمعية أو مدينة أو شعب، وهكذا يوجد جمعيات ومدن وشعوب تساعدها أرواح ذات ارتقاء متناسب مع درجة ارتقاء الطباع والأهواء السائدة في هذه الجماعات، وخاصة القوانين، لأن طبع الأمة ينعكس على قوانينها، فأولئك الذين يعملون كي تسود العدالة بين الناس: يحاربون نفوذ الأرواح السيئة، وأينما تسمح القوانين بحالات ظالمة ومضادة للإنسانية: تكون الأرواح الصالحة أقلية، بينما تكون عامة الأرواح الرديئة هي التي تتوافد كي تثبت الأمة على أحوالها، وتُشل التأثيرات الحسنة الفردية المبعثرة بين الجمع كسنبلة منعزئة بين الشوك، وكل من يدرس عادات وخلّق شعوب أو تجمعات بشرية بأسرها يسهل عليه أن يتصور نوع الشعب الخفي الذي يتدخل في أفكارهم وفي أعمالهم

#### الاستشعارات
•	هل الاستشعار هو دائماً إنذار من الروح الحارس؟ الاستشعار هو نصيحة صميمة وخفيّة تأتي من روح يود الخير لكم، وهو أيضاً بديهة لما اخترتم، فهو صوت الغريزة إذ يعلم الروح قبل أن يتجسّد المراحل الرئيسية التي سيمر بها في حياته وأي نوع من التجارب سيلتزم بها، فهو يحتفظ بشعور عنها في قرارة نفسه، وهذا الشعور الذي هو صوت الغريزة لدى استيقاظه عندما يدنو الوقت يصبح استشعارا
•	 نظراً ان الاستشعارات وصوت الغريزة شيثاً مبهماً دائماً، ماذا يجب علينا ان نفعل خلال حيرتنا؟ عندما تكون في حالة من الإبهام استنجد بروحك الصالح، أو اطلب من اللّه رب الكل أن يرسل إليك أحد رسائله
•	 هل تهتم إنذارات الأرواح الحارسة بسلوكنا الأدبي فقط أم تشمل أيضاً المسلك الذي يجب علينا ان نسلكه في أمور حياتنا الشخصية؟ تهتم بجميع الأشياء إذ أن الأرواح تحاول أن تجعلكم تعيشون بأحسن طريقة ممكنة، غير أنه في الكثير من الأحيان تسدون أذنيكم للإرشادات الصالحة. تساعدنا الأرواح الحامية بنصائحها بواسطة صوت الضمير الذي تجعله يتكلم داخلنا، ولكن نظراً لأننا لا نُعطي لنصائحها الأهمية اللازمة فهي تلجأ إلى إرشادات مباشرة بواسطة الأشخاص الذين يحيطون بنا، فإذا فحص كل إنسان مختلف الظروف السعيدة والمحزنة في حياته فسيتضح له أنه في مناسبات عديدة جات إليه نصائح ينتفع منها دائماً، وأنه لو كان قد استمع إليها لكان تجتّب مضايقات عديدة لنفسه

#### تاثير الأرواح على أحداث الحياة
•	هل تمارس الأرواح تأثيراً على أحداث الحياة؟ دون شك فهي التي ترشدك
•	 أتستطيع الأرواح أن تبعد المصائب عن بعض الأشخاص وأن تجلب لهم اليسر؟ ليس كلياً، إذ أن هناك مصائب هي من إرادة اللّه، ولكن الأرواح تخفف أوجاعكم بإعطائكم الصبر والتسليم لمشيئة اللّه. ليكن في علمكم أيضاً أنه يتوقف عليكم الكثير من الأحيان أن تبعدوا تلك المصائب أو على الأقل أن تخففوها، فقد وهبكم الله الذكاء لتستعملوه، ففي هذه الظروف تأتي الأرواح لتعينكم بإيحائها إليكم أفكاراً مناسبة للحال، لكنها لا تساعد إلا الذين يساعدون أنفسهم، وهذا هو معنى تلك الكلمات: اطلبوا فتجدوا اقرعوا فيفتح لكم. وليكن في علمكم بعد ان ما يترائى لكم أنه شر ليس هو شر دائماً، وفي الكثير من الأحوال سوف ينتج عنه خير أكبر بكثير من الشر، وذلك هو مالا تفهمونه لأنكم تعيشون فقط في اللحظة الحاضرة أو في شخصكم
•	 هل تستطيع الأرواح أن يجلبوا الرخاء والثراء لو التمسناه منهم؟ أحياناً كتجربة لكم، ولكنهم في الكثير من الأحوال يرفضون، كما يُرفض لولد طلب متهور 
•	أهي الأرواح الصالحة أم السيئة التي تهب هذه النعم؟ كلاهما، إذ تتوقف التلبية على نية الملتمس، ولكن الأرواح السيئة غالباً ما تريد أن تجركم إلى الشرّ، إذ أنها ترى استجابتكم طريقة سهلة لإسقاطكم بواسطة الملذات التي يوفرها الثراء
•	عندما يبدو لنا ان عقبات تعاكس مشاريعنا ولا مفر منها، أيكون ذلك من تأثير روح ما؟ أحيانا من تأثير الأرواح، ولكن في أحيان أخرى بسبب أخطائكم في إدارة شؤونكم، إذ يؤثر كثيراً المتصب والطبع في ذلك. ان أصررتم على أن تسلكوا طريقاً ليس هو طريقكم، فالأرواح غير مسؤولة عما يحدث لكم، وستكونون أنتم وحدكم جنكم الشرير
•	 عندما يحدث لنا شيء يسعدنا، أهو روحنا الحارس ائذي يجب علينا ان نشكره؟ اشكروا الله بالأخص، إذ دون إذنه لا يحدث شيء بتاتاً، ثم أرواح الصلاح لكونهم كانوا وسطاءه فيما حدث
•	ماذا يحصل ان أهملنا ان نشكره؟ يحصل ما يحصل لناكري الجميل
•	لكن هناك أناس لا يصلون ولا يشكرون وناجحون في كل شيء؟ أجل، ولكن يجب أن تنظر إلى نهايتهم، فهم سيدفعون ثمنأ كبيراً لهذه السعادة الزائلة التي لا يستحقونها فبقدر ما يحصلون على خيرات بقدر ما عليهم أن يدفعوا

#### التعاقد مع الأرواح
•	أهناك أساس لمسألة التعاقد مع الأرواح الشريرة؟ كلا، لا يوجد تعاقد، بل أشخاص في ذوي فطرة شريرة تنجذب إلى أرواح شريرة، مثلاً أنت تريد أن تضايق جارك ولا تعرف كيف تعمل، فتنادي إليك أرواحاً دنيا تريد الإساءة مثلك لتساعدك، وهي تريد أن تستعملك في مقاصدها، غير أنه لا يترتب على ذلك ان جارك لا يستطيع أن يتخلص منهم بمؤامرة عكسية وبقوة إرادته، من يرغب بأن يرتكب عملا شريراً يدعو بمجرد رغبته أرواحاً شريرة لتعينه، فيضطر أن يخدمهم مثلما يخدمونه في مقاصده، إذ أنهم أيضاً يحتاجون إليه لأغراضهم الشريرة، وفي ذلك التبادل فقط يكون التعاقد
•	 ما معنى الأساطير الخيالية التي تروى ان أشخاصاً قد باعوا روحهم إلى إبليس لينالوا منه بعض نِعَم؟ تحوي جميع الخرافات تعليماً ومغزى أدبياً، خطؤكم هو أنكم تفسرونها بنصها الحرفي. إنها تمثيل يمكن تفسيره كما يلي: من ينادي الأرواح ليطلب منهم أن يساعدوه للحصول على الثراء أو على أية نعمة أخرى ، فهو الحقيقة يتذمّر ويتمرّد على العناية الإلهية، إذ أنه يفرط بالمهمة التي أعطيت إليه وبالتجارب التي كان عليه أن يتحملها في هذه الدنيا، لذلك سيتحمل العواقب في الحياة القادمة. لا يعني ذلك ان مصير روحه هو الشقاء على الدوام، ولكن لكونه ينغمس في المادة أكثر فأكثر بدلاً من أن يتحرّر منها، فكل ما ناله من مسرّات على الأرض لن يناله في عالم الأرواح إلى أن يكفر عنه بتجارب جديدة ربما أكبر وأشق منها، فهو بحبّه للملذات المادية يضع نفسه تحت سيطرة الأرواح النجسة، فيتشأ بينهم وبينه تعاقد مضمر يقوده إلى خرابه، رغم ان من الممكن كل حين أن يفسخه بمساعدة الأرواح الصالحة ان عزم على ذلك عزماً حازماً

#### القوة الخفية، الطلاسم، السحارون
•	ماذا يكون مفعول الصيغ والشعائر التي بواسطتها يزعم بعض الأشخاص أنهم يتصرفون كما يريدون بالأرواح؟ المفعول هو أن يثيروا ضحكة الناس، ان كانوا يعتقدون به فعلاً أما ان كانوا لا يعتقدون به فهم خداعون يستحقون عقاباً. ان جميع الصيغ شعبدة وليس هناك أي قول سرى أو أي رمز سحري أو أي طلسم له تأثير ما على الأرواح، إذ أن ما يجذبهم هو الفكر فقط وليس الأشياء المادية
•	ألم تعمل أحياناً بعض الأرواح صيغاً سحرية؟ أجل، هناك أرواح تدلكم على رموز وأقوال غريبة، أو تفرض عليكم بعض أفعال لتعملوا بواسطتها ما تسمونه بتعويذات، لكن تأكدوا جيداً أنهم أرواح يسخرون يكم ويهزؤون من سذاجتكم
•	 من يثق خطا أو صواباً بما يسميّه بمفعول الطلسم، ألا يستطيع بهذه الثقة أن يجتذب إليه روحاً لأن الفكر حينذاك هو الذي يعمل، بينما الطلسم هو مجرد رمز يساعده على توجيه الفكرة؟ فعلاً، ولكن يتوقّف نوع الروح المجتذب على سلامة الطوية ورفعة المشاعر، ولكن في أغلب الأحيان من هو بسيط إلى درجة أنه يعتقد بتأثير الطلسم فغرضه مادي أكثر منه خلقي، وعلى كل حال يدل ذلك على انحطاط وضعف في الأفكار يُعرّضان الشخص لنتسلط عليه الأرواح المتأخرة والساخرة
•	 أهو صحيح ان بعض الأشخاص موهوبون مقدرة إبراء الأمراض بمجرد المس؟ قد تصل القوة المغناطيسية إلى هذه القدرة عندما تكون معززة بصفاء المشاعر، ورغبة صادقة بعمل الخير، عندئد تأتي الأرواح الصالحة وتساعد في الإبراء. ولكن يجب الحذر من الحكايات المغرضة التي يرويها أناس يستغلون سرعة التصديق لمصلحتهم
•	أتستطيع البركات واللعنات أن تجذب الخير والشر إلى الذين تُوجّه إليهم؟ لا يستمع الله إلى لعنة ظالمة، ويدين من ينطقها، ونظراً إلى أن فينا القريحتين المضادتين البر والشر، فقد يوجد تأثير وقتي حتى على المادة، وعلى أي حال فغالباً ما يُلعن الأشرار ويبارك الأبرار، لا تستطيع آبدأ البركة واللعنة أن تبعد العناية الإلهية عن طريق العدالة، فهي لا تضرب الملعون إلا إذا كان سيثاً ولا تحمي إلا من يستحق حمايتها

#### أشغال ومهمات الأرواح
•	الأرواح الذين ارتقوا إلى أعلى درجة وما عادوا يحتاجون إلى اكتساب معارف أيمكثون في سكون كامل ام يقومون بأشغال أيضاً ؟ أتريدهم أن يظلوا عاطلين إلى الأيد! العطالة الأبدية قد تكون لهم عذاباً ابدياً
•	ما هو نوع اشغالهم؟ استلام أوامر الله رأساً منه، ونقلها إلى الكون بأسره، والسهر على تنفيذها
•	 أتشتغل الأرواح على الدوام؟ أجل، بمعنى أن تفكيرهم في نشاط خيري دائم، إذ أنهم يعيشون حياة فكرية، ولكن يجب أن لاتشبّهوا أشغال الأرواح بأشغال البشر المادية، فإن هذا النشاط ذاته هو متعة لهم لعلمهم أنهم نافعون
•	 يهم ذلك بخصوص الأرواح الصالحة، ولكن هل هذه الحالة تنطبق أيضاً على الأرواح المتأخرة؟ تشتغل الأرواح المتأخرة في أشغال ملائمة لطبيعتها، هل تأتمنون أنتم الجاهل أشغالاً تحتاج إلى أحد مثقف
•	بين الأرواح هل هناك من هم بطالون أو لا يشتغلون بأية حاجة نافعة؟ أجل، ولكن هذه الحالة وقتية وتتوقف على تطوّر ذكائهم، فعلا يوجد بين الأرواح كما يوجد بين الناس أرواح يعيشون لنفسهم فقط، إلا أن هذا الفراغ يسئمهم، وعاجلاً أو أجلاً تجعلهم الرغبة بالإرتقاء يشعرون بالاحتياج إلى العمل، ويُسرون حين يصيروا نافعين لغيرهم. نتكلم هنا عن الأرواح الذين وصلوا إلى درجة الوعي لنفسهم ولحرية اختيارهم، إذ أنهم في بدايتهم كانوا كأطفال ولدوا حديثاً وينقادون بالغريزة أكثر مما بإرادة عازمة
•	هل تنظر الأرواح أعمالنا في الفنون وهل تهتم بها؟ تنظر فيما يدل على ارتقاء الأرواح وتقدمها
•	ما هو نوع مهمة الفاتح الذي يهدف فقط إلى إرضاء طموحه، والذي من أجل أن يصل إلى غرضه لا يتراجع أمام البلايا التي يسببها أينما مر؟ في معظم الأحيان لا يعدو كونه أداة يستعملها الله لإنجاز مقاصده، وهذه البلايا هي أحياناً وسيلة تجعل شعباً ما يتقدّم سريعاً
•	ما هو نوع المهمات التي تكلف بها الأرواح غير المتجسدة؟ مهمات متنوعة جداً إلى درجة ان وصفها قد يكون مستحيلاً، فضلاً عن ذلك هناك مهمات لا يسعكم فهمها فالأرواح تنفذ مشيئات اللّه وأنتم لا تستطيعون اكتناه مقاصده. تسعى مهمات الأرواح إلى الخير دائما سواء كأرواح أم كبشر، وتكون هذه الأشغال متكافئة مع درجة تقدمهم، فهم مكلفون بأن يساعدوا على تقدم البشرية والشعوب والأفراد، وأن يمهدوا السبل لبعض الأحداث وأن يسهروا على تتميم بعض الأشياء، يقوم بعضهم بمهمات أقَلّ اتساعاً أو مهمات شخصية نوعاً ما كإسعاف المرضى والمنازعين والمنكويين والسهر على الذين يؤتمنون عليهم فيصبحون مرشديهم وحارسيهم ليهدوهم بنصائحهم أو بالأفكار الصالحة التي يوحونها إليهم، يجوب بعضهم العوالم ويتعلمون ويستعدون لتجسّد جديد، وآخرون أرقى منهم يشتغلون بأمور التقدم وبتوجيه الأحداث وبإرسال أفكار ملائمة للتقدم، ويساعدون العباقرة الذين يعملون لرقي البشرية، وآخرون يتجسدون بمهمة ارتقاء، وآخرون يأخذون تحت وصايتهم الأفراد أو الأسر أو الجماعات أو المدن أو الشعوب ليكونوا ملائكتهم الحارسة أو جانهم الحامي أو أرواحاً مسالمة تعاشرهم، وآخرون أخيراً يُشرفون على ظواهر الطبيعة كوسطائها المباشرين. لذلك يصح القول بأن هناك أنواعا من المهمات قدر ما يوجد أنواع من المصالح تحتاج لمن يسهر عليها في العالم المادي أو العالم الأدبي. ويتقدم الروح بحسب كيفية تأديته للمهمة التي يؤتمن عليها
•	 ماذا تشمل مهمة الأرواح المتجسدة؟ تعليم الناس، وإعانتهم ليرتقوا، وتحسين مؤسساتهم بوسائل مباشرة ومادية، فبينما يتطهر الروح بالتجسد فهو يساهم بهذا الشكل في تتميم مقاصد العناية الإلهية، لكل أحد إذن مهمة في هذه الدنيا، لأن في وسع أي شخص أن يكون نافعاً في شيء ما
•	ماذا تكون مهمة الناس الذين لا يريدون عن قصد أن يكونوا نافعين لشيء على الأرض؟ يوجد فعلاً أناس يعيشون لأنفسهم فقط، عاجزين أن يقدموا نفعاً في أي شيء بتاتاً، هؤلاء هم أناس تعساء يستحقون الشفقة، إذ أنهم سيُكفرون بقسوة عن عدم فائدتهم المتعمدة، ويبدأ عقابهم عادة في هذا العالم بالملل وبكره الحياة
•	كيف نستدل على الإنسان المكلّف فعلاً برسالة على الأرض؟ من الأعمال العظيمة التي ينجزها ومن كونه يجعل نظراه البشرية يرتقون
•	 الأشخاص الذين سينجزون رسالة هامة هل هم معينون سلفاً لها قبل ميلادهم، وهل هم على علم بها؟ أجل، أحياناً، ولكنهم عادة يجهلونها وعندما يأتون على الأرض يكون مأربهم مبهماً، إذ أن رسالتهم ترتسم بعد ولادتهم وتبعاً للظروف، فيدفعهم الله إلى الطريق الذي فيه سينجزون مقاصده
•	عندما يعمل شخص عملا نافعأ هل يفعله كل حين بموجب رسالة مخصصة له ومقدّرة سلفاً، أم قد يكلف برسالة لم تكن في الحسبان؟ ليس جميع ما يفعله الإنسان ناجماً عن رسالة مدبّرة سلفاً، إذ كثيراً ما يكون الإنسان أداة يستعملها روح لكي ينجز شيئاً يعتيره نافعاً، فمثلاً يظن روح ان من المفيد تأليف كتاب كان سيكتبه هو لو كان متجسداً، فيبحث عن الكاتب الأكثر أهلية ليلتقط وينجز أفكاره ثم يعطيه الفكرة المقصودة ويقوده في الإنجاز. وهكذا لم يجئ هذا الشخص إل الأرض بمهمة تأليف هذا التأليف، مثل ذلك الحال نراها في بعض الأشغال الفنية أو الاكتشافات، ولا بد ان نقول أيضاً بأنه خلال نوم الجسد يتصل الروح المتجسد رأسأ بالروح المتجوّل ويتفقان معأ على كيفية الإنجاز
•	 الأشخاص الذين هم منارة الإنسانية يضيئونها بعبقريّتهم لا شك أنهم مكلفون برسالة، ولكن بينهم الذين يخطئون وينشرون إلى جانب حقائق كبرى أغلاطاً فاحشة، كيف يجب أن تعتير رسالتهم؟ رسالة حرفوها هم ذاتهم وليس لديهم الكفاءة اللازمة للمهمة التي أقدموا عليها، إلا أنه لا بد من مراعاة الظروف التي كانوا فيها، لقد اضطر النوابغ أن يتكلموا بحسب زمنهم، والتعليم الذي يبدو لنا ضالاً أو تافهاً في عصر متقدّم كان كافيا لعصرهم
•	ايصح اعتبار الأبوّة كمهمة؟ هي مهمة بكل تأكيد، وفي ذات الوقت واجب كبير جداً يربط مسؤولية الإنسان بالمستقبل أكثر مما يظن، وضع الله الولد تحت وصاية أبويه لكي يوجهاه في صراط الصلاح، ويسّر ليم مهمتهم بإعطا الولد جهإزاء مرناً ومرهفاً يجعله متقبّلاً لجميع التأثيرات، لكن هناك أناساً يهتمون أكثر بتقويم أشجار حديقتهم لكي تنتج أثماراً جيدة ووفيرة من تقويم طبع ابنهم، فإذا ضلّ الولد فبذنبهم وسيحتملون الجزاء، وعذابات الولد في الحياة المقبلة سوف تقع على مسؤوليتهم لكونهم لم يفعلوا من أجله ما كان في وسعهم ليتقدم في طريق الصلاح 
•	إذا انحرف الولد إلى الشر برغم عناية والديه، هل هما مسؤولان عن انحرافه؟ كلا، لكن كلما قويت قرائح الولد في الشر كلما كانت المهمة أصعب، وكلما زاد استحقافهما ان نجحا في إبعاده عن الطريق السيئ

#### الممالك الثلاث النبات والحيوان والإنسان
•	هل تعي النباتات بوجودها؟ كلا، لأنها لا تُفكر فهي تعيش حياة عضوية فقط 
•	هل للنباتات حواس؟ أتشعر بألم عندما تُقطع؟ تتلقى النباتات تأثيرات مادية تؤثر على المادة ولكن ليس لها حواس وبالتالي فهي لا تشعر بالألم
•	 بعض النباتات كالمستحية والديونيا مثلاً لهم تحركات تدلّ على إحساس شديد، وفي بعض حالات يبدو لها إرادة، فالديونيا تقبض بفصوصها على الذبابة التي تحط عليها لتمصّ عصارتها، كأنها تمدّ عصا لتقتلها من بعد، هل هذه النباتات موهوبة قدرة التفكير، هل لها إرادة، وهل هي من طبقة متوسطة بين الطبيعة التباتية والطبيعة الحيوانية هل هذه النباتات هي انتقال من طبيعة إلى أخرى ؟ كل شيء هو انتقال في الطبيعة، إذ لا شيء يشبه الآخر، ومع ذلك فكل شيء يرتبط بآخر. النباتات لا تُفكر ومن ثم فليس لها إرادة، فالصدَف الذي ينفتح وجميع أنواع المرجان والإسفتج ليس لديها الفكر وإنما مجرد غريزة عمياء وفطرية لها استعداد للتطور
•	إذا قارنا الإنسان والحيوانات من زاوية الذكاء يصعب تحديد الخط الفاصل بينهما، إذ أن بعض الحيوانات من وجهة النظر هذه تفوق بعض الناس تفوقاً كبيراً، أمن المكن تحديد الخط الفاصل بينهما بدقة؟ في هذا الشأن قلما يتفق فلاسفتكم إذ أن البعض منهم يعتبر الإنسان حيواناً، والبعض الآخر يعتبر الحيوان إنساناً، ولكنهم جميعاً على خطأ. فالإنسان كائن على حدة، ينحط كثيراً أحياناً ويستطيع أن يسمو سموأً كبيراً. من جهة الجسد الإنسان كالحيوان واقلّ تجهيزاً من الكثير من الحيوانات لأن الطبيعة وهبتها جميع ما يكون الإنسان مضطرا إلى أن يخترعه بذكائه لاحتياجاته ولبقائه، حقاً ان جسده يبلى كما يبلى جسد الحيوانات، ولكن روحه لها مصير، ويستطيع أن يفهم هذا المصير هو وحده، لأنه هو وحده حرّ تماماً. يالتعاستكم أنتم الذين تنحطون إلى أسفل من البهائم، ألا تعرفون أنكم تتميزون عنهم؟ اعلموا ان الإنسان هو الوحيد الذي يفكر باللّه
•	 أيصح القول ان الحيوانات تعمل بدافع الغريزة فقط؟ تلك هي فكرة نظرية أيضاً، حقا ان الغريزة تسود عند معظم الحيوانات، ولكن ألا ترى بعضها يعمل بإرادة عازمة؟ وهذه الإرادة تدل على ذكاء ولو أنه محدود
•	هل للحيوانات لغة يتفاهمون بها؟ ان كنت تعني لغة مركبة من كلمات ومقاطع، فالجواب بالنفي، ولكن ان كنت تعني وسائل للمخابرة بين بعضها بعضاً فائرد إيجابي، وتتخابر في أشياء أكثر بكثير مما تظن، إلا أن لغتها وأفكارها محدودة وتقتصر على حاجاتها
•	هناك حيوانات لا صوت لها ييدو كما لو أنها دون لغة نتخاطب بها؟ تتفاهم بوسائل أخرى ، وأنتم البشر هل لديكم الكلام فقط لتتفاهموا! والخرس ماذا تقول عنهم. فالحيوانات لكونها وهبت حياة الاتصال فلديها وسائل لإنذار بعضها بعضاً، وللتعبير عما تشعر به، أتظن ان الإسماك لا تتفاهم بين بعضها؟ إذن لا يمتاز الإنسان دون غيره بلغة للتفاهم، ولكن لغة الحيوانات غريزية ومقتصرة على دائرة حاجاتها وأفكارها، بينما لغة الإنسان قابلة للإتقان وتتماشى مع مدركات ذكائه
•	من أين تأتي قدرة بعض الحيوانات على تقليد كلام الإنسان، ولماذا هذه القدرة موجودة في الطيور بدلاً من أن تكون مثلا القردة التي تكون بنيتها هي أكثر تشابها ببنية الإنسان؟ تأتي من بنية أعضاء الصوت الخصوصية إضافة إلى غريزة التقليد، فيقلد القرد الحركات وتقلد بعض طيور الصوت
•	 بما أن للحيوانات ذكاء يعطيها شيئاً من حرية العمل هل يوجد لديها عنصر مستقل عن المادة؟ أجل، وييقى هذا العنصر بعد موت الجسد
•	هل هذا العنصر هو روح تشبه روح الإنسان؟ هو نفس أيضاً ان شئت، وذلك يتوقف على المعنى الذي يعطى لهذه الكلمة، ولكنها نفس أقل درجة من روح الإنسان، فالمسافة بين روح الحيوانات وروح الإنسان هي كالمسافة بين روح الإنسان وروح اللّه
•	في العوالم المرتقية هل للحيوانات علم بالله؟ كلا، الإنسان هو الإله لها، كما كانت الأرواح قديماً آلهة للبشر
•	هل الذكاء هو خاصية مشتركة ونقطة اتصال بين روح البهائم وروح الإنسان؟ نعم، ولكن ليس للحيوانات سوى ذكاء الحياة المادية، بينما الذكاء في الإنسان يعطيه الحياة الخُلُقية
•	 إذا اخذنا بنظر الاعتبار جميع نقط الاتصال الموجودة بين الإنسان والحيوان، ألا يصح الظن ان للإنسان نفسين: النفس الحيوانية والنفس الأرواحية، ولو لم يكن له النفس الأرواحية فهو قد يعيش كالبهائم؟ أو بتعبيرآخر فإن الحيوان كائن كالإنسان ولكن ينقصه النفس الأرواحية وقد ينجم من ذلك ان غرائز الإنسان الحسنة والسيثة قد تكون بسبب تغلب إحدى النفسين على الأخرى؟ كلا، ليس للإنسان نفسان ولكن الجسد له غرائزه التي هي نتيجة لحاسية الأعضاء، في الإنسان طبيعة مزدوجة: الطبيعة الحيوانية والطبيعة الروحية، فبجسده يشترك في طبيعة الحيوانات وغرائزها، وبروحه يشترك في طبيعة الأرواح
•	يناء عليه فإن الروح علاوة على نقائصه الشخصية التي عليه أن يتخّلص منها، يحتاج بعد إلى مقاومة تأثير المادة؟ نعم، كلما كان الروح أوطأ كلما كانت الروابط بينه وبين المادة أكثر قوة، ألا ترون ذلك بذاتكم؟ أكرر ليس للانسان نفسان، لأن لكل كائن نفس واحدة كل حين، تختلف تماماً نفس الحيوان عن نفس الإنسان بحيث ان نفس الواحد منهما لا تستطيع أن تنعش بالحياة الجسد المخلوق للآخر، لكن إذا لم يكن للإنسان نفس حيوانية تضعه بأهوائه في مستوى الحيوانات، فله جسده الذي يُسفله في أحيان عديدة إلى درجة الحيوانات، إذ أن جسده كيان موهوب حيوية وله غرائز سفيهة ومقتصرة على صيانة بقائه. تعطي الطبيعتان الموجودتان في الإنسان مصدرين مختلفين لأهوائه، بعضها آت من غرائز الطبيعة الحيوانية، والأخرى من أدناس الروح المتجسد، الذي ينجذب كثيرا أو قليلاً إلى خشونة الشهوات الحيوانية. وبتطهره يتحرر الروح شيئاً فشيئاً من نفوذ المادة. فهو عندما يكون تحت ذلك النفوذ يقترب من البهائم، وبتخلصه من ذلك النفوذ يصعد إلى غايته الحقيقية
•	 من أين تستمد الحيوانات المبدأ الذكي الذي يُكوّن نوع الروح الخاص الذي وهبت به؟ من العنصر الذكي الكوني 
•	إذن ينبثق ذكاء الإنسان وذكاء الحيوانات من مبدأ واحد؟ دون شك، ولكن الإنسان يمر بعملية إتقان تجعله يفوق على الذي ينعش البهائم بالحياة
•	 سبق أن قلتم ان نفس الإنسان في بدايتها هي كحالة الطفولة في الحياة الجسدية، وإن ذكاءه يتفتح بالتدريج، وإنه يختير نفسه في الحياة، أين تنجز هذه المرحلة الأولى؟ في سلسلة حيوات تسبق المرحلة التي تسمونها بالتأنّس
•	يظهر إذن ان النفس كانت هي المبدأ الذكي للكائنات السفلية الموجودة في الخليقة؟ ألم نقل ان كل شيء يتسلسل في الطييعة، ويرمي إلى الوحدة؟ ففي هذه الكائنات التي لا تعرفونها كلها، يهيأ المبدأ الذكي ويتفرد شيثا فشيئاً ويختبر نفسه في الحياة كما سبق. هذا هو نوعاً ما عمل إعدادي، كعمل النبت يطرأ على أثره تحول في المبدأ الذكي، ويصبح روحاً. حينذاك تبدأ الروح مرحلة التأنس، ومعها مرحلة الوعي بمستقبلها والتمييز بين الخير والشر ومسؤوليتها عن افعالها، مثلما بعد مرحلة الطفولة تأتي مرحلة المراهقة ثم مرحلة الشباب وأخيراً الكهولة. وعلى كل حال ففي هذا الأصل لا يوجد بتاتاً ما يحط من قيمة الإنسان، هل ينحط النابغة من كونه كان جنيناً قبيح الشكل في رحم أمه؟ إذا كان هناك شيء يحط من قيمة الإنسان فهو دونيّته امام الله وعجزه عن سبر عمق مقاصده وحكمة النواميس التي تنظم تناغم الكون، اشهدوا لعظمة الله ذلك التناغم العجيب الذي يجعل كل الأشياء متضامنة في الطبيعة، ومن يزعم ان الله ربما صنع شيئاً ما بلا قصد وخلق كائنات ذكية بلا مستقبل يُجدّف ضد محبّته التي تعمّ جميع مخلوقاته
•	هل تبدأ على الأرض مرحلة التأنّس هذه؟ ليست الأرض نقطة الانطلاق لأول تجسد كإنسان، تيدأ عادة مرحلة التأنس في عوالم أدنى درجة من عالمكم، إلا أن تلك القاعدة ليست مطلقة، إذ قد يحدث لروح أن يكون أهلاً ليعيش على الأرض منذ أول تأنّسه وهذه الحالة نادرة وقد تكون استثناء
•	أليست وحدة الأصل في المبدأ الذكي للكاتنات الحية إقراراً بنظرية تجسد روح حيوان في إنسان ؟ قد يكون لشيئين أصل واحد ولا يتشابهان البتة فيما بعد، من يستطيع أن يتعرّف على الشجرة وأوراقها وزهورها وثمارها في النبتة العديمة الشكل المحتواة البذرة من حيث خرجت؟ حالما يبلغ المبدأ الذكي الدرجة اللازمة ليصير روحاً ويدخل في مرحلة التأنس، لا يعود له صلة بحالته الأولية ولا يعود بهيمة، مثلما الشجرة لا تعود هي الَحب، والإنسان لا يعود فيه من الحيوان سوى الجسد والشهوات التي تنشأ من نفوذ الجسد ومن غريزة البقاء الملازمة للمادة. إذن لا يجوز القول بآن هذا الإنسان أو ذاك هو تجسد روح هذا الحيوان أو ذاك، ومن ثم فإن هذا ليس صحيحاً 
•	 أمن الممكن للروح التي أنعشت بالحياة جسد إتسان أن تتجسد في حيوان؟ كلا، لأن ذلك هو تراجع إلى الوراء، والروح لا يتراجع إلى الوراء، إذ لا يعود النهر إلى منبعه

### النواميس الخلقية

#### الناموس الطبيعي
•	ما معنى الناموس الطبيعي؟ الناموس الطبيعي هو ناموس اللّه، والناموس الوحيد الحقيقي لسعادة الإنسان، لأنه يُرِيه ما يجب عليه أن يفعل أو أن لايفعل، ولأن بابتعاده عنه يأتي شقاؤه 
•	 هل ناموس الله أزلي؟ هو أزلي ولا يتغيّر كالله ذاته
•	هل أعطى الله لجميع الناس الوسائل لمعرفة ناموسه؟ قد يعرفه جميع الناس ولكن لا يفهمونه جميعاً، فالذين يحسنون فهمه هم الأبرار، والذين يسعون للبحث عنه سوف يفهمونه يوماً ما، إذ لا بد أن يتحقق الإرتقاء 
•	أتفهم النفس أي الروح قبل اتحادها مع الجسد ناموس اللّه أحسن مما بعد تجسدها؟ تفهمه وفقاً لدرجة الإرتقاء الذي بلغته، وتحفظ منه تذكراً بديهياً بعد اتحادها مع الجسد، ولكن غرائز الإنسان الرديئة تجعله ينساه عادة
•	 اين هو مكتوب ناموس الله؟ في الضمير
•	بما أن الإنسان يحمل ناموس الله في ضميره، هل كان من الضروري أن يكشف له؟ نعم، لأنه نسيه وتجاهله لذلك شاء الله أن يذكره به
•	 هل اعطى الله لبعض الناس مهمة كشف ناموسه؟ أجل، دون شك، في كل العصور أعطيت هده المهمة إلى أشخاص هم أرواح سامية تجسدت لتجعل الإنسانية تتقدم
•	لماذا لم تُجعل الحقيقة دائماً في متناول جميع الناس؟ لا بد أن يأتي كل شيء في وقته، الحقيقة هي كالنور، ولا يد أن يعتاد الإنسان عليها شيئاً فشيئاً، وإلا فهي تبهر بصره

#### الخير (البر والصلاح) والشر
•	قاعدة البر والشر، لا تطبّق على سلوك الإنسان الشخصي تجاه نفسه هل يجد الإنسان في الناموس الطبيعي قاعدة لسلوكه الشخصي وإرشاداً مأموناً له؟ عندما تُفرطون في الأكل تشعرون بوجع اليطن، ولكن الله هو الذي يُريكم القدر الذي تحتاجون إليه من الطعام، وعندما تتجاوزونه تعاقبون بالوجع، والحال ذاته في كل شيء يرسم الناموس الطبيعي للإنسان في حدود حاجاته، وعندما يتجاوزها يعاقب بالألم، ولو كان الإنسان في كل الأشياء يستمع إلى ذلك الصوت الذي يقول له «كفاية» لتجنب أغلب المضار التي يتهم بها الطبيعة
•	 لماذا يكون الشر موجوداً في كيان الأشياء، أعني الشر الخلقي، أما كان الله بقادر على أن يخلق البشرية على حالة أحسن مما هي؟ سبق أن قلنا لك: خُلِقَت الأرواح بسيطة وجاهلة، يُعطي الله للإنسان الحرية لاختيار الطريق الذي يشاء أن يسلكه، سيلقى شقاء إذا سلك طريق الضلال، لأن ترحّله سوف يطول. لو لم يكن هناك جبال لما عرف الإنسان الصعود والنزول، لا بد للروح أن تكتسب المعرفة بالتجربة، وبهدا يعرف الخير والشر، ولهذا الغرض يوجد اتحاد الروح مع الجسد
•	هل من يرغب في الشر مخطئ كمن يفعل الشر؟ يتوقف ذلك على موقفه، هناك فضيلة لمن يشعر برغبة في ارتكاب الشر ويقاوم رغبته إرادياً، بخاصة إذا كان بإمكانه تحقيق هذه الرغبة، أما إذا لم يُحقّق رغبته لمجرد عدم وجود الفرصة فهو مذنب

#### العبادة
•	ما هو تفسير العيادة؟ العبادة هي رفع الفكر إلى اللّه، بالعبادة يقترب الروح من اللّه
•	هل العبادة ناتجة من شعور فطري أم من تعليم البيئة؟ من شعور فِطري كالإيمان باللّه، عندما يُدرك الإنسان ضعفه ينحني أمام من يقدر أن يحميه
•	 هل وجدت شعوب لم تشعر بتاتاً بضرورة العبادة؟ كلا، لم توجد آبدأ شعوب ملحدة، إذ تشعر جميعها بأن هناك كائناً أعلى منها قادراً على كل شيء
•	 أتحتاج العيادة إلى ظواهر خارجية؟ العبادة الحقّة هي في القلب، في جميع أفعالكم تذكروا دائماً ان هناك رباً ينظر إليكم
•	هل العبادة الظاهرة ضرورية؟ أجل، إذا لم تكن تظاهراً فارغاً، إذ أن هناك دائماً متفعة في إعطاء مثل صالح، أما الذين يمارسونها فقط تكلفا واعتزإزاء بالنفس فإن سلوكها يُكَدب تقواهم الظاهرة، وهم يعطون في الحقيقة مثلاً سيئأ ويضرون أكثر مما يظنون
•	 هل يُفضل الله الذين يعبدونه على طريقة معينة بدلاً من غيرها؟ كأنك تسأل هل يَسُر الله أن يعبد بلغة بدلاً من أخرى ، أقول لك: لا تصل التلاوة إليه إلا عن طريق القلب، يفضل الله أولثك الذين يعبدونه من صميم القلب بنيّة خالصة بعمل البرّ وتجنب الشر، يفضلهم على أولئك الذين يظنون أنهم يكرمونه بطقوس لا تجعلهم أفضل في ناحية نظرائهم في البشرية، كل البشر أخوة وأبناء الله، وهو ينادي إليه كل الذين يسيرون على شرائعه مهما كان الشكل الذي يعبرون به عنها، كل من تقواه هي في المظاهر فقط فهو مراء، ومن تكون عبادته متكلفة متناقضة مع سلوكه يعطي قدوة سيئة، من يعلن جهراً أنه يسجد للقطب العالي بينما هو متكبّر وحسود وغيور وقاس وبلا شفقة للغير أو يطمع في متاع هذه الدنيا، أقول لكم ان ديانته هي على شفتيه لا في قلبه، وهو أكثر ذنباً بمئة مرة بما يفعله من همجي الصحراء الجاهل، وسيعامل تبعاً لذلك، أن يصطدم بك شخص أعمى فأنت لا تؤاخذه، ولكن ان كان شخصاً بصيراً فأنت تشكو منه وأنت على حق
•	هل العبادة المشتركة مُفضَلة على العبادة الفردية؟ الأشخاص المجتمعون في وحدة أفكار ومشاعر عندهم قوة كبيرة لاجتذاب الأرواح الصالحة إليهم، ويحدث نفس الحال عندما يجتمعون لعبادة اللّه، لكن لا تظنُوا ان العبادة الفردية ليست مقيولة، إذ يجوز لأي شخص أن يعبد الله بالتفكير به
•	الذين يعكفون على حياة التأمل، ولا يفعلون الشر أبدأ، ويفكرون بالله فقط، هل لهم استحقاق امام الله؟ كلا، لأنهم إذا كانوا لا يفعلون الشر فهم لا يفعلون الخير، ومن ثم فهم بلا فائدة، فضلاً عن ذلك فإن عدم عمل الخير هو ذاته شر. يريد الله ان نفكر به ولكنه لا يريد ان نفكر به فقط، ما دام ينبغي على الناس أن يؤدوا واجبات على الأرض. من يُهلك نفسه في الصلاة العقلية وفي التأمل لا يفعل شيئاً ذا استحقاق في نظر الله، لأنه جعل حياته لنفسه فقط وبلا فائدة للإنسانية، وسيحاسبه الله عن الخير الذي لم يفعله

#### الصلاة
•	هل يقبل الله الصلاة؟ يقبل الله الصلاة دائماً عندما تصدر من القلب، لأن النية هي أهم شيء عند الله، وصلاة القلب أفضل من الصلاة الجهرية مهما كانت جميلة التي تقرأها بالشفتين أكثر مما بالفكر، يرضى الله بالصلاة عندما يُصلَي الشخص بإيمان وحرارة وإخلاص، لكن لا تظن ان الله يتأثر بصلاة المفتري والمتكبّر والأناني، إلا إذا كانت ناتجة عن توبة خالصة وتواضع حقيقي 
•	 ما هو طابع الصلاة عامة؟ الصلاة هي فعل عيادة، من يصلي يفكر بالله ويدنو منه ويتصل يه، بالصلاة يقصد المصلي ثلاثة أغراض: التسبيح والطلب والشكر
•	هل الصلاة ترقي الإنسان؟ نعم، فإِن من يصلي بحرارة وثقة هو أقوى ضد وساوس الشرير، ويرسل الله أرواحاً صالحة لتسعفه، هذا هو إسعاف لا يُرفض أبدأ عندما يُلتمس بصفاء القلب
•	 كيف يحدث ان بعض الأشخاص يصلون كثيراً وهم مع ذلك سيئو الطبع وحساد وغيورون وشرسون، ويقتصرون في اللطف والسماح، وحتى أنهم أحياناً فاسدون؟ ليس المهم أن تصلوا كثيراً بل أن تصلوا بنحو صحيح، يظن هؤلاء الأشخاص ان الاستحقاق كله هو طول الصلاة، ويتغافلون عن عيوبهم الشخصية، في نظرهم فإن الصلاة هي شغلَة وقطع وقت وليست فحصاً لنفوسهم. ليس الدواء هو الذي لا يجدى نتيجة، ولكن: كيفية استعماله
•	 هل هناك فائدة من الصلاة لله ليغفر لنا أخطائنا؟ يستطيع الله التمييز بين الخير والشر والصلاة لا تدفن الأخطاء، فمن يطلب من الله أن يغفر له أخطاءه لا يحصل على الغفران إلا بتغيير سلوكه، فإن أسمى الأفعال الصالحة هي أفضل الصلوات، لأن الأفعال خير من الكلام

#### الشرك
•	لماذا الشرك هو إحدى العقائد الأكثر أقدمية والأكثر انتشاراً برغم إنه باطل؟ كان لا بد لفكرة إله وحيد أن تكون نتيجة تطور أفكار الإنسان من جراء جهله، ولعجزه أن يتصور كائنا لا مادياً وبلا شكل معين يؤثر على المادة، أعطى الإنسان لله خصائص الطبيعة الجسدية أي شكلاً ووجهاً، ومنذئذ فإن كل ما كان يبدو له إنه يفوق نسب الذكاء السائد كان إلهاً، وكل ما لا يفهمه كان لا بد أن يكون صنيعة قوة موجودة فوق الطبيعة. إلا أنه في جميع الأزمنة ظهر أناس منورون فهموا استحالة قوى متعددة تحكم الكون دون إرادة عليا عليها، فارتفعوا إلى فكرة إله وحيد
•	 بما أن الظواهر الأرواحية حدثت في جميع الأزمنة وكانت معروفة منذ أقدم عصور العالم ألم تسبب الاعتقاد بتعدد الآلهة؟ لاشك في ذلك فبما أن البشر كانوا يسمون بإله كل ما كان يفوق الحالة البشرية، فقد كانت الأرواح آلهة لهم. لهذا السبب كلما اشتهر أحد على سائر الناس بأعماله أو عبقريته أو بقوة خفية لا يفهمها العامة، كانوا يجعلونه إلهاً، ويعبدونه بعد موته. كان لكلمة إله عند الأقدمين معنى واسع جداً، لم تكن كما في أيامنا الحاضرة تشخيصاً لسيد الخليقة، بل كانت وصفاً شامل المعنى، يعطى لأي كائن يُرفع فوق الحالات البشرية. وبما أن التجليات الأرواحية أظهرت لهم وجود كائنات لا جسدية، تعمل كقوة من قوى الطبيعة فقد سموها آلهة، كما نحن نسميها أرواحاً. كانت المسألة مسألة تسمية، مع الفرق أنه بسبب جهلهم الذي حافظ عليه قصداً أولئك الذين كانوا يجدون مصلحتهم فيه، كانوا يبنون لهم معايد وهياكل مربِحة جداً، بينما هم بالنسبة إلينا مجرد مخلوقات مثلنا، كاملة كثيرا أو قليلاً، بعد ان خلعت غلافها الجسدي. إذا درسنا باعتناء مختلف صفات الآلهة الوثنية فسوف نتعرف بسهولة على جميع صفات أرواحنا، في كافة درجات التدرج الأرواحي، وعلى حالتها الجسدية في العوالم السامية، وعلى كافة خاصيات إطار الروح والدور الذي تقوم به في أمور الأرض.
•	ما رأيكم بالحروب المسماة بحروب مقدسة؟ ذلك الشعور الذي يدفع الشعوب المتعصبة إلى الفتك بأكبر عدد ممكن من الذين لا يشاركونهم عقائدهم، بقصد إرضاء الله، يبدو ان ذلك يأتي من نفس المصدر الذي كان يدفعهم إلى التضحية بالقرابين البشرية؟ تدفعهم الأرواح الشريرة، وبخوضهم الحرب ضد نظرائهم من البشر يخالفون مشيئة الله القائلة بأن على كل إنسان أن يحب أخاه في البشرية كما يحب نفسه، وبما أن كل الأديان أو بالأحرى كل الشعوب تعبد خالقاً واحداً ولا يهم الاسم الذي يعطى له، فلماذا خوض حرب تفتك بهم لمجرد أنهم من دين آخر، أو لأن دينهم لم يصل بعد إلى التقدم الذي وصلت إليه الشعوب المستنيرة، فهل يمكن لهذه الشعوب أن تصدق كلمة السلام ان كنتم تذهبون إليهم والسلاح بيدكم!

#### ضرورة العمل
•	هل ضرورة العمل هي من سنن الخليقة؟ العمل هو إحدى سنن الخليقة، لأنه من الضرورات، تُجبر المدنية الإنسان أن يزيد عمله لأنها تزيد احتياجاته ومتعه
•	 هل يقصد بالعمل مجرد الأشغال المادية؟ كلا، لأن الروح تشتغل كالجسد ولأن أي شغل نافع هو عمل
•	 لماذا فرض العمل على الإنسان؟ لأنه نتيجة لطبيعته الجسدية، ولأنه أيضاً تكفير عن أخطائه، وفي نفس الوقت وسيلة لتحسين ذكائه، إذا لم يعمل الإنسان فسيظل ذكاءؤه طفولياً، ولذلك لا يحصل على الطعام والطمأنينة والرفاهية إلا بالعمل والجهد. أما من كان جسمه ضعيفاً جداً فيعوض الله ضعفه بالذكاء لأن النشاط العقلي هو عمل أيضاً 
•	 لماذا تدبر الطبيعة من عندها جميع احتياجات الحيوانات؟ يشتغل كل شيء في الخليقة، وتشتغل الحيوانات مثلما أنت تشتغل، ولكن عملهم كذكائهم مقتصر على الاهتمام ببقائهم، وهذا يفسر لماذا لا يلزمهم التقدم. بينما العمل عند البشر له هدفان صون الجسد ونمو الفكر، الذي هو أيضاً من لوازم الإنسان، فهو يرفعه أعلى من نفسه 
•	علام يستند الشيخ الذي يحتاج إلى أن يشتغل ولا يستطيع؟ واجب القوي هو أن يسعى لمساعدة الضعيف، فإذا لم يكن له عائلة تعيله فعلى المجتمع أن يقوم بهذا الواجب هذه هي سنة المحبة. هناك عنصر لم يعط بعد الأهمية اللازمة ومن دونه لا يعدو علم الاقتصاد كونه نظرية، وهذا العنصر هو: التهذيب، لا التهذيب الثقافي بل التهذيب الأدبي، وليس أيضاً التهذيب الأدبي بواسطة الكتب وإنما التهذيب الذي هو فن تأديب الطباع، والذي يعطي عادات حسنة للشخص، إد ان التهذيب هو مجموع العادات المكتسبة فعندما نفكر في عدد الأفراد الكبير الذي يتدفق يوميا دون مبادئ مطلقين العنان إلى غرائزهم الذاتية فهل نتعجب من النتائج الوخيمة العواقب الناجمة عن ذلك؟ عندما يعرف الإنسان هذا الفن ويفهمه ويمارسه فسوف يجلب إلى العالم عادات ونظاماً للمستقبل لنفسه ولذويه، وعادات من أجل احترام ما هو جدير بالاحترام، وهذه العادات ستساعد المجتمع على أن يجتاز بألم محتمل الأيام السوداء، فالفوضى وعدم الاستعداد للمستقبل هما آفتان اجتماعيتان يستطيع فقط تهذيب حقيقي أن يتغلب عليهما، وهذا التهذيب هو نقطة الانطلاق وعنصر الرخاء الحقيقي والضمان الاجتماعي للجميع

#### سنة التوالد
•	هل البشر الحاليون هم خليقة جديدة، أم هم الأخلاف المتحسنون المنحدرون من البشر البدائيين؟ هم نفس الأرواح الذين عادوا في أجساد جديدة ليتحسنوا في سيرهم نحو الكمال، ولكنهم لا يزالون بعيدين عنه، وهكذا فالجنس البشري الحالي بازدياده يتقدم نحو اكتساح الأرض كلها، وأخذ مكان الأجناس التي تنقرض وسببلغ مرحلة تضاؤله وانقراضه، ثم تأتي أجناس بشرية أخرى محسنة ومنحدرة من البشرية الحالية لتأخذ مكانها، مثلما البشر المتحضرون الحاليون ينحدرون من الشعوب الخشنة المتوحشة التي كانت تعيش في العصور البدائية
•	من زاوية جسدية ما هو الطابع المميز والسائد في الأجناس الأولية؟ تغلب القوة الوحشية على القوة العقلية. أما الآن فهو العكس، إذ أن الإنسان يعمل بالذكاء أكثر مما يعمل بالقوة الجسدية، وبرغم ذلك ينتج مائة مرة أكثر، لأنه تعلم كيف ينتفع من قوى الطبيعة وهذا ما لا تفعله الحيوانات

#### الزواج والعزوبة
•	هل الزواج أعني قران شخصين على الدوام مضاد لناموس الطبيعة؟ بل هو تقدم في سير الإنسانية 
•	 ماذا تكون نتيجة إبطال نظام الزواج على المجتمع البشري؟ الرجوع إلى حياة البهائم، فالاتصال الجنسي الفالت الطارئ هو حالة الطبيعة، بينما الزواج أحد أفعال التقدم الأولى في المجتمعات اليشرية، لأنه يقر التضامن الإنساني، ولأنه موجود عند جميع الشعوب ولو في أشكال متخالفة، لذلك فإن إبطال نظام الزواج قد يكون رجوع الإنسانية إلى طفولتها، وريما يضع الإنسان في مستوى أسفل حتى من بعض حيواناته التي تعطي للانسان مثال قرانات ثابتة
•	 هل عدم اتحلالية الزواج في المسيحية هي سنة من سنن الطبيعة أم مجرد تشريع بشري؟ هي تشريع بشري مخالف جداً لسنة الطبيعة، إلا أن الناس يستطيعون تغيير شرائعهم، بينما سنن الطبيعة هي الوحيدة التي لا تتغير

### الحاجيّات والكماليّات
•	هل الاستفادة من متاع الدنيا حق لجميع الناس؟ ينجم هذا الحق عن الحاجة إلى الحياة، لا يمكن أن يفرض الله واجباً على الإنسان دون أن يعطيه الوسيلة ليقوم به
•	 لأي غرض اعطى الله للإنسان رغبة بالتمتع بالمتع المادية؟ ليحثه على إنجاز مهمّته، وأيضاً ليُمتحنه بالتجربة
•	 ما غرض هذه التجربة؟ تطوير عقله ليقيه من الإفراط، لو كان ما يحث الإنسان على الاستفادة بِمتاع الدنيا هو المنفعة فقط، لهدّمت لا مبالاته الكون. لذلك فقد أعطاه الله نزوعاً إلى المتعة وهي تُراوده لينجز أغراض العناية الإلهية، ولكن بهذه النزعة ذاتها شاء الله امتحانه بالتجربة التي تدفعه إلى الإفراط إذ يجب على عقله أن يردَع هذا الإفراط
•	هل للمتع حدود عينتها الطبيعة؟ أجل، لتدلكم على حدود حاجتكم، ولكن بإفراطكم يها تصلون إلى الشبّع، وبالتالي تعاقِبون أنفسكم بأنفسكم
•	ما رأيكم بالشخص الذي يَبغي الإفراط في مختلف أنواع المتع ليحصل على إرهاق في ملذاته؟ هذا مسكين يستحق الشفقة بدلاً من الحسد إذ أنه يقترب جداً من الموت
•	أيقترب من الموت الجسدي أم من الموت الخلقي؟ من الإثنين، من يبغي الإفراط في مُختلف أنواع المتّع والغرق بالملدات يحط قيمته تحت البهائم، إذ أن البهائم تعرف كيف تتوقّف بعد إرضاء حاجتها الجسدية، فهو يتنازل عن مَلَكة العقل التي وهبها الله إياه لكي يرشده، وكلما يزداد إفراطه كلما يعطي لطبيعته الحيوانية سلطاناً على طبيعته الروحية، فالأمراض والعاهات والموت ذاته، التي هي من عواقب الإفراط، هي في ذات الوقت العقاب لمخالفة ناموس اللّه
•	ألم تحدد الطبيعة حدّ احتياجاتنا في تكويننا؟ أجل، ولكن الإنسان لا يشبع أبداً، حددت الطبيعة حد احتياجات الإنسان في نكوينه، ولكن العادات الفاسدة غيّرت تكوينه وخلقت له احتياجات ليست احتياجاته الحقيقية
•	هل يلام الإنسان لكونه ييتغي الرخاء؟ الرخاء رغبة طبيعية. يمنع الله الإفراط فقط، لأن الإفراط مضاد لطبيعة الأشياء، لذلك لا يعتبر الله من الآثام ابتغاء الرخاء طالما لا يحصل الإنسان على هذا الرخاء على حساب الآخرين، وطالما ان هذا الرخاء لا يُضعف قواكم المعنوية ولا قواكم الجسدية
•	 إذا كانت عذابات هذه الدنيا تسمو بنا بحسب قدرتنا على احتمالها، فهل يسمو أحد من جراء العذابات التي يصطنعها إرادياً؟ العذابات الوحيدة التي تسمو بالإنسان هي العذابات الطبيعية لأنها تأني من اللّه، لا تفيد شيثاً العذابات الإرادية ما دامت لا تجدي نفعاً للآخرين. والذين يقصرون حياتهم على عذابات قاسية جداً كما يفعل الرهبان البوذيون والنساك الهندوسيون وبعض متعصبي شيع عديدة أتظن أنهم يرتقون في مسلكهم هذا؟ أبداً، لماذا لا يسعون بالأحرى للإحسان إلى نظرائهم في البشرية، الأفضل لهم أن يكسوا الفقراء وأن يعزوا الحزانى وأن يعملوا لأجل العجزة وأن يكابدو! الحرمان لتخفيف ألم التعساء، فتصبح حينئذ حياتهم نافعة ويرضى الله بها، في العذابات الإرادية التي يكابدها أحد عندما لا يقصد بها سوى صاحيها فهي ضرب من الأنانية، أما عندما يتعذب أحد لصالح الآخرين فهذا ضرب من المحبّة للغير
•	مادام يجب عدم اصطناع عذابات إرادية لا تجدي أي نفع للغير، هل يجب علينا ان نسعى لنتقي العذابات التي نتوقعها أو التي تهدّدنا؟ أعطيت غريزة البقاء لجميع الكائنات لتتقي الأخطار والعذابات، اقتصوا من روحكم لا من جسدكم، أميتوا كبرياءكم واكبحوا أنانيتكم التي تنخر قلوبكم كالدود، وستعملون لارتقائكم أكثر مما بعذابات قاسية.

#### سنة الهدم
•	هل الهدم من سنن الطبيعة؟ لا بد من هدم كل شيء لانبعاثه ثانية وتجدده، إذ أن ما تسمونه بالهدم لا يعدو كونه تحويلاً، بقصد تجديد الكائنات الحيّة وتحسينها
•	ماذا يقصد الله عندما يصعق الإنسانية بكوارث مُخربة؟ يقصد إسراع تقدمها، ألم يسبق لنا القول بأن الهدم لازم لتجدّد الأرواح وتحسينها خلقياً، فمن كل حياة جديدة تستمد الأرواح فرصة جديدة لترتقي، لا بد من النظر إلى الغاية لتُقدّر النتائج، أنتم تحكمون فيها من وجهة نظركم الشخصية وتدعونها بكوارث من جراء الضرر الذي تسببه لكم، إلا أن هذه الانقلابات ضرورية عادة لتعجل مجيء نظام أشياء أفضل، وفي سنوات قليلة، وهو ما كان يتطلب عدة قرون ليتحقق 
•	لكن في هذه الكوارث يموت البار كما يموت الفاسد، أين العدل في ذلك؟ أثناء الحياة يُعلّق الإنسان كل شيء بجسده، لكن بعد الموت يتغيّر فكره، وكما سبق لنا القول: أهمية الحياة الجسدية تكاد تزول. ان مائة عام من عالمكم هي كلمح البرق في الأبد، اذن ما تدعونه بعذاب دَامَ بضعة أشهر أو بضعة أيام هو لا شيء، هذا درس لكم ينفعكم للمستقبل، الأرواح هي العالم الحقيقي السابق الوجود على كل شيء والباقي بعد كل شيء، وهم أبناء الله وموضع كل رعايته. لا تعدو الأجساد كونها تنكّرات تظهر الأرواح وراءها على الأرض.
•	لكن أليست ضحايا تلك الكوارث ما زالت ضحايا؟ لو تأملتم قيمة الحياة وكم هي لا شيء إزاء اللانهاية لأعطيتم أهمية صغيرة لها، سيجد هؤلاء الضعايا حياة أخرى تعويضاً لعذابهم، إذا استطاعوا احتماله دون تذمر، وسواء جاء الموت عن طريق كارثة أو عن سبب عادي، فلا مفر منه حينما يؤون لأحد أن يرحل، والفرق الوحيد هو ان عدداً أكبر يرحل في الكوارث دفعة واحدة.
•	هل تجدي الكوارث المخرَبة نفعاً من الناحية المادية، برغم ما تسبّب من أضرار واحزان؟ أجل، لأنها تغيّر حالة المنطقة أحياناً، ولكن الخير الذي ينتج عنها لا تشعر به إلا الأجيال المقبلة
•	 أليست الكوارث أيضاً تجارب معنوية للإنسان، تضعه في نِضال مع أشد حالات الاحتياج؟ الكوارث تجارب تعطي للإنسان الفرصة ليمارس ذكاءه، وليظهر صبره واستسلامه لمشيئة اللّه، وهي تُمَكنه من إبداء عواطف نكران الذات والنزاهة ومحبة القريب، إذا لم تكن الأنانية متسلطة عليه
•	بما أن الموت سيقودنا إلى حياة أفضل ويخلّصنا من مصاعب الحياة الحاضرة، ومن ثم سيقودنا إلى حياة مرغوبة أكثر مما نهاب، لماذا يشعر الإنسان نحو الموت بكره غريزي يجعله يخاف منه؟ سبق أن قلنا ان على الإنسان أن يحاول إطاعة حياته ليُؤدي مهمته، لهذا السبب أعطاه الله غريزة البقاء وهذه الغريزة تسنده في تجاربه، إذا لم يحدث هكذا لانقاد أحياناً عديدة جداً إلى خور العزم. والصوت الداخلي الذي يجعل الإنسان يردّ الموت يقول له إنه لا يزال يستطيع ان بعمل شيئا لارتقائه، وعندما يُهدّده خطر فإن هذا الصوت هو إنذار ليستغل المهلة التي يعطيها الله له، لكن الإنسان هذا الناكر الجميل يشكر غالباً نجمه بدلا من خالقه

#### الحروب
•	ما هو السبب الذي يدفع الإنسان إلى الحرب؟ تغلب الطبيعة الحيوانية على الطييعة الروحانية وإشباع الأهواء، ففي حالة الوحشية، لا تعرف الشعوب سوى حق الأقوى ولذلك فإن الحرب في نظرها حالة طبيعية، وبقدر ما يتقدم الإنسان يقل حدوثها لأنه يتجنب أسبابها، وعندما تكون ضرورية يعرف كيف يقرنها بمعاملة إنسانية
•	 هل تزول الحروب يوماً ما عن سطح الأرض؟ أجل، عندما يفهم البشر العدل ويمارسون ناموس اللّه، حين ذاك تصير جميع الشعوب إخوة
•	ما رأيكم فيمن يثير الحرب لمنفعته الشخصية؟ هذا هو المذنب الحقيقي، وسيحتاج إلى تجسدات عديدة ليكفر عن كل المقاتل التي سبّبها إذ أنه سيحاسب عن جميع الذين يموتون بسبيه لكي يشبع مطامعه
•	كيف يحدث ان القسوة هي الطابع الغالب في الشعوب البداثية؟ في الشعوب البدائية تتغلّب المادّة على الروح، تستسلم هذه الشعوب إلى غرائز البهاثم، وبما أن احتياجاتها هي احتياجات حياة الجسد فقط، فهي تفكر فقط بيقائها الشخصي، وهذا هو ما يجعلها قاسية عادةً، ثم إن الشعوب التي يكون تطورها متأخراً، تكون تحت ركاب أرواح متأخرة مثلها تنجذب إليها، حتى تأتي شعوب أرقى منها وتهدم أو تضعف هذا النفوذ
•	ألا تتعلّق القسوة بانعدام الضمير؟ قل بالأحرى ان الضمير لم يتطور، ولكن لا تقل أنه معدوم، إذ أنه موجود مبدئياً في جميع الناس، وهذا الضمير هو الذي يجعل الناس صالحين وإنسانيين فيما بعد، إذن يوجد الضمير في الهمجي ولكن مثلما يوجد مبدأ العطر في بذيرة الزهرة قبل أن تتفتح. توجد في الإنسان جميع القدرات في حالة بدائية أو كامنة، وتتطور قليلاً أو كثيراً تبعاً لمواتاة الظروف، ويكون تطور بعضها تطوراُ متجاوز الحد يوقف أو ييطل تطور الأخرى، يصح القول أن تهييجاً شديداً في الغرائز المادية يخنق الضمير، مثلما أن تطور الضمير يضعف شيئاً فشيئاً القدرات الحيوانية المحضة
•	 كيف يحدث أنه في أحضان حضارة متقدمة جداً يوجد أشخاص ذوو قسوة تعادل أحياناً قساوة الهمجيين؟ كما في شجرة محملة بأثمار جيدة توجد أثمار فاسدة. وبعبارة أخرى : هم همجيون ليس فيهم من التمدن إلا ثيابه، وهم ذثاب تائهة وسط الخراف. قد تتجسد أرواح سفلية الدرجة ومتأخرة جداً بين أناس متقدمين على أمل أن تتقدم هي ذاتها، إلا أن التجربة إذا كانت شاقة جداً تغلب فطرتهم البدائية عليهم
•	 أتزول يوماً عقوبة الإعدام من التشريع البشري؟ لا جدال ان عقوية الإعدام ستزول، وسوف يشير إلفاؤها إلى ارتقاء في البشرية، حينما يزيد تنوّر الناس سوف تكون عقوبة الإعدام ملفاة تمامأ على سطح المسكونة، ولكن لا يصح ان نتجاهل التقدم الذي أحرزته الشعوب المتقدمة في الحدود التي أدخلتها على عقوبة الإعدام، وفي تحديد نوع الجرائم حيث يجوز تطبيقها، إذا قارنًا الضمانات التي تحيط العدالة بها المتهم - عند هذه الشعوب - والإنسانية التي تعامله بها حتى بعد ان حكمت بإدانته، بما كانت عليه الحال أيام غابرة قريبة العهد. فينيغي علينا ان نقر بأن البشرية تسير في طريق التقدم
•	 تخوّل سنّة البقاء الإنسان الحق ليقي حياته، الا يستعمل هذا الحق عندما يحذف من المجتمع عضواً خطيراً؟ توجد وسائل أخرى ليثَّقَي الإنسان خطره غير قتله، عدا ذلك لا بد من فتح باب الندامة للجاني لا قفله له

#### سنة الاجتماع
•	هل الحياة الإجتماعية من طبيعة الأشياء؟ بلا شك لأن الله صنع الإنسان ليعيش اجتماعياً، ولم يهبه قدرة الكلام وسائر القدرات الأخرى اللازمة لحياة العلاقات بلا سبب
•	هل العزلة التامة منافية لسنّة الطبيعة؟ أجل، ما دام الناس يبغون حياة جماعية بالغريزة ويجب عليهم جميعاً أن يساهموا في سبيل الإرتقاء بإعانة بعضهم بعضاً
•	أليس ابتغاء الإنسان لحياة جماعية مجرد إطاعته لشعور شخصي، أم يوجد في هذا الشعور غرض إلهي أوسع؟ ينبغي على الإنسان أن يرتقي، ووحده لا يستطيع، لأنه ليس لديه كل القدرات اللازمة، ولا بد له من الاتصال بغيره من الناس، وهو في العزلة يتبلد ويذبل. لا يوجد شخص موهوب بقدرات كاملة فبالوحدة الاجتماعية يتكامل القوم بعضهم ببعض ليضمنوا رفاهيتهم وارتقاءهم لذلك فلكونهم يحتاجون إلى بعضهم بعضاً صنعوا ليعيشوا اجتماعياً وغير معزولين

#### سنة الإرتقاء
•	هل يستمد الإنسان في نفسه القوة الإرتقائية أم لا يعدو الإرتقاء نتيجة التعليم؟ يتطوّر الإنسان هو بنفسه طبيعيا، ولكن لا يرتقي جميع الناس في نفس الوقت بنفس الأسلوب، وحينذاك فالذين هم أكثر ارتقاء يساعدون في ارتقاء الآخرين بالاتصال الاجتماعى
•	 أيتبع الإرتقاء الخُلُقي دائماً الإرتقاء العقلي؟ الإرتقاء الخُلُقي هو تابع للارتقاء العقلي ولكنه لا يليه مباشرة دائماً
•	كيف يستطيع الإرتقاء العقلي أن يؤدي إلى الإرتقاء الخلقي؟ يجعل الإنسان يفهم الخير والشر، وحينئنذ يسعه أن يختار بينهما، أن تطُوّر قدرة الإختيار يتبع تطور الذكاء، ويزيد من مسؤولية الإنسان عن أعماله
•	لماذ إذن تكون الشعوب الأكثر استنارة هي عادة الشعوب الأكثر فساداً؟ الإرتقاء الكامل هو الهدف ولكن الشعوب كالأفراد لا تصل إليه إلا خطوة خطوة، وريثما ينمو فيهم الوعي الأدبي فمن الممكن جداً أن يستعملوا ذكاءهم في عمل الشر. والوعي الأدبي أو الخُلُقي والذكاء فُوّتان لا تتعادلان إلا مع مر الزمن
•	 ما رأيكم بالذين يحاولون إيقاف سير الإرتقاء وجعل البشرية تتراجع إلى الوراء؟ هم مساكين سيعاقبهم الله سِيَعَلِيُهم السيّل الذي يريدون إيقافه، لكون الإرتقاء قريحة الطبيعة البشرية وليس استطاعة أحد أن يقاومه، فإن الإرتقاء قوّة حَيّةَ تستطيع قوانين سيئة تأخيره ولكن لا تستطيع إخماده. وعندما تصير هذه القوانين مُنافية له، فهو يسحقها مع جميع الذين يحاولون فرضها. وهكذا سيكون الحال حينما يريط الإنسان قوانينه بالعدل الإلهي الذي يريد الخير للجميع، وليس بقوانين يسنّها القوي لصالحه على حساب الضعيف
•	 هل يسير رقي البشرية سَيراً تدريجياً وبطيئاً كل حين؟ يوجد الإرتقاء المتواصل، والبطيء الناجم عن قوة الأشياء، ولكن عندما لا يرتقي شعب بالسرعة اللازمة، يثير الله فيه من حين لآخر صدمة مادية أو معنوية تُغيّر سليقته. لا يمكن للإنسان أن يظلّ في الجهل على الدوام، إذ يجب عليه أن يصل إلى الهدف الذي عيّنه الله له، فهو يتنوّر بقوة الأشياء. الإرتقاء تخلقه الثورات الخلقية كالثورات الاجتماعية، الأفكار شيئا فشيئاً تنبت خلال أجيال ثم تنفجر فجأة وتهدم بناء الماضي البالي الذي ما عاد يتوائم مع الاحتياجات العصرية والمتطلبات الجديدة. الإنسان عادة لا يرى في هذه الصدمات سوى الفَوضى والارتباك اللذيّن يصيبانه موقتاً في مصالحه المادية، ولكن من يُصعِد بفكره أعلى من شخصيته يُعَظُمِ مقاصد العناية الإلهية، فهي تستخرج الخير من الشر، وهذه الأشياء هي كالعاصفة والزويعة اللدين تنقيان الجو بعد أن تهزّه بعنف
•	فساد البشرية كبير جداً الا يبدو ان الإنسان يسير إلى الوراء، بدلاً من أن يسير إلى الأمام، على الأقل من الوجهة الخُلُقية؟ أنت غلطان، انظر جيداً إلى المجموع وسترى أنه يتقدم إذ يتحسّن فَهمه لما هو سيئ، ويوماً بعد يوم يخفف إفراطه في الأشياء، لا بدّ من ازدياد الشّر لكي يقتنع الإنسان بضرورة الخير والاصلاحات
•	ما هي أكبر عقبة في طريق الإرتقاء؟ الكبرياء والأنائية، وأعني طريق الإرتقاء الأدبي أي الخلّقي، إذ أن الإرتقاء العقلي يتقدم دائماُ. ويلوح من النظرة الأولى ان نشاط هذه الرذائل يزيد بزيادة الطموح وحب الثراء، اللذين – بدورهما - يحثان الإنسان على البُحوث التي تنير روحه. وهكذا فلكل شيء غرض في العالم الخُلُقي كما في العالم المادي ومِن الشر قد يُنجم الخير، مع تقدم المعارف والمحبة، لأن المعرفة تقتل الظلّمات والمحبّة تقتل الأنانية. فهناك حياة الروح للشعوب كما للأفراد، والشعوب التي تتوائم شرائعها مع شرائع الله الأزلية تعيش وتصير مَنَارَة للشعوب الأخرى. إلا أن هذه الحالة مؤقتة وستتغيّر بقدر ما سيُحَسّن الإنسان فهمه، وحين يعيش خارج التمتّع بالمتع الأرضية، فتلك سعادة أجلُّ للغاية وأكثر دَوَاماً للغاية.
•	ما هي العلامات التي نتعرف بها على حضارة كاملة؟ تتعرّفون عليها من تطوّرها الخُلُقي، أنتم تظنون إنكم راقون جداً لأنكم اكتشفتم اكتشافات عظيمة واخترعتم اختراعات مدهشة، ولأنكم تسكنون أحسن وتلبسون أحسن من المتوحشين، ولكن لا يحق لكم فعلاً القول بأنكم متمدنون إلا بعد أن تطردوا من مجتمعكم الرذائل التي تفضحه، وحينما تعيشون مع بعضكم كإخوة بممارسة المحبة التي أوصى بها اللّه، وإلى حين ذلك فأنتم لا تعدون كونكم شعوباً متنورة اجتازت فقط أول مرحلة من مراحل التمدن. ان الشعب الذي وصل إلى ذروة الرقي الاجتماعي هو الشعب الذي يحوي أقل مقدار من الأنانية والجشع والكبرياء وحيث تسود فيه العادات العقلية والأدبية على المادية، وحيث يستطيع الذكاء أن يتطور بحرية كبيرة وحيث يكون فيه أكبر قدر من طيب القلب وسلامة النية والسماح والكرم، وحيث التحيزات ضد الطبقة الاجتماعية والسلالة أقل تأصلاً لكونها منافية للمحبة الحقيقية للآخرين، وحيث القوانين لا تقدس أي امتياز بل هي واحدة للصغير وللكبير، وحيث تمارس العدالة بأقل محاباة ممكنة، وحيث يجد الضعيف دائماً سندا ضد القوي، وحيث تُحترم حياة الإنسان وعقائده وآراءه بأفضل ما يمكن، وحيث عدد البؤساء يقل أكثر، وأخيراً حيث يكون كل شخص ذي عزيمة صادقة متأكداً كل حين ان الضروريات لن تنقصه أبدأ
•	 أمن الممكن أن تسود في المجتمع الشرائع الطبيعية فقط دون إعانة الشرائع السماوية؟ ممكن إذا أحسن الناس فهمها وإذا عزموا على ممارستها فهي تكفي، غير ان للمجتمع مقتضياته وتعوزه شرائع خاصة به
•	 أليست قساوة القوانين الجنائية ضرورية في حالة المجتمع الحاضرة؟ لاشك ان مجتمعاً فاسداً يحتاج إلى قوانين قاسية مع الأسف، إذ تتمسك هذه القوانين بمعاقبة الشر بعد ارتكابه أكثر من استصاله من منبعه، والتربية فقط هي التي تستطيع إصلاح الناس فحينئذ لن يعودوا بحاجة إلى قوانين بهذه الصرامة
•	 كيف سيُجبر الإنسان على إصلاح قوانينه؟ يجيء هذا طبيعياً بحكم الأحوال، وبتأثير أهل البر الذين يقودونه في طريق الإرتقاء، لقد أصلح الإنسان حتى الآن الكثير من القوانين، وسوف يصلح عدداً كبيراً غيرها، انتظر وشف 
•	 بأي شكل تقدر الأرواحية أن تساهم في الإرتقاء؟ بهدم المادية التي هي إحدى آفات المجتمع، فهي تُفهُم الناس أين يوجد صالحهم الحقيقي، نظراً إلى أن الحياة الآجلة ما عاد يحجبها الشك. سيحسن الإنسان فهمه إذ استطاع أن يضمن مستقبله في الحياة الحاضرة بإزالة التحيزات ضد طوائف وطبقات اجتماعية وألوان بشرة، حيث يتعلم الناس التضامن الأكبر الذي سيجمعهم كإخوة
•	 الا يخشى أن تعجز الأرواحية عن التغلب على لا مبالاة الناس وتعلقهم بالأشياء المادية؟ هذا يدل على معرفة صغيرة جداً عن الناس، لأنك تظن بأن سبباً ما يستطيع أن يغيرهم كالسحر، تتغير الأفكار شيئاً فشيئاً بحسب الأفراد، ولا بد من مرور أجيال لتزول آثار العادات القديمة 
•	لماذا لم تعلم الأرواح في جميع العصور ما تعلّمه اليوم؟ أنتم لا تعلمون الأطفال ما تعلمونه للبالغين، وأنتم لا تعطون للمولود حديثاً طعاماً لايستطيع هضمه، كل شيء في وقته، لقد علّمت الأرواح أشياء كثيرة لم يفهمها الناس آو شوهوها، ولكن يمكنهم فهمها الآن، ورغم أن تعليمها كان ناقصاً فقد هيأت التربة لتقبل البذرة التي ستثمر الآن

#### سنة المساواة
•	لماذا لم يهب الله نفس الكفاءات لجميع الناس؟ خلق الله كل الأرواح متساوين، ولكن كلاً منهم عاش زمناً أكبر أو أصغر، ومن ثم أحرز تقدماً أكبر أو أصغر، والفرق هو في درجة اختبارهم وفي إرادتهم التي هي حرية الإختيار. وبناء عليه يسبق بعضهم الآخرين في سرعة الإرتقاء، وهذا يعطيهم كفاءات مختلفة، لكي يستطيع كل واحد أن يساهم في مقاصد العناية الإلهية، ضمن حدود تطور قواه الجسدية والعقلية. فما لا يستطيع أحد أن يعلمه يستطيع الآخر أن يعلمه، وهكذا فلكل واحد وظيفته النافعة. ونظراً إلى أن جميع العوالم متضامنة بعضها مع بعض، فلا بد حتما لسكان العوالم السامية - لكون أغلبهم خلقوا قبل عالمكم - أن يأتوا ويسكنوا بينكم ليكونوا قدوة لكم
•	هل يزول يوماً الإختلاف في الحالات الاجتماعية؟ ليس هناك شيء أبدي سوى نواميس الله، ألا تراه ينمحي شيئاً فشيئاً كل يوم، سيزول هذا التباين مع زوال غلبة الكبرياء والأنانية، ولن يبقى سوى التباين الناتج عن المقدرة، سوف يأتي يوم لا ينظر أعضاء أسرة الله الكبيرة إلى أنفسهم كذوي عرق نظيف كثيرا أو قليلاً، وهذا لا يتوقف على المركز الاجتماعي 
•	لماذا يُعطِى الله نبعض الناس الثروات والجاه وللآخرين الفقر؟ ليجرب كل واحد بطريقة مختلفة، فضلاً عن ذلك أنتم تعلمون ان الأرواح ذاتهم هم الذين اختاروا هذه التجارب وغالباً ما يفشلون بها
•	أي واحد من الاثتين هو الأهول بليّة الفقر آم تجربة الثروة؟ الإثنين يعادلان بعضهما، يثير الفقر التذمر من العناية الإلهية وتثير الثروة جميع أنواع الإفراط
•	صحيح ان الغنِي يتعرّض لتجارب أكثر من غيره، ولكن أليس عنده أيضاً وسائل أكثر من غيره ليعمل الخير؟ هذا بالذات هو مالا يعلمه عادة، لأنه يصير أنانياً ومتكبراً ولا يشبع، وتزيد احتياجاته مع زيادة ثروته، ويظن أنه لا يملك أبداً الكفاية لنفسه. الرفعة في هذا العالم وسلطة الإنسان على نظرائه هي تجارب فادحة جداً وزالقة جداً، قدر فداحة الفقر والبلية، فبمقدار ما يكون كبر الثروة والحول بمقدار ما تزداد الالتزامات التي يجب عليه تأديتها، ويقدر ما تكون سعة الوسائل المتوفرة له كي يعمل الخير والشر، يجرب الله الفقير باستسلامه ويجرب الغني بكيفية استعماله ثروته وقوته. يثير الغنى والجاه جميع الأهواء التي تريطنا بالمادة وتبعدنا عن الكمال الروحي، لذلك قال المسيح: الحق أقول لكم إنه لأسهل أن يدخل الجمل في ثقب الإيرة من أن يدخل غنى ملكوت السموات 
•	 هل الرجل والمرأة متساويان أمام الله، وهل لهما نفس الحقوق؟ نعم، مادام وهب الله لكليهما فهم الخير والشر والقدرة على الإرتقاء
•	 من أين تتأتى دونية المرأة أدبياً في بعض المجتمعات؟ من السيطرة الظالمة والقاسية التي امتلكها الرجل عليها، وهو نتيجة الأنظمة الاجتماعية وتعدي القوة على الضعف، فلدى الأشخاص القليلي الإرتقاء من الوجهة الأدبية تكون القّوة أعلى من الحق
•	لماذا كانت بنية المرأة أضمف من بنية الرجل؟ لتفرض عليها وظائف خاصة بها، الرجل للأعمال الشاقة لكونه الأقوى والمرأة للأعمال اللطيفة، وكلاهما يتعاونان في احتمال تجارب حياة مليئة بالمرارة
•	 ضعف بنية المرأة آلا يضعها طبيعياً تحت تيعية الرجل؟ أعطى الله القوة لبعض الناس ليحموا الضعيف لا ليستعبدوه، خصص الله لكل كائن الوظائف التي سيقوم بها، فاعطى للمرأة بنية أضعف من بنية الرجل، ووهبها في نفس الوقت إحساساً أرق من إحساس الرجل، وله علاقة بلطافة الوظائف الأمومية وبضعف الكائنات المؤتمنة على عنايتها
•	 هل للوظائف التي خصصتها الطييعة للمرأة أهمية كبيرة كالتي أقرتها العادات للرجل؟ أجل، وأهميتها أكير إذ أن المرأة هي التي تعطيه أول معارف الحياة 
•	بالنظر إلى أن الناس متساوون امام شريعة الله فهل يجب أيضاً أن يكونوا متساوين أمام شريعة الناس؟ هذا أول مبادئ العدل، لا تفعلوا بالآخرين ما لا تريدون أن يفعل بكم
•	بموجب هذا الرأي يجب على التشريع ليكون عادلاً حق العدل أن يقر مساواة حقوق الرجل والمرأة؟ كل واحد بحسب كفائته، والشريعة البشرية كي تكون عادلة عليها أن تقر مساواة الحقوق بين الرجل والمرأة، وأي امتياز يمنح للرجل أو للمرأة ينافي العدل. يسير تحرير المرأة مع تقدم الحضارة، ويسير استعبادها مع الهمجية، وفضلاً عن ذلك فإن جنس الذكور وجنس الإناث موجود فقط في جهاز الجسد، وبما أن الأرواح تستطيع أن تتجسد في الجنسين: فلا يوجد فرق بتاتاً بهذا الاعتبار، ومن ثم يجب أن يتمتعا بنفس الحقوق

#### سنة الحرية
•	أيحق أن توضع عراقيل ضد حرية المعتقد؟ لا، كما أيضاً ضد حرية التفكير، إذ الله وحده له الحق أن يحكم في المعتقد. ينظم الإنسان بشرائعه علاقات الإنسان مع الإنسان، وينظم الله بنواميسه الخاصة بالخليقة علاقات الإنسان مع اللّه
•	هل كل إيمان أو معتقد هو محترم وحتى عندما يكون باطلا بشكل واضح؟ كل إيمان أو معتقد هو محترم عندما يكون صادقاً، ويؤدي إلى ممارسة البر، والمعتقدات الذميمة هي التي تؤدي إلى الشر
•	 أيستحق الذم من يثير استنكاراً بإيمان أحد لا يشاركه عقائده؟ هذا تقصير في المحبة ويمس بحرية التفكير
•	هل يجب - مراعاة لحرية المعتقد - ان ندع المذاهب المضرة تنتشر، أم يجوز دون المس بهده الحرية ان نحاول إرجاع أولئك الذين ضلوا بمبادئ كاذبة إلى صراط الحقيقة؟ يجوز بلا شك وحتى يجب، ولكن علموا بالوداعة والإقناع لا بالقوة، لأن استعمال القوة أردأ من المعتقد الذي يراد مواجهته، وإذا كان هناك شيء بباح فرضه فهو الخير والأخوة، لكننا لا نعتقد ان الطريقة لجعلهم يسلّمون بخطئهم هي معاملتهم بالقوة، فالإقناع لا يُفرض

#### حرية الإختيار
•	هل للإنسان حرية الإختيار في أفعاله؟ مادام له حرية التفكير فله حرية الفعل ومن دون حرية الإختيار يكون الإنسان آلة
•	 النزعات الغريزية التي يجليها الإنسان معه عندما يولد هل هي عقبة أمام ممارسة حرية الإختيار؟ النزعات الغريزية هي نزعات الروح قبل تجسده، حسبما يكون أكثر أو أقل ارتقاء، قد تشجعه على ارتكاب أفعال ذميمة وتساعده فيها الأرواح التي تألف هذه القبائح، ولكن ليس هناك انجذاب لا يقاوم عندما يريد أحد بعزم أن يقاومه، لا تنسوا ان من يشاء بعزم يستطيع 
•	هل اختلاف قدرات الإنسان يعطل حرية اختيار؟ من يكون عقله مختلاً لسبب ما لا يعود سيد فكره ومن ثم لا يعود له حرية، وهذا الاختلال هو عادة عقاب للروح لكونه في حياة سابقة كان فارغاً ومتكبراً، وأساء استعمال قدراته، وقد يتجسد في جسم شخص أبله، كما يتجسد الطاغي في جسم عبد مملوك، والغني البخيل في جسم شحاذ، إلا أن الروح يتعذب من هذا الإكراه ويدركه حق الإدراك، وبهذا المعنى فهو تأثير المادة 

#### القضاء والقدر
•	هل يوجد قضاء وقدر في أحداث الحياة وفقاً للمعنى المنسوب إلى هاتين الكلمتين، أي بتعبير آخر هل جميع الأحداث مقرّرة سلفاً، وفي هذه الحالة أين حرية الإختيار؟ يوجد القضاء والقدر فقط بموجب ما اختاره الروح عندما تأنّس، بأن يتحمّل تلك التجربة أو تلك الأخرى باختياره إياها. فهو يرسم لنفسه ما هو عبارة عن مصير ناتج عن الوضع الذي هو فيه، وأعني هنا التجارب المادية، أما بخصوص التجارب المعنوية والإغواءات: فبما أن الروح يحتفظ بحرية اختياره للخير وللشر، فهو سيّد نفسه كل حين ليستسلم أو ليقاوم، قد يرى روح صالح ضعفه فيأتي ليعينه، ولكن لا يجوز لهذا الروح أن يؤثر عليه ليسيطر على إرادته، قد يأتي روح شرير أو متأخر ويريه ذلك مكسباً مادياً وقد يهزه ويخيفه، ولكن تظل إرادة الروح المتأنس حرّة مِن أي عائق
•	 هناك أناس يبدو ان القضاء والقدر يلاحقهم بصرف النظر عن سلوكهم، أليس البؤس مصيرهم؟ قد تكون هذه تجارب يجب عليهم أن يتحمّلوها لأنهم اختاروها، لكن ما زلتم مرة أخرى تنسبون إلى القدر ما هو غالباً نتيجة أخطائكم. في البلايا التي تعتريكم حاول أن تحفظ ذمتك خالصة وستلقى تعزية. الأفكار الصائبة أو الوهمية التي تدور في خلدنا عن الأمور تجعلنا نظفر، وإذا فشلنا حسب كبريائنا أو مركزنا الاجتماعي نجد من الأسهل لاعتزازنا بنفسنا وأقل تذليلاً لنا بأن ننسب فشلنا إلى سوءالحظ أو إلى المصير وليس إلى خطئنا، وإذا ساهم تأثير الأرواح أحياناً في هذا الشأن نستطيع كل حين ان نتخلص منه برفض الأفكار التي يوحونها إلينا ان كانت سيّئة
•	ما هو غرض العناية الإلهية عندما تدعنا نتعرّض لأخطار لن يكون لها عاقبة حسنة؟ عندما تكون حياتك مهدّدة فهذا هو إنذار أردته أنت بنفسك، لكي يحولك عن الشر ويجعلك أفضل، وعندما تنجو من هذا الخطر، وأنت لا تزال تحت تهديد الخطر الذي تعرضت له، تفكر بشدة كثيراً أو قليلاً أن تتحسن، تبعاً لتأثير الأرواح الصالحة كثيراً أو قليلاً، فبواسطة الأخطار التي تتعرضون لها يذكركم الله بضعفكم، وان وجودكم على الأرض سهل الزوال، وإذا فحصتم سبب الخطر وطايعه فستجدون أنه في الغالب كان بسبب خطأ ارتكبتموه أو واجب أهملتموه، بهذه الطريقة ينذركم الله لكي تخلوا إلى نفسكم وتصلحوها
•	هناك أناس يواجهون أخطار المعارك باقتناع كبير بأن ساعتهم لم تأت، على ماذا تتأسس هذه الثقة؟ في أحيان عديدة جداً يستشعر الإنسان نهايته، كما أنه أيضاً قد يستشعر أنه لن يموت بعد. يأتي هذا الاستشعار من الأرواح التي تحرسه وتريد إنذاره، ليكون مستعداً للرحيل، أو لتذكي شجاعته في الأوقات التي يحتاج إليها بشدة، قد يأتي إليه أيضاً هذا الاستشعار من الدراية البديهية بالحياة التي اختارها، أو بالمهمة التي قبلها، أو التي يعلم بأن عليه أن يؤديها 
•	 لماذا الذين يستشعرون موتهم عادة يخشونه أقل من الآخرين؟ الإنسان هو الذي يخشى الموت وليس الروح، فمن يستشعر الموت يفكر كروح أكثر مما كإنسان، فيفطن إلى خلاصه وينتظر
•	هل هناك أحداث يحب أن تحصل حتماً، ولا تقدر إرادة الأرواح أن تمنعها؟ أجل، ولكنك أثناء حالتك كروح رأيتها واستشعرتها عندما اخترت حياتك، مع ذلك لا تظن ان كل ما يحدث مكتوب كما يقال، فإن حصل حادث لك فهو عادة عاقبة شيء فعلته بفعل إرادتك الحرّة، إلى درجة أنك لو لم تفعل هذا الشي لما حدث هذا الحادث، إذا حرقت إصبعك فهذا لا شيء وهو نتيجة تهورك وعاقبة المادة. الآلام الكبيرة والأحداث الهامة التي تستطيع أن تؤثر على القوة المعنوية هي الوحيدة التي تكون من تدبير الله لأنها نافعة لتنقيتك وتعليمك
•	هل يقدر الإنسان بإرادته وبأفعاله أن يمنع حصول أحداث كان يجب أن تحصل والعكس بالعكس؟ يقدر إذا كان هذا الانحراف الظاهري داخلاً في الحياة التي اختارها. ثم لكي يفعل الخير كما يجب أن يكون، وبما أن هذا هو غرض الحياة الوحيد فهو يقدر أن يمنع الشر.
•	 هناك أشخاص لا يؤول شيء إلى مصلحتهم، ويبدو ان نفساً أمّارة بالسوء تلاحقهم في جميع مشاريعهم، أليس هذا ما يصح تسميته بالقضاء والقدر؟ هذا قضاء وقدر ان أردت أن تسميه هكذا، ولكنه يرجع إلى أسلوب الحياة الذي اختاروه، لأن هؤلاء أرادوا أن يمتحنوا أنفسهم بحياة خائبة ليمارسوا صبرهم واستسلامهم لمشيئة الله، ومع ذلك لا تظن ان هذا القضاء والقدر مطلق، لأنه في أغلب الأوقات نتيجة الطريق الضال الذي نهجوه والذي لا يتناسب مع ذكائهم وكفاءتهم. من يريد أن يجتاز نهرا عائماً دون أن يحسن العوم فأغلب الظن أنه سيغرق، والحال كذلك في أغلب أحداث الحياة، فلو باشر الإنسان أعمالاً متناسبة مع قدرته لنجح في أغلب الأحيان، ولكن ما يضيعه هو حب ذاته وطمعه، اللذان يجعلانه يحيد عن طريقه ويتبع رغبته في إرضاء بعض أهوائه فيفشل، وهو مسؤول عن فشله، ولكنه عادة بدلاً من أن يعاتب نفسه يتهم نجمه بفشله، فقد كان إمكانه أن يكون عاملاً جيداً يكسب رزقه بشرف، ولكنه أراد أن يكون شاعراً ففشل ومات جوعاً
•	ألا تجبر الأعراف الاجتماعية الإنسان في أحيان كثيرة أن يسلك طريقاً بدلاً من آخر، أليس الإنسان خاضعاً لموافقة رأي البيثة في اختيار أشغاله، وما تدعونه بالحياء البشري أليس هو عائقا في ممارسة حرية الإختيار؟ الناس هم الذين يقرون العادات الاجتماعية وليس الله. وإذا خضعوا لها فلأنها توافقهم، وهذا هو أيضاً فعل من حرية اختيارهم، ما داموا يستطيعون أن يتحرروا منها ان أرادوا. إذن لماذا يشتكون منها؟ عليهم أن لايتهموا الأعراف الاجتماعية، وإنما حب ذاتهم الأحمق، الذي يجعلهم يفضلون الموت جوعاً على أن يخالفوها. ما من أحد يحسب حساباً لهذه المسايرة لرأي البيئة، بينما الله يحسب لها حساباً، لكونهم ضحوا بإرادتهم. لايعني ذلك أنه يجب تحدي الرأي العام دون لزوم، كما يفعل البعض لشذوذ طباعهم أو لمبادئ يعتقدون بها، هناك خطأ حين يجعل أحد كل من حوله يشيرون إليه بالسبابة، أو ينظرون إليه مثلما ينظرون إلى حيوان غريب، فقدر ما لديه من حكمة فهو ينزل إرادياً من منزلته وبلا تذمر، عندما لا يستطيع البقاء في أعلى السلم
•	كيف تفسرون الحظ الذي يحابي بعض أشخاص في الظروف التي تكون الإرادة والذكاء لا دخل لهما في شيء، مثلاً في القمار؟ اختارت بعض أرواح سلفاً بعض أساليب لهو، ولذلك فإن الحظ الذي يحابيها هو تجربة لها، فمن يكسب كإنسان يخسر كروح، إذ أن هذا اختبار لكبريائه وطمعه
•	 إذاً ما يبدو قضاء وقدراً في حياتنا المادية قد يكون نتيجة حرية اختيارنا؟ أنت ذاتك اخترت تجريتك بنفسك، وكلما تكون التجربة شاقة كلما تحتملها أحسن وكلما تسمو، أما أولئك الذين يقضون حياتهم في البحبوحة والسعادة البشرية فهم أرواح جبناء لأنهم لا يسعون إلى الإرتقاء، وبناء عليه فإن عدد سيئي الحظ أكبر بكثير من عدد محظوظي هذا العالم. وبالنظر إلى أن معظم الأرواح يطلبون التجربة التي ستكون أكثر منفعة لهم: فهم يرون بوضوح تام تفاهة ما تعظمونه وما تتلذذون به. زد على ذلك ان الحياة السعيدة جداً لا تخلو من القلاقل والبلابل حتى ولو خلت من الألم

#### سنة العدالة والمحبة والإحسان
•	 شعور الإنسان بوجوب العدالة هل هو شعور طبيعي أم هو نتيجة التهذيب؟ هو شعور طبيعي جداً، لدرجة أنكم تثورون لمجرّد الإشارة إلى ظلم. لا شك ان الإرتقاء الأدبي يحسن هذا الشعور ولكنه لا يهبه، فالله هو الذي وضعه في قلب الإنسان، ولذلك كثيراً ما ترون أشخاص بسطاء وبدائيين على دراية بالعدالة أدق مما في الأشخاص الكثيري المعارف
•	 إذا كانت العدالة من سنن الطبيعة فلماذا يفهمها الناس على أشكال متناقضة، وما يبدو عادلاً لأحد لا يبدو عادلاً للآخر؟ لأن الأمرعادة تدخل أهواء تحرف هذا الشعور، وكذلك تدخل معظم المشاعر الطبيعية الأخرى، بحيث تجعل الشخص يرى الأشياء من وجهة نظر خاطتة
•	 ما تعريف العدالة؟ العدالة هي أن يراعي كل شخص حقوق الآخرين
•	 هل احتياج الإنسان للعيش في مجتمع يُحَمّله واجبات خاصة؟ نعم، وأولها أن يراعي حقوق الآخرين فمن يراعي هذه الحقوق تكون أعماله دائماً عادلة. ففي عالمكم حيث يوجد عدد كبير من الناس لا يمارسون سنة العدالة، فإن كل واحد سينتقم، وهذا هو ما يجلب البلبلة والفوضى
•	نظراً إلى أن الإنسان قد يخطئ بمدى حقوقه ما الذي يدله على حدودها؟ حدود الحقوق التي يعترف بها للآخرين نحوه في نفس الظروف، والعكس بالعكس
•	هل رغبة الإنسان في اقتناء أملاك هي رغية طبيعية؟ أجل، ولكن عندما يجمع لنفسه ولمسرته الشخصية فهذا ضرب من الأنانية
•	لكن اليست رغبة الاقتناء عادلة، لأن من عنده ما يعيش به لا يكون عالة على الآخرين؟ يوجد أناس لا يشبعون، ويكتنزون الأموال دون نفع لأحد أو لإشباع شهواتهم، أتظن ان الله يرضى بذلك! بالعكس، من يجمع مالاً بعمله لإعانة إخوانه في البشرية يطبق سنة المحبة والإحسان، والله يبارك عمله
•	 ما هو المعنى الحقيقي للمحبة والإحسان؟ هو التسامح إزاء جميع الناس التسامح تجاه نواقص الآخرين ومسامحة الإساءات، المحبة والإحسان إلى الآخرين هما تكملة سنة العدالة، إذ بمحبتنا لنظيرنا في البشرية نعمل من أجله كل ما في وسعنا من خير، كما نود أن يعمل لنا الناس، وهذا هو معنى قول المسيح: أحبوا بعضكم بعضأ كإخوة. لا يقتصر الإحسان على الآخرين على إعطاء الصدقة، بل يشمل جميع علاقاتنا مع إخواننا في البشرية، سواء أكانوا أدنى مكانة منا ومساوين لنا أو اسمى منا، فهو يوصينا بالمسامحة ويمنعنا من إذلال التعساء، بعكس ما يفعل عادة أناس كثيرون حين يكرمون الغني بكل أشكال الاحترام أو الاعتبار، بينما لا يزعجون أنفسهم للاهتمام بالفقير، والموقف الصحيح هو أنه كلما كانت حالة الفقير يرثى لها، كلما كان يجب ان لا يضاف إلى تعاسته إذلال، فمن في قلبه المحبّة الحقّة يسعى لرفع قيمة البائس في نظر ذاته بتحسين حالته
•	أتستنكرون التصدق على المحتاجين؟ كلا، لا نستنكر التصدق وإنما كيفية إعطاء الصدقة، فالمحسن الحقيقي يذهب لملاقاة المسكين ولا ينتظر أن يمد المسكين يده إليه، يتميز الإحسان الحقيقي بأنه مصحوب دائما بالمحبة والسماح، وهو لا يقتصر على الفعل ذاته، بل أيضاً على كيفية القيام بالإحسان، فإذا كان فعل الإحسان بلطف يتضاعف استحقاقه، وإذا كان بعجرفة قد يقبله الفقير من جراء حاجته إليه، ولكنه قلبه يتأثر كثيراً به. لا تنسوا أيضاً ان التباهي في نظر اللّه يجرد الحسنة من استحقاقها، (حتى لا تعلم شماله ما تنفق يمينه) لاتشوهوا حسنتكم بالكبرياء. من اللازم التمييز بين الصدقة والإحسان، ليس كل من يطلب يكون بحاجة شديدة، فالفقير الحقيقي يستتر خشية من الذل، وعادة يعاني العوز دون أن يشتكي، والشفوق الحقيقى يعرف كيف يتفقده ليساعده بلا تباهٍ. أحبوا بعضكم بعضاً، هذه هي السنة كلها، السنة التي بها يحكم الله العوالم، والحب هو قانون التجاذب للكائنات الحية المزودة بأعضاء، والتجاذب هو قانون الحب في المادة العضوية، لا تقسوا أبداً، ان الروح مهما كانت درجة ارتقائه وحالته كمتجسد أو متجول، هو دائماً موضوع بين روح أسمى منه، يرشده ويحسته وروح أدنى منه يقَوم نحوه بنفس الواجبات، كونوا إذا محسنين، ليس فقط ذلك الإحسان الذي يجعلكم تسحبون من حافظتكم الفلس الذي تعطونه بجفاء لمن يتجرأ أن يطلبه منكم، بل تفقدوا الذين يعانون الضوائق في الخفاء، كونوا سمحاء نحو معايب الآخرين، وبدلاً من احتقار جهلهم وفسقهم علموهم وهذبوهم، كونوا ودعاء ولطفاء نحو جميع الذين هم أدنى منكم منزلة، اسلكوا نفس المسلك نحو أصغر كائنات الخليقة فتكونون قد أطعتم سنة الله

#### الكمال الأدبي
•	يوجد أناس يفعلون الخير عفوياً دون أن يحتاجوا إلى مقاومة أي شعور عكسي فيهم، هل لهم نفس استحقاق الناس الذين يحتاجون إلى مكافحة فطرتهم الشخصية ويتغلبون عليها؟ الذين لا يحتاجون إلى مكافحة فطرتهم هم الذين تحقق فيهم إنجاز الإرتقاء، فقد كافحوا مي الماضي وانتصروا، ولهذا السبب تظهر فيهم المشاعر الحسنة دون مشقة، وتبدو لهم أعمالهم الصالحة شيئاً طبيعياً، فهم قد تعودوا على الخير، يجب إجلالهم إذن، كما يُجَلُّ جنود باسلون حاربوا وانتصروا واستحقوا الإكرام. بما أنكم لا تزالون بعيدين عن الكمال ستدهشكم هذه الأمثال لتناقضها مع أفعال أكثرية الناس، ويزيد عجبكم لها لأنها نادرة، لكن ليكن في علمكم أنه في العوالم الأرقى أدبياً من عالمكم فإن كل ما تعتبرونه نادرأ عندكم هو القاعدة هناك، والميل إلى عمل الخير عفوي في كل مكان فيها، إذ تسكنها أرواح صالحة فقط، ومجرد التفكير بالإساءة هناك يعتير من الفظاعة والشذوذ بمكان، هذا هو ما يجعل سكان تلك العوالم يتمتعون بالسعادة. ستصير هكذا الأرض عندما يتم صلاح البشرية وعندما يفهم الناس المحبّة بمعناها الحقيقي، ويطبقونها على حياتهم
•	 إلى جانب الشوائب والدنايا المعروفة عموماً في التأخر الروحي، ما هي العلامة التي تميز هذا التأخر بوجه خاص في الإنسان؟ السعي وراء الغرائز الشخصية، فالمزايا الأديية شي عادة كالطلا الذهبي الذي يطلى به شيء نحاسي، والذي لا يصمد لحجر المحك. قد يكون لشخص مزايا حقيقية تجعل كل الناس يعتبرونه من فاعلي الخير، ولكن هذه المزايا رغم أنها تدل على ارتقاء، فهي قلما تحتمل بعض التجارب، ويكفي أحياناً مس ناحية المصلحة الشخصية أن تنكشف طوية الشخص فعلاً. ان التنزه الحقيقي عن الأغراض الشخصية شيء نادر على الأرض، بحيث ان الناس يتعجبون منه عندما يشاهدونه. ان التمسك بالأشياء المادية علامة واضحة على التأخر الروحي، فبقدر ما يتعلق الإنسان بمتاع الدنيا بقدر ما يكون فهمه ضعيفاً لمصيره، وعلى العكس بالتنزه عن الأغراض الشخصية ييرهن أنه يرى المستقبل من مستوى أعلى
•	 هناك أناس خالون من الأغراض المادية، ييذرون أموالهم دون تمييز ودون منفعة لأحد لكونهم لم يستعملوها استعمالاً عقلياً، هل لهم استحقاق ما؟ لهم استحقاق التنزه عن الأغراض المادية وليس استحقاق الخير الذي كانوا يستطيعون أن يفعلوه بها، لا تعطى الثروة لأناس ليبعثروها في الهواء، ولا لغيرهم ليدفنوها في خزانة الثروة، هي وديعة في أياديهم سيحاسبون عليها، لأنهم سيسألون عن كل الخير الذي كان في وسعهم أن يعملوه ولم يعملوه، وعن كل الدموع التي كانوا يقدرون أن يجففوها بالمال الذي صرفوه هدراً على الذين كانوا بحاجة إليه
•	 من يعمل الخير لا ليكافأ على الأرض، وإنما أملاً بان الخير الذي يعمله سيحسب له في الحياة الأخرى وأن مركزه سيتحسن على قدر أعماله الخيرية، هل هو ذميم لذلك وهل هذه الفكرة تضره تقدمه؟ يجب عمل الخير عن محبّة أي بلا أغراض شخصية. من يعمل الخير دون فكرة مبيتة لمجرد محبته لله ولمثيله المعذب في البشرية، فقد وصل إلى درجة من الإرتقاء ستمكنه أن يصل إلى السعادة قبل أخيه الذي لكونه واقعي أكثر منه يعمل الخير أملاً بالمكافأة لا بدافع محبّة حقيقية في قلبه. 
•	بما أن الحياة في الجسد هي مجرد إقامة مؤقتة على الأرض وأنه يجب علينا ان نهتم بمستقبلنا الروحي قبل كل شيء، هل هناك نفع في اكتساب معارف علمية ذات علاقة فقط بالأمور المادية وباحتياجاتنا الأرضية؟ دون شك، أولاً لأنها تمكنكم من تخفيف آلام إخوانكم في البشرية، ثم لأنها تعجّل صعود روحكم ان كانت تقدمت في الذكاء، وخلال فترة الزمن بين تجسد وتجسد ستتعلمون ساعة واحدة ما يتطلب منكم سنوات عديدة على الأرض لمعرفته. ليس هناك معرفة لا تنفع لشيء، فلجميع المعارف أثرها قليلاً أو كثيراً في تقدم الروح لبلوغ الكمال. فيجب عليه أن يعرف كل شيء، ونظراً إلى أن الإرتقاء يجب أن يتم من جميع الجهات فجميع الأفكار المكتسبة تساعد في تطور الروح
•	لنفرض ان هناك رجلين غنيين وأن واحداً منهما ولد في اليسر ولم يذق الفقر أبدا وان الآخر جمع ثروته بعمله، وكلاهما يستعملان ثروتهما لملذاتهما الشخصية بلا غرض آخر من مِن الإثنين هو الأكثر ذنباً؟ هو الذي ذاق الفقر لأنه يعرف العذاب الناتج منه ويعرف الألم الذي لا يحاول أن يخففه ولكنه في الغالب نسي ما قاساه في الماضي
•	 هل من يبتغي الثراء ذميم إذا لم يكن ذلك لإعانة الآخرين؟ شعوره حميد دون شك إذا كان صافيا لكن هل هذا الابتغاء خال من أغراض مادية فعلاً، أليس هناك فكرة ما مبيتة لصالحه الشخصي، الا يفكر الإنسان عادة بنفسه أولاً قبل أن يفكر بإعانة الآخرين
•	 بما أن مبدأ الأهواء موجود في الطبيعة البشرية، هل هو سيئ في ذاته؟ كلا، الهوى موجود في الإفراط مضافاً إلى الإرادة، لأن المبدأ أعطي للإنسان من أجل الخير، لأن الأهواء قد تدفعه إلى أعمال عظيمة، ولكن سوء استعمالها هو ما يسبب الشر
•	 كيف نعرف الحد الذي لا تعود الأهواء فيه حسنة وتصير بعده مضرة؟ الأهواء هي كالجواد هو نافع إذا سيطر الإنسان عليه، وذو خطر إذا سيطر الجواد على الإنسان. الأهواء هي رافعات تضاعف عشر مرات قوى الإنسان، وتعينه على إتمام مقاصد العناية الإلهية، لكن إذا كان الإنسان عوضاً عن أن يقودها يدعها تقوده فسيقع الشطط، والقوة ذاتها التي كانت تستطيع وهي في يده مساعدته في عمل الخير تسقط عليه وتسحقه. ان الهوى بتعبيره الدقيق هو المبالغة في حاجة أو عاطفة، ويحكم عليه الإفراط، إذ يصير هذا الإفراط شرا لأن عاقبته شرّ. ان أية شهوة تقرب الإنسان من الطبيعة الحيوانية تبعده عن الطبيعة الروحية، وأية عاطفة تصعد بالإنسان إلى ما فوق الطبيعة الحيوانية تدلّ على غلبة الروح على المادة وتقريه من الكمال
•	 من الممكن للانسان أن يحصل على مهمونة فعالة من الأرواح ليتغلب على أهوائه وشهواته؟ لو يصلي طالبا بإخلاص من الله ومن حارسه الروحي فستأتي إليه بكل تأكيد الأرواح الصالحة لتعينه، إذ أن هذه مهمتها
•	 ألا يوجد أهواء وطأتها شديدة ومقاومتها عسيرة إلى درجة ان الإرادة عاجزة عن التغلب عليها؟ يقول كثير من الناس أنا أريد، ولكن الرغبة تكون على شفتيهم فقط، فهم يريدون بينما يتمنون أن لايتحقق ما يقولون أنهم يريدونه، عندما يعتقد أحد بأنه عاجز عن قهر شهواته، فهذا لأن الروح يستطيب لها من جراء تأخره الروحي، ومن يحاول كبحها يفطن لطبيعته الروحية، ويعلم ان انتصاره عليها هو انتصار الروح على المادة
•	ما هي أقوى الوسائل لمحاربة غلبة الطبيعة الجسدية؟ مزاولة نسيان الذات
•	 بين عيوب الإنسان أي العيوب يمكن اعتباره العيب الرئيس؟ سبق أن قلنا مراراً عديدة هو الأنانية. فمنها يصدر كل الشر، ادرسوا جميع العيوب وستجدون ان في صميمها كلها توجد الأنانية، ومهما تحاربونها فلن تتمكتوا من استئصالها، طالما أنكم لا تقتحمون الشر في مصدره، وطالما أنكم لا تزيلون ما يسببه. يجب عليكم إذن أن توجهوا كل جهودكم صوب هذا الغرض، ففي الأنانية توجد آفة المجتمع الحقيقية، ومن يريد الاقتراب من الكمال الأدبي في هذه الحياة يجب عليه أن يستأصل من قلبه أي شعور بالأنانية، لأن الأنانية تنافي العدالة والمحبة والإحسان، وتبطل سائر الصفات الأخرى
•	 بما أن الأنانية مؤسسة على شعور الصالح الشخصي، فيبدو عسيراً جداً استتئصالها من قلب الإنسان، هل يتحقّق ذلك؟ كلما تنور الناس في الأشياء الروحية كلما قلت قيمة الأشياء المادية في نظرهم. كذلك يجب إصلاح المؤسسات البشرية التي تغذّيها وتحثها وهذا يتوقف على التهذيب العام
•	بأية وسيلة يمكن إزالة الأنانية؟ من بين كل النقائص البشرية فإن أصعبها استتصالاً هي الأنانية، لأنها تأتي من تأثير المادة، ولأن الإنسان لكونه قريباً جداً بعد من منشئه، فهو لم يستطع أن يتحرر منها. وهذا التأثير يساهم كل شيء في تغذيته، القوانين والنظام الاجتماعي والتهذيب، ولكن ستضعف الأنانية عندما تتغلب الحياة الخلقية على الحياة المادية، وبخاصة عندما تفهمون بواسطة الأرواحية حالتكم القادمة الحقيقية، وليس المحرّفة بالخيالات التأويلية، حينما تصير الأرواحية مفهومة جيداً، وتتطابق مع الأعراف والعقائد، سوف تتغير العادات والمداولات اليومية والعلاقات الاجتماعية. فالأنانية مؤسسة على أهمية الشخصية، ولكن الأوراحية عندما تفهم جيداً فهي تطلع المرء على الأشياء من مستوى عالٍ جداً، إلى حد أن الشعور الشخصي يزول نوعاً ما أمام اللانهاية الأرواحية، بهدمها تلك الأهمية، أو على الأقل بجعلكم ترونها كما هي، تحارب حتمأ الأنانية. الكدر الذي يعتري الإنسان أمام أنانية الآخرين هو ما يجعله عادة يصير أنانياً أيضاً، لأنه يشعر بأن عليه حتمأ أن يكون على حذر، يرى الآخرين يفكرون من أجل أنفسهم ولايفكرون من أجله، وهذا يحمله على الاهتمام بنفسه أكثر مما بالآخرين، وحينما يصبر مبدأ المحبة والأخوة أساس المؤسسات الاجتماعية والعلاقات القانونية بين شعب وشعب وبين شخص وشخص، سيقل تفكير الإنسان من أجل نفسه، لأنه سيرى ان أناساً آخرين يفكرون من أجله، وسيتآثر حينئد بالواقع المهذب الآتي من مثال الآخرين ومن علاقاته بهم. إزاء هذه الأنانية المتجاوزة الحدود يحتاج المرء إلى فضيلة حقيقية ليزاول نسيان شخصيته لصالح الآخرين، لأنهم غالباً لا يعترفون له بأي جميل نحوهم، ان ملكوت السموات مفتوح بوجه خاص لأولئك الذين يملكون هذه الفضيلة، فقد خصصت لهم وحدهم السعادة المعدة للمختارين، الحق اقول لكم في يوم الحساب من لم يفكر إلا من أجل نفسه سيطرح جانباً، وسيعاني إهمال الآخرين له 
•	ما هي العلامات التي تدلنا على أن أحداً ارتقى فعلاً إلى درجة سوف ترفع روحه؟ يدل الروح على ارتقائه عندما يطبق ناموس الله في جميع أفعال حياته، وعندما يدرك سلفاً الحياة الروحية، الإنسان الصالح الحقيقي هو الذي يطبق في عيشته سنَّة العدالة والمحبة والإحسان بأقصى صفائها. يحاسب ضميره عن أفعاله متسائلاً: هل خالف هذه السُنّة، وهل أساء إلى أحد، وهل فعل كل الخير الذي كان في وسعه أن يفعله، وهل أعطى لأحد سبباً ليشتكي منه، وأخيراً هل فعل للآخرين كل ما يريد أن يفعلوه له، ان الإنسان المؤمن بعاطفة الإحسان والمحبّة للقريب البشرية يفعل الخير من أجل الخير دون انتظار مقابل لفعله، ويضحّي بمصلحته في سبيل الحق، إنه طيب وإنساني ولطيف مع كل الناس، لأنه يرى جميع الناس إخوة دون اعتبار إلى جنسهم أو عقيدتهم، إذا أعطاه الله الحول والمال، فهو ينظر إلى هذه الأشياء كوديعة يجب عليه أن يستعملها للخير وهو لا يتكبر بسببها، لأنه يعلم ان الله أعطاها له ويقدر أن يأخذها منه، إذا وضع النظام الاجتماعي أشخاصاً تحت تبعيته، فينيغي أن يعاملهم برأفة وسماحة لأنهم نظراءه أمام الله، ويستعمل سلطته ليرفع معنوياتهم، لا لإذلالهم بكبريائه، إنه متسامح مع زلات الآخرين لأنه يعلم أنه هو نفسه يحتاج إلى تسامحهم، وهو ليس حقوداً بل يسامح الأخطاء والإساءات لكونه يتذكر فقط الحسنات ويعرف أنه سيغفر له بقدر ما قد غفر هو نفسه، وهو يراعي إزاء الآخرين كل الحقوق التي تعطيها سنن الطبيعة، كما يود أن تراعى حقوقه 
•	 ما هي أحسن طريقة عملية وفعالة ليتحسن الإنسان في هذه الحياة، ويقاوم جاذبية الشر؟ قالها لكم أحد الحكماء القدماء: اعرف نفسك، في نهاية كل يوم امتحن ضميرك واستعرض ما فعلته متسائلاً: هل قصرت في واجب ما، وهل أعطيت لأحد سبباً ليشتكي مني، هكذا تتمكن من معرفة نفسك ومعرفة ما يحتاج إلى إصلاح، فمن يراجع كل ليلة جميع أفعال اليوم، ويتسائل عمًا كان صالحاً أو باطلاً في أفعاله، ويطلب النور من الله ومن ملاكه الحارس يتقوى جداً في مهمة تحسين نفسه، لأنّه صدّقوني سيساعده الله؟ اطرحوا على أنفسكم أسئلة، وتساءلوا ما هو غرضكم في تلك الحالة، وهل فعلتم شيئاً تكرهونه لو أتى من الآخرين، وهل فعلتم عملاً قد لا تجرؤون على الاعتراف به، اطرحوا على أنفسكم أيضاً هذا السؤال: إذا شاء الله في هذه اللحظة عودتي إلى عالم الأرواح حيث لا يخفى شيء، فهل أخشى من نظر أحد عند دخولي فيه؟ افحصوا ما قد فعلتموه ضد الله ثم ضد نظيركم في البشرية وأخيراً ضد نفسكم، وستأتي الإجابات براحة لضميركم أو بإشارة إلى غلط يجب إصلاحه. معرفة الإنسان لنفسه إذاً هي أساس تقدمه، ولكن قد تسألون كيف يحكم أحد يعدالة أفعاله، أما يخدعه حب نفسه ويريه ان أخطاءه طفيفة ويعذرها؟ فالبخيل يرى نفسه كمقتصد يحتاط للمستقبل، والمتكبر يعتقد ان عنده عزة نفس فقط، هذا صحيح تماماً ولكن عندكم طريقة أكيدة لا يمكن أن تخدعكم، فعندما تكونون متحيرين في قيمة أحد أفعالكم اسألوا أنفسكم كيف تصفونه ان صدر من شخص آخر، فإذا وجدتم أنه يستحق اللوم فلا يمكن أن يكون عادلاً مجرد صدوره منكم، فعند الله لا يوجد قسطاسان لتطبيق العدالة، حاولوا أيضاً معرفة رأي الآخرين ولا تهملوا رأي أعدائكم، إذ ليس من صالح هؤلاء أن يغطوا ما هو مزعج فيكم، وكثيراً ما يضعهم الله طريقكم كمرآة ينبهوكم بصراحة أكبر من التي تأتي من صديق. من يبغي بجد إصلاح نفسه: فليراجع إذن ضميره لكي يقلع الميول السيئة كما يقلع الأعشاب المضرة من بستانه، وليعمل حساب يومه من جهة الأعمال الحسنة والسيئة كما يعمل التاجر حساب الخسائر والأرباح، وأؤكد لكم ان حساب الربح سيزيد على حساب الخسارة، إذا استطاع أن يقول أن يومه كان جيدا يستطيع إذن أن ينام براحة ضمير، وينتظر بلا خوف الإفاقة في حياة أخرى . 
أنا على يقين بأن عدداً كبيراً من الناس يقولون ان الحاضر واقعي والمستقبل غير مؤكد، ولكن هذه هي بالضبط الفكرة التي نحن مكلفون باستتئصالها من أذهانكم، إذ أن مقصدنا هو جعلكم تفطنون لهذا في المستقبل، بحيث لا بيقى أي شك داخل انفسكم بشأنه، من أجل هذا لفتنا انتباهكم أولاً إلى ظواهر من شأنها أن تؤثر على حواسكم، ثم أعطيناكم تعاليم لكي ينشرها كل منكم، بهذا القصد أملينا كتاب الأرواح

### الآمال والتعازي

#### المحن والمتع الدنيوية
•	مادام الإنسان في اوقات كثيرة يسبب محنه المادية، أهو يسبب أيضاً محنه النفسية؟ نعم، وأكثر من ذلك، إذ أن المحن المادية هي أحياناً خارجة عن الإرادة، ولكن الكبرياء المجروح والطموح المخيب وقلق اليخل والغيرة والحسد وبالاختصار جميع الأهواء هي عذابات نفسية له. والغيرة والحسد، سعداء من لا يعرفون هاتين السوستين اللتين تتخران داخل المرء، فمن يحمل داء الغيرة والحسد لا يعرف الهدوء ولا راحة البال، إذ يرى أمام عينيه صور ما يطمح إليه فيحقد ويتذمر كأشباح لا تبرح تلاحقه حتى في ساعات النوم، إن الغيور والحسود هما في حالة حمى مستديمة، أهي حالة تريدونها لأنفسكم! ألا تفهمون ان الإنسان بأهوائه يختلق عذابات إرادية لنفسه وأن الأرض تصير جحيماً حقيقياً له. يتعس الإنسان عادة لأنه يعطي أهمية لأشياء هذه الدنيا، وما يتعسه هو خيبته في زهوه وطموحه وجشعه لو سما بنفسه إلى مستوى اعلى من نطاق الحياة المادية الضيق، ولو صعد بأفكاره إلى اللامحدود - لأن اللامحدود هو مصيره - لبدت له حينئذ تقلبات الدهر عديمة الأهمية وتافهة، مثل كروب الولد الذي يحزن لأنه فقد لعبة كانت منتهى سعادته. من يرى السعادة فقط في إشباع كبريائه وشهواته الخشنة فهو يتعس عندما لا يستطيع إشباعها، بينما من لا يبتغي شَيئًاً من الكماليات يسعد فيما يعتبره الآخرون كمصائب
•	كيف يوثر حزن الأحياء على الأرواح الراحلة؟ يتأثر الروح من كون أحبابه يتذكرونه ومن أسفهم على ذهابه، ولكن يؤلمه جداً حزن لا يتوقف ومخالف للصواب، لأنه يرى هذا الحزن المتجاوز الحد عدم الإيمان بالمستقبل وعدم الثقة بالله، ومن ثم فهو عثرة في التقدم الروحي، ولكون الروح أسعد في حالته الروحية مما كان على الأرض، فحزن الأحباب لموته يشبه حزنهم لسعادته الحاضرة، لنفرض ان صديقين مسجونين في نفس الزنزانة وسيطلق سراح الاين يوماً ما ولكن أحدهما يطلق سراحه قبل الآخر، أهو تصرف مطابق لسنًّة المحبة أن يحزن الذي سببقى لأن سراح صديقه أطلق قبله؟ ألا يوجد من ناحيته أنانية أكثر من الودّ حين يرغب أن يشارك صديقه حبسه وشقاءه طوال بقائه في الاعتقال؟ والحال هو نفسه لشخصين متحابين على الأرض، فمن يبرحها أولاً هو الذي تحرّر قبل الآخر، وواجبنا هو ان نهنئه بتحرره بيئما ننتظر بالصبر ساعتنا لنتحرر نحن بدورنا. سنعطيكم تشبيهاً آخر في هذا الأمر: لك صديق يعيش بقربك في حالة تعسة جداً تقتضي صحته أو مصلحته أن يذهب إلى بلد آخر حيث ستتحسّن حالته من جميع التواحي، فهو لن يكون بقريك مؤقتا ولكنك ستتراسل معه كل حين لأن الفراق جسدي فقط، فهل تحزن لابتعاده عنك وأئت عالم ان ابتعاده كان لخيره! نحن نحتمل بفراغ الصبر شدائد الحياة ويترائى لنا أنها أكبر من ان نقدر على احتمالها، ولكنتا لو احتملناها بشجاعة وتمكنا من ان نلزم الصمت بدل تذمرنا فسنغتبط من تصرفنا هذا بعد خروجنا من هذا السجن الأرضي كما يغتيط المريض المتألم بعد شفائه بعد ان استسلم لعلاج أليم
•	 الخيبات التي نشعر بها من نكران الجميل ومن عدم ثبات عرى الصداقة أليست هي أيضاً مصدر مرارة للإنسان الكريم القلب؟ نعم، ولكنًا نعلمكم أن تشفقوا على ناكري الجميل وعلى الأصدقاء الخونة، لأنهم سيشقون أكثر منكم، يأتي نكران المعروف من الأنانية، وسيلقى الأناني فيما بعد قلوبأ قاسية نحوه كما كان هو نحو الآخرين، وليعلم إذن ان الأصدقاء الناكري الجميل الذين يهجرونه لا يستحقون صداقته، وأنه أخطأ ظنه بهم، ومن ثم فلا يحق له أن يأسف على فراقهم، وفيما بعد سيجد أصدقاء آخرين يحسنون فهمه. يستحق الشفقة أولئك الذين تصرفوا نحوكم تصرفا سيئاً لم تستحقوه، لأن تصرفهم نحوكم سيرجع إليهم رجوعاً محزناً، لكن لا تتزعجوا من ذلك فهذه هي الوسيلة التي تضعكم في مستوى أعلى منهم. أعطت الطبيعة للإنسان الحاجة إلى أن يحِب وأن يحَب، فالحب هو إحدى المتع الكبيرة التي منحت له على الأرض حين يلقى قلوبا تنجذب إلى قلبه، وبذلك فإن هذه المتعة تريه طلائع السعادة المخصصة له في عالم الأرواح التي بلغت الكمال، حيث تسود المحبّة والسماحة، وهذه متعة حرم منها الأناني
•	لما دامت الأرواح المتجاذبة تميل إلى الاجتماع سوياً، لماذا بين الأرواح المتجسّدة نرى حالات كثيرة من الحب لدى واحد فقط من الإثنين دون الآخر، وإذا أخلص حب يقابل بلا مبالاة وحتى بنفور، وفوق ذلك كيف ينقلب حب ودود جداً بين شخصين إلى نفور وأحيانا إلى بغض؟ هذا عقاب ولو أنه وقتي، ثم كم من الناس يظنون أنهم يعيشون حب ولهان وهم يحكمون بحسب الظواهر فقط، وعندما يضطرون إلى أن يعيشوا سوباً فسرعان ما يصلون إلى التحقق بأنه مجرد شغف جسماني. لا يكفي الولع بأحد يعجبكم وتظنونه موهوباً صفات رائعة، وإنما بالعيش معه فعلاً ستستطيعون تقديره. كم هناك من زواجات تبدو لنا في البدء بأنها لن تصل أبدا إلى التآلف، ولكن بعد أن تعارف الاثنان على بعضهما وفهما بعضهما توصلا مع الوقت إلى أن يحبا بعضهما حبًاً رقيقاً ومستديما، لأنه مؤسس على الاعتبار الشخصي، لا تنسوا ان الروح وليس الجسد هو الذي يحب، وحالما يزول الغرور يرى الروح الواقع. يوجد نوعان من الحب: حب الجسد وحب النفس أي الروح، وفي حالات عديدة يخطئ الإنسان تمييزه بين الإثنين، فحبّ النفس عندما يكون صافياً وحقيقياً فهو مستديم، بينما حب الجسد فان. لهذا ففي حالات كثيرة فإن الذين كانوا يظنون أنهم يحبّون بعضهم حباً خالدا يتباغضون حالما يزول الغرور
•	يسبب الخوف من الموت ارتباكاً للكثير من الناس، من أين يأتي هذا الخوف ما داموا يعتقدون بالحياة المقبلة؟ هذا الخوف ليس له أساس، لكن أتنتظر شيئاً آخر! يحاولون إقناعهم في حداثتهم ان هناك جهنم وجنَّة، وأنهم سيذهبون على الأرجح إلى جهنّم، ويقولون لهم عن أشياء طبيعية بأنها خطيثة مميتة للنفس، وهكذا فعندما يكبرون ويكون عندهم بعض التمييز فهم لا يقبلون هذا التعليم، وأمّا الذين واظبوا على عقائد حداثتهم فهم يخافون من تلك النار الأبدية التي ستحرقهم دون أن تبيدهم. لا يشعر الصديق يالخوف من الموت لأنه على يقين بالمستقبل ولأن الرجاء يجعله ينتظر حياة أفضل ولأن المحبة التي مارس شريعتها تؤكد له بأنه العالم الذي سيدخل فيه لن يلتقي بأي كائن يلقي عليه نظرات يخشاها، أما الإنسان الشهواني لكونه متعلقا بالحياة الجسدية أكثر مما بالحياة الروحية ويجد سعادته في إشباع خاطف لجميع شهواته نفسه لكونها على الدوام عابئة بتقلبات الحياة ومغتمة بسببها: فيرعبه الموت لأنه يشك بمستقبله ولأنه سيترك على الأرض كل متعه وآماله، في حين الإنسان الأدبي الذي تسامى عن الاحتياجات المصطنعة التي تختلقها الأهواء، فله في هذه الدنيا متع يجهلها الإنسان المادي، ذلك ان اعتدال شهواته يعطي لروحه الهدوء والسكينة، ولكونه مسرورا بالخير الذي يفعله فهو لا يعرف الخيبات، وتمر المضايقات بروحه دون أن تترك فيه أثراً أليماً
•	 من أين يأتي القرف من الحياة الذي يتسلط على بعض أشخاص؟ من وطأة الفراغ أو من عدم الإيمان أو في أوقات كثيرة من الشبع من الحياة، من يمارس قدراته لغرض نافع وفقاً لمواهبه الطبيعية لا يبدو له العمل كريهاً أو مملاً، وتنقضى الحياة بسرعة فيحتمل تقلباتها بصبر وانقياد لمشيئة الله، وبالأخص عندما يعمل في سبيل السعادة الأمتن والأثبت التي تنتظره
•	ما رأيكم في الانتحار الذي سببه القرف من الحياة؟ ليس هذا صواباً لماذا لم يكونوا يشتغلون؟ فلو كانوا يشتغلون لما كانت الحياة حملاً عليهم
•	ما رأيكم بالذين ينتحرون يقصد التخلّص من محن وخيبات هذا العالم؟ أرواح ضعِيفة الطوية لا يملكون الشجاعة لاحتمال محن الحياة، الله يساعد المعذبين ولكن ليس الذين لا يملكون شجاعة القلب. تقلبات الحياة هي تجارب أو إيفاءات، سعداء هم الذين يحتملونها دون تذمر لآنهم سيكافؤون، والويل للذين في كفرهم ينتظرون نجاتهم مما يسمونه بالصدفة أو حسن الحظ، والصدفة أو حسن الحظ كما يقولون قد تساعدهم إلى حين ولكن لكي يفهموا فيما بعد وبمرارة شديدة فراغ هاتين الكلمتين
•	من هو في نضال مع العوز ويدع نفسه يموت يأسا أيعتبر تصرفه انتحارا؟ هو انتحار ولكن الذين سببوه أو كان في وسعهم أن يمنعوه، هم أكثر ذنباً منه، مع ذلك لا تظنوا ان انتحاره يغفر له إذا قصّر في العزم والاجتهاد وإن لم يستعمل كل ذكائه ليتخلص من ورطته. ولكن ويله خاصة إذا كان يأسه يسبب الكيرياء، أعني إذا كان من هؤلاء الذين يشل كبرياؤهم مقدرات ذكائهم، ويخجلون من كونهم يضطرون إلى كسب عيشهم بالعمل اليدوي، ويفضلون الموت جوعاً على أن ينزلوا عما يسمونه بمنزلتهم الاجتماعية، أليس أكثر نبالة وعزة بمئة مرة النضال ضد الضراء وتحدي انتقاد عالم تافه أو أناني يبدي حفاوة فقط للأغنياء الأقوياء، ويدير ظهره لكم حالما تحتاجون إليه؟ من الحماقة أن يضحي الإنسان بحياته اعتيارا لهذا العالم لأن هذا العالم لا يبكترث بالتضحية له البتّة
•	 هل المنتحر معذور عندما يقصد بانتحاره منع العار من أن يعود على أبنائه أو على عائلته؟ من ينتحر بهذا القصد يخطئ، ومهما كان الحال أزيلوا من مجتمعكم العادات الخاطئة وأحكامكم المسبقة ولن يعود عندكم انتحارات من هذا النوع. من يقتل نفسه ليتهرب من العار الناتج عن فعل شيء يبرهن أنه يبالي باحترام الناس أكثر مما باحترام اللّه إذ هو سيعود إلى الحياة الروحية محملاً بمظالمه فقد حرم نفسه من وسائل الإيفاء في حياته، واللّه أقل تشددا من الناس، وهو يسامح من يندم فعلاً، ويحسب لنا مجهودنا للإيفاء، بينما الانتحار لا يوفي شيئًا بتاتاً
•	 ما رأيكم بمن ينتحر على أمل أن يعجل وصوله إلى حياة أفضل؟ ضرب آخر من الجنون، ففي عمل الخير تأكيد للحصول عليها، إذ أن الانتحار يؤخر دخوله في عالم أفضل، وهو ذاته سيطلب الرجوع إلى الأرض لكي يتمم تلك الحياة التي قطعها منخدعا
•	أولئك الذين لكونهم لا يستطيعون احتمال موت أحبابهم ينتحرون على أمل أن يلتقوا بهم في الحياة الآجلة هل ينالون مقصدهم؟ ما يحصلون عليه يختلف جداً عمًا يتوقعون وبدلاً من اللقاء بالشخص الذي يحبون يبتعدون عنه زمناً أطول، إذ أن الله لا يكافئ الجبن ومن يقابله بالشك في عنايته، وسيدفعون ثمن لحظة الجنون هذه بكروب اشد من التي كانوا يظنون تقصيرها، ولن يجدوا لتعويضهم المسرة التي كانوا يتوقعونها
•	ما هي بوجه عام عواقب الانتحار على حالة الروح؟ عواقب الانتحار متنوعة جداً ليس هناك عقوبات معينة له، وفي جميع الحالات فهي متعلقة دائماً بالأسباب التي أحدثته، إلا أن العاقبة التي لا يستطيع المنتحر التهرب منها هي الخيبة. على أي حال ليس مصير جميع المنتحرين واحداً هذا يتوقف على ظروف الانتحار بعضهم يكفرون عن خطثهم فوراً والآخرون بحياة جديدة أسوأ من التي قطعوا سيرها. ان نتائج الانتحار متنوعة: أولها هي دوام الرباط الذي يصل الروح بالجسد دواما أطول واكثر تشبثاً، بالنظر إلى أنه كان في أوج قوته عندما حُطّم، بينما في الموت الطبيعي يضعف الرباط تدريجيا وفي أحوال عديدة ينفك قبل أن تنطفئ الحياة. ومع ذلك ففي جميع الحالات لا ينجو المنتحر من عواقب جبنه عاجلا أو أجلاً، يكفر عن خطأه بطريقة أو بأخرى هذا ما قاله بعض الأرواح الذين كانوا تعساء على الأرض فقد انتحروا في حياتهم السابقة وانقادوا إرادياً لتجارب جديدة ليحاولوا احتمالها باستسلام لمشيئة الله، لدى بعضهم تمسك بالمادة يسعون عبثاً ليتخلصوا منه ليتوجهوا نحو عوالم أفضل، ليس لهم إلا الأسف لكونهم فعلوا شيئاً بلا فائدة ولأنهم شعروا بخيبة كبيرة لما فعلوه.

#### المحن والمتع المقبلة
•	من أين يرد الاعتقاد الذي نجده عند جميع الشعوب بمحن ومتع قادمة؟ هو نفس الأمر، إنه استشعار بالواقع يجلبه للإنسان الروح المتجسد فيه، إذ من اللازم أن تعلموا بأنه ليس من العبث أن يتكلم إليكم صوت داخلي، وأن خطأكم هو كونكم لا تُصغون إليه كفاية، لو فكرتم جيدا ومرارا في ذلك لتحسنتم
•	 أهو لازم أن ينتبه الله إلى كل فعل نفعله ليجازينا أو يعاقبنا، أليست اغلب أفعالنا قليلة الأهمية؟ الله له نواميسه وهي تقيس جميع أفعالكم، فإن تخالفوها فالذنب عليكم، لا شك ان الإنسان عندما يفرط في تصرفه لا يصدر الله عليه حكمه قائلاً: أنت أكلت كثيراً ولذلك سأعاقبك، ولكن الله وضع حداً لكل شيء، والأمراض وغالباً الموت هي عاقبة الإفراط، هذا هو القصاص إذ هو نتيجة مخالفة الناموس، والحال هكذا في كل الأمور. تخضع كل أفعالنا لنواميس اللّه إذ لا يوجد أي خطأ مهما يبدو لنا قليل الأهمية يستطيع خرق هذه النواميس، وإذا عانينا عواقب خرقها فيجب ان نعاتب نفسنا فقط، لأننا نحن بالذات صانعو سعادتنا أو تعاستنا المقبلة 
•	هل تكون محن ومتع النفس بعد الموت هي من نوع مادي؟ لا يمكن أن تكون مادية ما دامت النفس ليست مادة، ليست هذه المحن وهذه المتع جسمانية، ومع ذلك يحس بها الروح ألف مرة أكثر من التي تقاسونها على الأرض، لأن الروح بعد تخلصه من الجسد يكون أكثر حساسية، ولأن المادة لا تعود تخمد التأثير على حواسه
•	لماذا ينسب الإنسان للمحن والمتع في الحياة الآجلة صورة في الكثير من الأحيان غريبة جداً وغير معقولة؟ ذكاؤه لم يتطور الكفاية بعد، لا يفهم الولد ما يفهمه بالغ السن، وعلى كل حال يتوقف الأمر على ما علّموه له، وهنا يحتاج التعليم إلى إصلاح. لغتكم ناقصة للغاية لتعبر عما هو خارج منال حواسكم، لهذا السبب كان من اللازم استعمال تشبيهات وهي تلك الصور وتلك الاستعارات التي تتخذونها بالواقع، إلا أنه بقدر ما يتنور الإنسان يفهم عقله الأشياء التي لا تستطيع لغته أن تعبر عنها
•	 ما هو نوع السعادة التي تتنعم بها الأرواح الصالحة؟ معرفة جميع الأشياء، وعدم الشعور بالبغض أو الحسد أو الغيرة أو الطموح أو بأية شهوة من الشهوات التي تتعس البشر، والود الذي يجمعهم هو متبع غبطة لهم سامية للغاية، فهم لا يشعرون باحتياجات الحياة المادية وبآلامها وأهوالها، ويسعدون من كونهم يفعلون الخير مهما كان الحال، فسعادة الأرواح متناسية دائماً مع درجة ارتقائهم. صحيح ان الأرواح الطاهرة تتتعم هي وحدها بأكمل سعادة، ولكن سائر الأرواح الأخرى ليست تعيسة، وبين الأرواح الشريرة والأرواح التي وصلت إلى الكمال يوجد مراتب لا نهاية لها، حيث المتع تتناسب مع الحالة الأدبية. الأرواح الذين ارتقوا ارتقاء لا بأس به يلمسون سعادة الذين وصلوا قبلهم ويطمحون إلى مستواهم ولكن رغبتهم في الإرتقاء هي موضوع منافسة لا يتخللها الحسد فهم يعلمون ان عليهم يتوقف كل شيء كي يصيبوا سعادتهم، فيجتهدون لهذه الغاية بهدوء الضمير السليم، ويسعدون أنه ليس عليهم أن يتعذبوا بما يقاسيه الأشرار
•	ذكرتم عدم وجود الحاجات المادية بين شروط السعادة للأرواح، ولكن إشباع هذه الحاجات أليس مصدر ملاذ للإنسان؟ أجل، ولكنها ملاذ الحيوان وعندما لا يستطيع إشباع هذه الحاجات فهذا عذاب له
•	كيف تتعذب الأرواح المتأخرة؟ عذاباتهم متتوعة حسب الأسباب التي أحدثتها ومتناسبة مع درجة التأخر، كما المتع منتاسبة مع درجة الإرتقاء. يمكن تلخيصها كما يلي: يشتهون جميع الأشياء التي تنقصهم ليسعدوا ويعجزون عن نيلها، يرون السعادة ويعجزون عن إصابتها، ثم يصيبهم الندم والحنق واليأس أمام ما يمنعهم أن يسعدوا، وكذلك تأنيب الضمير والقلق المعنوي، يشتهون جميع المتع والملاذ ولا يستطيعون الحصول على ما بيتغون، وهذا هو ما يعذبهم شر العذاب
•	هل الموت ينجينا من التجارب؟ لا ولكن تأثير الأرواح الشريرة على الأرواح الأخرى أقل بكثير مما هو على البشر، لأن الشهوات المادية لا تعود تساعدهم في غرضهم 
•	ما هي أشد أشكال العذاب التي قد تعانيها الأرواح الشريرة؟ الفكرة بأن عذابه أبدي، يتصور الإنسان محن ومتع النفس بعد الموت، تصوراُ يتناسب مع مقدار تقدم عقله، كلما تطور عقل الإنسان كلما تنقت وتخلصت هذه الصورة من المادة، فيفهم الأشياء من وجهة نظر أكثر مطابقة للعقل ولا يعود يأخذ حرفياً الصور المقدّمة بكلام مجازي. ولكون العقل السليم يقول لنا يأن النفس كيان روحي يأسره، فهو يقول لنا بالتالي ان النفس لا تتأثر بالتأثيرات التي تصيب المادة فقط ولكن لا ينتج من ذلك أنها أعفيت من العذاب وأئها لا تعاقب عن أخطائها. ان كل شيء يعاقب من حيث أخطأ، وبنا عليه يعاقب البعض بمشاهدة متواصلة للإثم الذي ارتكبوه، وغيرهم بالندامة، أو بالخوف، أو بالخجل، أو بالشك، أو بالعزلة، أو بالظلمات، أو بالفصل عن الأحية الخ
•	من أين يأتي الاعتقاد بالنار الأبدية؟ هي صورة رمزية كصور عديدة أخرى حسبها الناس أمرا واقعا
•	ولكن هذا الخوف آلا يحدث نتيجة نافعة؟ شف واحكم إذا كان أحداً حتى بين الذين ينشرون هذا التعليم، فإذا علموا أشياء يرفضها العقل فسيخلقون واقعاً وقتيا ومضراً. الإنسان لكونه عاجزاً عن التعبير عن هذه العذابات بلغته الدارجة لم يجد مقارنة أقوى من مقارنتها بالنار، إذ هو يعتبر النار مثلاً لأشد العذابات ورموزاً لأفظع أنواع العواقب. لهذا السبب يرجع الاعتقاد بالنار الأبدية إلى الماضي السحيق وورثته الشعوب العصرية من الشعوب القديمة، لهذا السبب أيضاً يقول الإنسان كلامه المجازي: لهيب الشهوات وتولع حبًّاً وتوقد غيرة وحرق قلبه الخ
•	الأرواح المتأخرون هل يفهمون سعادة الأبرار؟ يفهمونها، وهذا هو ما يجعلهم يتعذبون لأنهم محرومون منها بسبب ذنوبهم. لهذا السبب فإن الروح الذي تخلّص من المادة يتطلع إلى حياة جسدية جديدة لأن كل حياة يعيشها قد تختصر مدة هذا العذاب إذا استخدمها حسناً، وعندئذ يبدأ باختيار التجارب التي قد يوفي بها عن أخطائه. لا يعود للروح التجوالي غشاوة، فهو كمن خرج من الضباب فيرى ما ييعده عن السعادة، لأنه يفهم مقدار ذنبه ولا يعود هناك وهم فهو يرى واقع الأشياء. يرى الروح في الحالة التجوالية من جهة: رؤية تشمل جميع حيواته السابقة، ومن الجهة الأخرى: المستقبل الموعود، ويفطن لما ينقصه ليكتسبه. فهو كالمترحل الذي وصل إلى قمة الجبل ويرى المسافة التي قطعها والمسافة التي بقيت أمامه ليصل إلى هدفه
•	رؤية الأرواح التي تتعذب أليست مصدر حزن للأرواح الصالحة وحينذاك ماذا تصير سعادتها عندما تتعكر هذه السعادة؟ ليست مصدر حزن لهم لأنهم يعرفون ان ذلك العذاب له نهاية وبناء عليه، فهم يساعدون الآخرين ليحسنوا أنفسهم ويمدون لهم يد العون، هذا شغلهم ومتعتهم عندما ينجحون فيه
•	 بما ان الأرواح لا يقدرون إخفاء أفكارهم عن بعضهم بعضاً، وأن جميع أفعال حياتهم مكشوفة إذن فهذا يعني ان الآثم يواجه ضحيته على الدوام؟ لا محالة من ذلك وهذا بديهي
•	 هذا الكشف لجميع أفعالنا الذميمة والمواجهة الدائمة للذين كانوا ضحاياها هل هما معاقبة للآثم؟ معاقبة أكير مما تظنون، ولكن فقط حتى يوفي أخطاءه سواء كروح أم كإنسان في حيوات جسدية جديدة. حينما نكون نحن ذاتنا في عالم الأرواح حيث يكون ماضينا بأسره مكشوفا فإن جميع ما فعلناه من خير أو من شر سيكون معروقاً أيضاً ، عبثاً سيحاول من أساء أن يختفي عن أنظار ضحاياه، فسيكون وجودهم الذي لا مفر منه معاقبة له وتأنيباً مستديماً لضميره، حتى يوفي كفارة أخطائه، بينما البار فهو بالعكس سيلقى في كل مكان أنظاراً صديقة ولطيفة، أما الشرير فلا يوجد معاقبة أكبر من مواجهة ضحاياه وهو لهذا السبب يتجنبهم كل حين، ماذا يحدث بعد أن يزول غرور الأهواء ويفطن للشر الذي ارتكبه ويرى أخفى أفعاله منكشفة ومراءاته مفضوحة، وأنه لن يستطيع أن يتوارى عن أنظارهم؟ وهكذا تتقلب روح الشرير على رمضاء الخجل والأسف وتأنيب الضمير بينما تتمتع روح البار بسكينة كاملة
•	التجارب التي ينبغي بعد على الروح أن يقاسيها ليتمم تطهيره ألا تخلق فيه خوفاً مزعجا يعكر سعادته؟ أجل، ولكن للروح الذي ما زال ملوثا، لهذا السبب لا يستطيع أن يتمتّع بسعادة كاملة إلا بعد أن يصير طاهراً بالتمام، لكن الروح الذي ارتقى فلا تكدره البتة فكرة التجارب التي مازال عليه أن يقاسيها، والروح الذي بلغ درجة ما من الصفا يبتدئ بتذوق السعادة ويكتنفه شعور بمسرة عذبة ويبتهج بكل ما يراه وبكل ما يحيط به فتنكشف له أسرار الخليقة وعجاتبها وتتجلّى له الكمالات الإلهية في كل بهائها
•	 النزعة الانجذابية التي تجمع أرواحاً من نفس الدرجة، هل هي باعث سعادتهم؟ ألفة الأرواح الذين ينجذبون إلى بعضهم بعضا من أجل الخير هي إحدى متعهم الكبرى، لأنهم لا يخشون من ان الأنانية تعكر ألفتهم، وهم يكونون في العالم الروحي عائلات يضمها تشابه الشعور، ومن هذا الشعور المتشابه تتكون السعادة الروحية، كما في عالمكم نتجمعون في فئات وتشعرون بالسرور عندما تكونون مجتمعين، ان المودة الصافية والصادقة التي يشعرون بها ويتبادلونها هي مصدر سعادتهم، إذ أن بينهم لا يوجد أصدقاء منافقون ولا مراؤون. يستسيغ الإنسان بوادر هذه السعادة على الأرض عندما يلتقي بأشخاص يتآلف معهم ألفة صافية ومقدّسة، غير أنه في حياة روحية أكثر تنقية تزداد هذه المتعة إلى درجة لا توصف ولا حدود لها، لأن الروح سيلتقي فيها فقط بأرواح متجاذبة لن تبردها الأنانية. ففي الطبيعة كل شيء مبني على المحبّة، أي على الجاذبية، والأنانية هي التي تعطلها
•	هل يعتبر مكافأة تجسد الروح في عالم أقل خشونة من الذي كان فيه؟ هذه نتيجة تنقيته، إذ أن الأرواح كلما تنقوا كلما تجسدوا في عوالم أكثر فأكثر كمالاً، حتى يجردوا أنفسهم من أي أثر للمادة فيهم، ويتبرؤوا من كافة أدناسهم لكي يتنعموا إلى الأبد بغبطة الأرواح الطاهرة. في العوالم حيث الحياة أقل مادية مما هي في هذه الدنيا تكون الاحتياجات أقل خشونة، وكافة الآلام الجسدية هي أقل إيلاماً، ولا يعود الناس يعرفون الأهواء السيئة التي كانت في العوالم المتآخرة روحياً تجعلهم يعادون بعضهم بعضاً، إذ ما عاد عندهم سبب للبغض والحسد، فهم يعيشون مسالمين لبعضهم بعضاً، ولأنهم يطبقون سنّة العدالة والمحبّة والإحسان، فهم لا يعرفون الضجر والهموم التي تصدر عن الغيرة والكبرياء والأنانية والتي تقلق عيشتنا على الأرض. 
•	هناك أناس تنقضي حياتهم في هدوء تام ولكونهم لا يحتاجون إلى أن يعملوا أي شيء بأنفسهم، يخلون من الهموم هل تدل هذه الحياة السعيدة على أنهم دون أخطاء يكفرون عنها من الحياة السابقة؟ هل تعرف كثيرين منهم، إذا ظننت ان هناك كثيراً منهم فأنت غلطان، لأن كثيرا ما يكون الهدوء ظاهرياً فقط. من الممكن أنهم اختاروا هذه الحياة ولكنهم عندما يفارقونها سيدركون آنها لم تفدهم شيئاً لارتضائهم، وحينئذ كما يفعل الكسلان سيندمون عن الوقت الذي ضيعوه، يجب أن تعلم بأن الروح الذي لا يحصل على المعارف، لا يسمو إلا بالاجتهاد والعمل وإذا غرق باللامبالاة فهو لا يرتقي، مثله كمثل الذي يحتاج وفقاً لعاداتكم إلى أن يشتغل ولكنه يروح ليتفسح أو ينام وهو يقصد أن لايعمل شيئاً، يجب أن تعلموا أيضاً ان كل واحد سيحاسب على عدم فائدة حياته بإرادته وأن عدم الفائدة هذه مضرة دائماً للسعادة القادمة، ومقدار السعادة القادمة متتاسب مع مقدار الخير الذي يفعله الإنسان، ومقدار الشقاء متناسب مع مقدر الشر ومقدار البؤس الذي قدمه للآخرين
•	هل تحدث التوبة في الحالة الجسدية آم في الحالة الروحية؟ في الحالة الروحية فيرغب الروح بتجسّد جديد من أجل التطهر، ولكنها قد تحدث أيضاً في الحالة الجسدية عندما يفهم الإنسان جيداً الفرق بين الخير والشر
•	الإنسان المنحرف الأخلاق الذي لم يعترف أبداً بأخطائه أثناء حياته، هل يعترف بها دائما بعد موته؟ أجل، يعترف بها دائما، وحينئذ يزيد شقاؤه إذ أنه يحس بكل الشر الذي فعله وسبيه بإرادته، إلا أن التوية ليست مباشرة دائماً هناك أرواح يصرون على طريق الضلال مع كونهم يتعذبون، ولكنهم عاجلاً أو أجلاً سيدركون أنهم أخطأوا الطريق وبالتالي يندمون، ومن أجل إنارتهم فإن الأرواح الصالحة تعمل بجد ولهذا الغرض تستطيعون أنتم أيضاً أن تعملوا
•	 هل يوجد أرواح مع كونهم ليسوا أشراراً لا يبالون بمصيرهم؟ يوجد أرواح لا يقومون بأي عمل نافع، وهم كمن يترفّب حدوث شيء، ولكنهم في هذه الحالة يشقون سَقاء متتاسبا مع حالتهم، وبما أن الإرتقاء لا بد له أن يحدث في كل الأشياء، لذا يظهر هذا الإرتقاء عن طريق الألم
•	ألا يرغبون في تقصير مدة شقائهم؟ لا شك أنهم يرغبون ولكن ليس عندهم عزيمة كافية في إرادتهم، ليقرروا ما قد يخفف شقاءهم، كم من أناس يبنكم يفضلون أن يموتوا بؤساً على أن يشتغلوا
•	هل يتوقف مدَّة المحن دائماً على إرادة الروح أو ان هناك محناً تفرض عليه لزمن معين؟ أجل، قد تفرض عليه محن لزمن ولكن الله لكونه لا يريد إلا الخير لمخلوقاته فهو يتقبّل دائماً التوية، ولا تذهب الرغبة للتحسن ضياعاً أبداً
•	إذن وفقاً لما تقولون فإن المحن التي تفرض ليست أبداً إلى آخر الدهر؟ سلوا أنفسكم بالمنطق وبالعقل هل ان حكماً مؤبداً بسبب بعض لحظات الضلال ألا ينفي محبة الله لمخلوقاته؟ كم تبلغ مدة الحياة وحتى لو طالت مائة سنة بالنسية إلى الأبد؟ أتدرون تماماً ما معنى هذه الكلمة؟ معناها شقاء وعذاب أليم لا حدّ له ولا أمل في انتهائه من أجل بعض أخطاء، أيقبل عقلكم حكما من هذا القبيل؟ نسلم بأن الأقدمين صوروا سيد الكون كإله قاس جداً وغيور ومنتقم وأنهم في جهلهم نسبوا إلى الله أهواء البشر، لكن هذا الإله ليس هو الله، الذي يضع المحبة واللطف والرحمة ومغفرة الذنوب والخطايا منزلة الفضائل الأولى أيعقل أن ينقض هو ذاته الفضائل التي أوصى بها مخلوقاته؟ ألا ترون التناقض أن ينسب إلى الله الرحمة اللا محدودة والانتقام اللا محدود؟ فضلاً عن ذلك أليس أرفع مستوى العدالة عندما تصحبها المحبة هو أن تكون مدة المحن متوقفة على اجتهاد المذنب ليتحسن، اجتهدوا بكل ما في وسعكم في مقاومة وإبادة فكرة أبدية المحن والأزمات فهي تفكير تجديفي تجاه عدالة الله ورحمته وأخصب منبع للإلحاد والمادية واللامبالاة الدينية التي تعم الجماهير، وحالما يبدأ ذكاؤهم يتطور فإن الروح الذي أوشك أن يستنيرحتى لو كان غليظاً بعد يدرك حالاً شناعة هذا الظلم فيرفضه وحينئذ نادراً ما لا يخلط بين المحنة التي يتمرّد عليها وبين الله حين ينسبها إليه، من هنا تأتي الشرور العديدة التي أصابتكم والتي جئنا لنعالجها. أيفوتكم ان المعنى الحاضر لكلمة أبديّة ليس ذات المعنى الذي كان الأقدمون ينسيونه إليها؟ استشيروا المراجع القديمة مثلما أنتم جميعاً وسيتضح لكم ان اللغة كانت لا تعطي نفس المعنى للكلمة، فإن أبدية العقوبات هي أبديّة نسبية لا مطلقة، صحيح ان إدراككم البشري محدود ولكنه مع ذلك هبة من الله وبمعونة المنطق لا يوجد إنسان سليم النية يفهم بخلاف هذا المعنى أبديّة العقاب ترى هل نسلّم بان الشر سيكون إلى الأزل، الله وحده أزلي ولا يعقل أنه خلق الشر الأزلي، وإلا فيلزم ان ننزع من الله أسمى سجاياه وهي قدرته على كل شيء إذ لا يعود قادراً على أن يخلق عنصراً قادراً على هدم صنائعه في بشر، لا تحدقوا أنظاركم الحزينة في باطن الأرض باحثين عن أنواع العقوبات بل ابكوا واصبروا وكفروا عن أخطائكم، والتجئوا إلى فكرة الله المحب في صميمه والقادر إطلاقاً على كل شيء والعادل في جوهره.
تحركوا منجذبين صوب الوحدة مع اللّه، هذا هو هدف البشرية ومن أجل تحقيقه تحتاج البشرية إلى ثلاثة أشياء: العدل والمحبة والعلم، وهناك ثلاثة أشياء تعاكسها: الظلم والبغض والجهل، الحق أقول لكم أنتم تكذبون هذه المبادئ الأساسية بتشويهكم فكرة الله عندما تبالغون في قسوته تضاعفون هذا التشويه لأنكم تجعلون المخلوقات تظن ان لديها رحمة وحلما ومحبة وعدالة حقيقية أكثر مما ينسبون إلى الخالق الأزلي. تهدمون حتى فكرة جهنم بجعلها هزأة ويجعل عقائدكم لا تقبلها مثلما لا تقبل قلوبكم بشاعة مشهد الجلادين والمحارق والتعاذيب . صدقوني لكي لا تتعرضوا لرؤية عقائدكم كلها تنهار بين أيديكم - لأنكم لا تجعلونها تتغيّر - انعشوها بفتحها للتعاليم الكريمة التي تسلمكم إيّاها في هذا الحين الأرواح الصالحة: فكرة جهنم ونيرانه الملتهبة مضت وانقضت أي صفح عنها في عصر السيف ولكن في العصر الحاضر، فهي لا تغدو أكثر من تخيلات صبيانية، أقصى ما تستطيع هو تخويف الأطفال وهم نفسهم لا يعودون يعتقدون بها حالما ينضج إدراكهم قليلاً. بتمسككم بهذه الخرافات المريعة تهدمون الإيمان وحينذاك يفسد أي نظام اجتماعي. لا للتمسك بخرافات يالية تكذب نفسها، من هو المذنب، أبسبب غلطة أو انحراف ضال يجرى الابتعاد عن مقصد الخليقة الذي هو احترام الحسن واحترام الخير، ما هو العقاب: هو النتيجة الطبيعية الناتجة عن الانحراف، أعني مقداراً من الآلام اللازمة لتجعل المخطئ باختياره العقاب يمقت عدم استقامته، العقاب هو المنخس الذي بمرارة الألم يحرك الروح ليفكر بحالته ويعود إلى شاطئ النجاة، لا يعدو غرض العقاب إعادة الاعتبار للمذنب وتحريره من الخطأ، فمن يريد أن يكون العقاب أبدياً لغلطة ليست أبدية ينكر للعقاب أي تبرير لوجوده. حقأ أقول لكم كفوا عن وضع وجهة الأبدية، أكدوا بالعكس على التكفير تدريجياً بالعقوبات والمحن بواسطة التجسّدات المتتابعة وستؤيدون بالعقل وبالعاطفة الوحدة مع اللّه. يريد الدين حث الإنسان على الخير وإبعاده عن الشر وذلك باغرائه بالمكافأة وتخويفه من العقاب ولكن إذا صور له العقاب بحيث ان عقله يأبى أن يصدق به، فلن يؤثر عليه أي تأثير وسيستنكره الإنسان اسنتكاراً شاملاً في صيغته وفي محتواه، وبالعكس فإن صور له المستقبل بصورة معقولة فسيقبله حينئذ. التعليم القائل بأبدية العقاب بمعناه المطلق يجعل الكائن الأعلى الله قاسياً لا يرحم، أيعقل أن يقَال عن ملك إنه طيب جداً وحليم جداً ولا يريد غير سعادة الذين يحيطون به ولكنه في الوقت نفسه غيور ومنتقم وقاس بلا رحمة وإنه يعاقب بالعذاب الأبدي لأية إهانة أو مخالفة لقوانينه ثلاثة أرياع رعاياه أخطؤوا لأنهم كانوا يجهلون القوانين ألا بوجد هنا مناقضة أم ان الله أقل رحمة من الإنسان؟ نرى مناقضة أخرى في هذا الأمر وهي ما دام الله يعلم كل شيء فهو يعلم إذن عندما يخلق روحاً بأنه سيفشل ولكنه أعطاه الوسائل ليكفّر عن أخطائه ليتثبت أكثر في صراط البرّ، الله لا يقفل عليه باب الأمل إلى الأبد ويجعل الله ساعة نجاته تتوقف على الجهود التي يبذلها ليصل إليه، هذا ما لا يستطيع الناس أن يفهموه.
على كل حال الاعتقاد بالنار المادية والتنانين الملتهبة والتعذيب الشديد المستعار من «ترتاروس» في الوثنية، تركه في عصرنا أكثرية رؤساء الدين، هذه المشاهد المريعة الرمزية التي يقدمها كحقائق واقعية أناس متحمسون للدين أكثر مما لدور المعارف، وهذا خطأ، إذ أن هؤلاء الأولاد الصغار بعد أن يتغلبوا على رعبهم سيزيدون عدد الذين لا يصدقون بالدين. يسلم حالياً رجال الدين بأن كلمة نار تستعمل مجازياً ويجب أن تفهم كنار معنوية، والذين تبعوا مثلنا تقلبات الحياة وأساليب العذاب بعد الموت، في الاتصال مع الأرواح، تحققوا من ان النار لكونها غير مادية فإن آلامها ما زالت حادة جداً. وبدأ بعض رجال الدين يقبلون تقييد المعنى ويظنون فعلاً ان النار الأبدية يجوز فهمها على أنها المحن والعقوبات في ذاتها، ناجمة عن ناموس لا يتغيّر.

#### الجنة وجهنم والمطهر
•	هل يوجد مكان محدّد في الكون مخصص لمحن ولمتع الأرواح وفقاً لاستحقاقهم؟ ليس هناك جهنم وجنّة كما يتصورهما الإنسان، هما مجرد استعارات، ولكن كما سبق لنا القول فالأرواح الذين هم من نفس الدرجة يجتمعون بدافع التجاذب ولكنهم يستطيعون أن يجتمعوا أينما يشاؤون حينما يكونون قد أحرزوا الكمال. لا يوجد مكان محدد ومعين للعقاب والجزاء إلا في خيال الإنسان، أما السبب في رغية الإنسان بتحديد موقع فهو النزعة البشرية تجسيم وتحديد الأشياء التي لا يفهم كنهها اللامحدود.
•	ما المقصود بالنار أو المطهر؟ يقصد به آلام جسدية ومعنوية، ففي وقت الإيفاء في أغلب الأحيان على الأرض تقاسون مطهركم، وعلى الأرض يجعلكم الله تكفرون عن أخطائكم. المطهر هو أيضاً صورة لا يقصد بها مكاناً معيّناً، وإنما حالة الأرواح الناقصين الذين ما زالوا في مرحلة التكفير عن أخطائهم حتى يبلغوا الصفا التام الذي سيُصعدهم إلى درجة الأرواح الطوباوية. ونظراً إلى أن عملية التطهير تتحقق في التجسدات المتالية يتكون المطهر إذن من تجارب الحياة الجسدية
•	إذن كيف تفسرون ان أرواحاً تتجلى الرصانة في كلامهم أجابوا أشخاصاً معتبرين جداً أسئلة على جهنم والمطهر بأجوبة توافق ما يعتقده الناس عادة؟ الأرواح حين تتكلم تراعي مقدرة فهم السائلين، عندما تكون عقائد السائلين راسخة جداً لا تريد الأرواح أن تصدمهم بخشونة حتى لا تحرج عقائدهم. 
•	بعض الأرواح قالوا بأنهم يسكنون السماء الرابعة أو السماء الخامسة الخ ماذا يعنون بقولهم هذا؟ تسألونهم أي سماء يسكنون لأنكم تتخيلون عدة طبقات سماوية الواحدة فوق الأخرى مثل طوابق بيت، فيجيبكم على حسب اصطلاحاتكم، ولكن هذه الكلمات الرابعة أو الخامسة تعبّر عن درجات مختلفة من التنقية، وبالتالي من السعادة. هذا هو الحال بالضبط عندما تسألون روحاً إذا كان في جهنم فإن كان تعيساً سيجيبكم نعم ففي حالته جهتّم يعني العذاب رغم أنه يعلم حق العلم بأنه لا يعني نيراناً ملتهية ولو كان وثنياً لقال لكم أنه في الترتاروس. ووفقاً للفكرة المحدودة التي كانت في تحيّل الناس قديماً عن أماكن العقاب والجزاء، وبخاصة من جراء اعتقادهم بأن الأرض هي مركز الكون، وأن السماء قبّة تغطيها، وأن هناك منطقة نجوم كانوا يتصورون السماء من فوق، وجهنم من تحت، مما نتج عنه العبارات القائلة: صعد إلى السماء، وأعلى الطيقات السماوية، وألقي إلى أعماق الجحيم، حتى يومنا هذا بعد ان برهن العلم ان الأرض هي في الواقع من أصغر الكواكب الكونية ولا تتميز بأهمية خاصة بين الملايين من العوالم الأخرى، وبعد أن توصل العلم إلى معرفة مراحل تكوينها ووصف تركيبها ويرهن ان الفضاء لانهاية له، وأنه ليس هناك منطقة عليا ومنطقة سفلى في الكون أصبح من الضروري على الإنسان أن يكف عن وضع السماء فوق الغيوم والجحيم في جوف الأرض. 
•	أمن الممكن أن تسود المحبة يوما على سطح الأرض؟ ستسود المحبة على سطح الأرض حينما - من بين الأرواح الذين يأتون ليسكنوا عليها - يتفوق عدد الأخيار على عدد الأشرار، حينئذ ستسود المحبة والعدالة اللتان هما مصدر الخير والسعادة فبالإرتقاء الخلقي الأدبي وبتطبيق نواميس اللّه يجتذب الإنسان إلى الأرض الأرواح الصالحة ويبعد عنها الأرواح الشريرة. إلا أن الأرواح الشريرة لن تغادرها إلا بعد أن يبيد منها الإنسان الكبرياء والأنانية. تنبأت بعض الأرواح بأن البشرية ستتغير وأئه قد اقترب وقت هذا التغيير بواسطة تجسد أفاضل الأرواح، لأنهم سيكونون جيلاً جديداً على سطح الأرض. وحينئذ فإن أرواح الأشرار الذين يحصدهم الموت كل يوم مثل جميع الذين يحاولون إيقاف السير إلى الأمام، سيفصلون عن الأرض المتطورة لأنهم سوف يكونون في غير مكانهم بين أهل البر، حيث كانوا يعكرون سعادتهم، سيرحلون إلى عوالم جديدة أقل تقدماً لينجزوا فيها مهمات شاقة حيث يستطيعون أن يعملوا من أجل تقدّمهم الذاتي

### الخاتمة
يتوقف ارتقاء البشرية على مبدأ واحد هو تطبيق سنة العدالة والمحبّة والإحسان. تتأسس هذه السنّة على اليقين بتحسن المستقبل، فإذا أزلنا هذا اليقين نزيل ركنها الأساسي. ومن هذه السنة تشتق كافة السنن الأخرى لأنها تحتوي على جميع الشروط اللازمة لسعادة الإنسان، فهي التي تستطيع فقط شفاء عاهات المجتمع. ويستطيع الإنسان أن يلاحظ بمقارنته العصور والشعوب وكيف تحسنت حالتهم بقدر ما يتحسن فهمه لهذه السنة ويتحسن تطبيقها ولدى تطبيقه إياها تطبيقاً جزئيا وناقصا تتحسن حالته تحسناً محسوساً. فكم إذن سيكون التحسن حينما يتخذها الإنسان أساساً لجميع مؤسساته الاجتماعية هل هذا ممكن؟ بلا شك إذ ما دام الإنسان قد خطا عشر خطوات فهو يستطيع أن يخطو عشرين خطوة وهلم جرا، من ثم من الممكن تقدير المستقبل بالنظر إلى الماضي، لقد بدأنا نرى التنافر يزول بين الشعوب شيئاً فشيئاً والحواجز التي كانت تفصلهم تهبط أمام الحضارة ويتصافحون، نرى اليوم عدالة أكبر مما كانت من قبل تسود في القوانين الدولية، صارت الحروب تقل يوماً بعد يوم ولا تخلو من الطابع الإنساني، تستقر المساواة في العلاقات وتزول الفوارق بين الأجناس والطوائف، والذين تختلف عقائدهم يبتعدون عن أفكار التعصب الطائفي ليختلطوا سوياً في عبادة اللّه الواحد، نقصد هنا الشعوب الذين يسيرون في طليعة الحضارة. ومع جميع هذه الاعتبارات لم تزل الحال بعيدة عن الإتقان ولم تزل بعد أطلال عديدة ينبغي هدمها ريثما تزول آخر آثار الهمجية. ولكن هل تستطيع هذه الأطلال أن تصمد لقدرة الإرتقاء الساحقة ولهذه القوة الحيّة التي هي ذاتها سنَّةَ الطبيعة؟ الجيل الحاضر هو أكثر تقدماً من الجيل السابق، فما يمنع الجيل القادم أن يكون أكثر تقدماً من جيلنا؟ سيكون الجيل القادم أرقى بحكم الأشياء، أولاً: لأنه مع زوال الأجيال يوما بعد يوم يزول بعض محاميي العادات السيئة القديمة، وهكذا يتجدد المجتمع رويداً رويداً يعناصر جديدة تحررت من الأفكار الباطلة القديمة. ثانياً: لأن الإنسان لكونه يريد الإرتقاء يبحث عن العراقيل التي تعوقه ويسعى لإزالتها، وبما أن السير الإرتقائي لا جدال فيه، فلا يمكن الشك بأن الإرتقاء قادم. يرغب الإنسان بالسعادة لأن هذه الرغبة في طبيعته ومن ثم يحاول أن يرتقي ليزيد سعادته ويحسن حالته، لكنه حينما يحصل على كل التنعّمات التي يحدثها ارتقاء الذكاء فسيكتشف أنه لم يحصل على السعادة الكاملة، وسيقر بأن هذه السعادة مستحيلة دون الأمن في العلاقات الاجتماعية، وأنه لن يجد هذا الأمن إلا في الإرتقاء الخلقي الأدبي بحكم الأشياء. إذن سيدفعه الإرتقاء ذاته نحو هذا الاتجاه وسيجد في المذهب الأرواحي أقوى مُعين ليحصل على هذا الغرض. بواسطة تعاليم الأرواح ستدخل البشرية مرحلة جديدة، مرحلة الإرتقاء الأدبي الذي سينتج عنها حتماً. لقد بدأت الأرواحية تنتشر خاصة بعد ان فهمها الناس جوهرها وبعد ان أدركوا تأثيرها على حياتهم لأنها تصيب أهم ناحية في الإنسان، أي سعادته في هذا العالم وفي الآجلة، وها هو سبب انتشارها وسر القوة التي ستجعلها تظفر، لأن الإنسان لا يعتبر أمراً على أنه أكيد إلا إذا بدا له مطابقاً للعقل، فهي تسعد الذين يفهمونها ريثما يمتد نفوذها ليعم الجماهير. ففيها أجد بمجرد الاستدلال برهاناً معقولاً للمشاكل التي تؤثر تأثيراً كبيراً على مستقبلي وهي تمنحني الهدوء والاطلمئنان والثقة وتحررني من مخاوف الشك بالمستقبل بعد هذه النتائج كلها تصير مسألة الأحداث المادية مسألة ثانوية. ليست الأرواحية صنيعة الإنسان ، ولا يجوز لأي شخص أن يقول أنه ابتدعها ، إذ هي عتيقة كالخليقة ، وموجودة كل مكان وفي جميع الأديان. فإنها تؤثر تأثيرات طيبة الأثر، أولها وأكثرها حدوثاً: هو بعث الشعور الديني في المؤمن بها، ولو أنه كان ملحداً ولا ييالي بالأمور الروحية ولا يبالي بالموت، اللامبالاة التي تجعله يقبل بلا تذمر أو مرارة مماتاً لا مفر منه، كشيء سار لا كشيء مخيف، بسبب الثقة الكبيرة التي عنده بوجود حالة أخرى بعد الموت. والتأثير الثاني: هو المسامحة لزلات الآخرين، ولكن لا بد من الاعتراف بأن الأنانية والمضار التي تنتج عنها هي ما يكون أشد تشبثاً في الإنسان، ومن ثم فهي أصعب استتصالاً. يقبل الناس بطيب خاطر التضحيات طالما لا تكلفهم شيئا وطالما لا تحرمهم من شي، لأن المال ما زال يتسلّط على عواطفهم تسلطأً شديداً، وقليلون هم الذين يفطنون لكلمة كماليات عندما يتعلق الأمر بثروتهم، لهذا السبب فإن نكران الذات هو أسمى علامات الإرتقاء في الإنسان. والتأثير الثالث: هو الاتقياد لمشيئة الله في تقلّبات الحياة إذ تجعل الأرواحية الإنسان يرى الأشياء من مستوى عال جداً، بحيث أنه بزوال ثلاثة أرباع أهمية الحياة الأرضية لا يعود المؤمن يتأثر بالمصائب التي تصحبها، ويصبح أشجع على مواجهة الأحزان، وأكثر اعتدالاً في شهواته، ولا يفكر في الانتحار، لأن المذهب الأرواحي يعلّم ان الانتحار يفقد الإنسان دائما ما يريد أن يحصل عليه والعلم اليقين بأن كل شيء يتوقف علينا ليكون مستقبلنا سعيداً. ان عدد الذين أعادتهم الأرواحية إلى الاستقامة وأبطلت ميولهم السيئة أو أبعدتهم عن الشر أكير بكثير مما يظن الناس وهم في ازدياد مستديم، والسبب هو ان المستقبل لم يعد مبهما لهم ولم يعد مجرد أمل ضعيف بل أصبح حقيقة يفهمونها ويفسرونها، حين يرون ويسمعون الذين فارقونا يبكون أو يغتبطون بما فعلوه على الأرض، وكل من يشهد هذه الأشياء ييدأ بالتفكير والشعور بضرورة معرفة نفسه، فيحكم في حالته ويتغير ويصلح أنانيته وسلوكه. لا يجوز لأحد أن يسود على آخر بالإكراه المادي أو المعنوي، لأن أي رأي ساخط ينطق يه أحد ضد معارضيه هو رأي ضال، لأنه تحت أمرة أرواح شريرة. لا تعلّم الأرواح الصالحة سوى الاتحاد ومحبة النظير في البشرية.
1. ↑  موقع مجلس الأرواحية العالمي نسخة محفوظة 2022-05-19 على موقع واي باك مشين.
2. ↑  موقع يضم جميع مؤلفات آلان كاردك نسخة محفوظة 2022-05-11 على موقع واي باك مشين.
3. ↑  كتاب الأرواح ص 5-7 صادر عن دار التكوين -دمشق سوريا
4. ↑  المرجع السابق ص 6
5. ↑  المرجع السابق ص 7-11
6. ↑  Conversations with God By Neale Donals Walsch p 253
7. ↑  في العودة للتجسد د. رؤوف عبيد ص 95
8. ↑  في العودة للتجسد د. رؤوف عبيد ص 83
9. ↑  كتاب الأرواح ص 11
10. ↑  كتاب الأرواح ص 25-31
11. ↑  المرجع السابق ص 57-71 ملخصاً
12. ↑  المرجع السابق ص 75-90
13. ↑  المرجع السابق ص 93-109
14. ↑  المرجع السابق ص 11-117
15. ↑  المرجع السابق ص 117
16. ↑  المرجع السابق ص 118
17. ↑  المرجع السابق ص 129
18. ↑  المرجع السابق ص 130
19. ↑  المرجع السابق ص 133
20. ↑  المرجع السابق ص 137
21. ↑  المرجع السابق ص 139
22. ↑  المرجع السابق ص 144
23. ↑  المرجع السابق ص 148
24. ↑  المرجع السابق ص 150
25. ↑  المرجع السابق ص 153
26. ↑  المرجع السابق ص 169
27. ↑  المرجع السابق ص 177
28. ↑  المرجع السابق ص 182
29. ↑  المرجع السابق ص 185-187
30. ↑  المرجع السابق ص 189-192
31. ↑  المرجع السابق ص 195-197
32. ↑  المرجع السابق ص 203-206
33. ↑  المرجع السابق ص 206-209
34. ↑  المرجع السابق ص 209-213
35. ↑  ص 214-217
36. ↑  ص 218-224
37. ↑  ص 227-230
38. ↑  ص 231-235
39. ↑  ص 235-241
40. ↑  ص 249-254
41. ↑  ص 255-256
42. ↑  ص 257-264
43. ↑  ص 265-266
44. ↑  ص 266-272
45. ↑  ص 273-274
46. ↑  ص 274-276
47. ↑  ص 277-286
48. ↑  ص 287-300
49. ↑  ص 301-306
50. ↑  ص 307-312
51. ↑  ص 313-317
52. ↑  ص 317-319
53. ↑  ص 320-324
54. ↑  ص 326-330
55. ↑  ص 331-335
56. ↑  335-337
57. ↑  ص 342-346
58. ↑  ص 347-352
59. ↑  ص 352-358
60. ↑  359-364
61. ↑  ص 365-376
62. ↑  ص 377-384
63. ↑  ص 385-390
64. ↑  ص 390-391
65. ↑  ص 392-402
66. ↑  ص 403-410
67. ↑  ص 411-427
68. ↑  ص 427-444
69. ↑  ص 445-468
70. ↑  ص 469-474
71. ↑  475-488

## وصلات خارجية
- التخاطر مع روح ألان كاردك عن طريق وسيط روحاني فرنسي سنة 2020
- فيلم كاردك مترجم
- كتاب الأرواح للفرنسي ألن كاردك
- كتاب الأرواح على Goodreads
- دراسات جامعة فرجينيا حول التناسخ
- موسوعة كاردك - باللغة الإنجليزية